# Liste der Wappen in der Region Hannover
Die Liste der Wappen in der Region Hannover führt aktuelle und frühere Wappen von Gemeinden in der Region Hannover auf.

## Region Hannover und Vorgängerkreise
| Region bzw. Landkreis  | Wappen                     | Kommentare |
| ---------------------- | -------------------------- | --- |
| Region Hannover        | Wappen der Region Hannover | Wappen und Flagge vom Regionsausschuss Hannover angenommen am 19.März 2002, genehmigt durch den Niedersächsischen Minister des Innern am ????: „Im roten Schild oben ein nach rechtsgewendeter, schreitender goldener Löwe, unten ein mit der Spitze nach unten gekehrtes silbernes Kleeblatt mit roten Blattrippen.“     |
| Hannover 1974–2001     |                            | Genehmigt durch den Niedersächsischen Minister des Innern am 19. Dezember 1974: „Rot und Gold geteilt, oben ein blaubewehrter, goldener Löwe, unten ein rotbewehrter, blauer Löwe, beide schreitend.“ |
| Hannover 1932–1974     |                            | Genehmigt durch das Preußische Staatsministerium am 15. April 1935: „Gespalten, vorn in Rot zwei blaubewehrte und -bezungte, aus dem Spalt hervorbrechende, goldene Löwen, hinten von Blau und Rot fünfmal geteilt und das Ganze mit einem steigenden, goldbekrönten, -bewehrten und -bezungten, silbernen Löwen belegt.“ |
| Hannover 1885–1932     |                            | Das Wappen zeigte zwei Löwen |
| Linden 1885–1932       |                            | Das Wappen zeigte einen steigenden bekrönten Löwen |
| Burgdorf               |                            | Genehmigt durch das Preußische Staatsministerium am 25. Februar 1937: „Schräg geteilt von Silber und Schwarz; oben ein rot gezungter schwarzer Wolfskop, unten eine schärg liegende silberne Wolfsangel.“ |
| Neustadt am Rübenberge |                            | Genehmigt durch das Preußische Staatsministerium am 27. Juli 1934: „Gespalten; vorne in Blau drei rote Balken, überdeckt mit einem golden bewehrten silbernen Löwen; hinten in Blau ein aufrechtes silbernes Büffelhorn.“                                                                                                 |
| Springe                |                            | Genehmigt durch das Preußische Staatsministerium am 30. April 1930: „In Silber drei, zwei zu eins gestellte rote heraldische Rosen mit goldenen Butzen.“ |

## Städte und Gemeinden
| Stadt oder Gemeinde          | Wappen | Kommentare |
| ---------------------------- | ------ | --- |
| Stadt Barsinghausen          |        | Genehmigt durch den Niedersächsischen Minister des Innern am 31. August 1950; in Rechtsnachfolge fortgeführt von der zum 1. März 1974 neugebildeten Stadt Barsinghausen, genehmigt durch Regierungspräsidenten in Hannover am 7. August 1974: „Geteilter Schild. Oben in Grün ein springender, goldener Hirsch; untere Hälfte gespalten, vorn in Schwarz ein goldener Schleifstein, hinten in Gold gekreuzt schwarze Schlägel und Eisen.“ |
| Stadt Burgdorf               |        | Genehmigt durch den Oberpräsidenten der Provinz Hannover am 5. September 1940; in Rechtsnachfolge fortgeführt von der zum 1. März 1974 neugebildeten Stadt Burgdorf, genehmigt durch Regierungspräsidenten in Hannover am 8. Mai 1974: „In Silber auf grünem Schildfuß nebeneinander zwei grüne Laubbäume mit braunen Stämmen und Astwerk (Eichen), vor denen ein herschauender, goldener Löwe ruht.“ |
| Stadt Burgwedel              |        | Genehmigt durch den Landkreis Hannover am 20. April 1977: „Von Schwarz und Silber schrägrechts geteilt, oben ein einwärtsblickender, silberner, rot-bezungter Wolfskopf; unten eine schwarze, zweispitzige Wolfsangel mit Mittelbolzen.“ |
| Stadt Garbsen                |        | Genehmigt durch den Regierungspräsidenten in Hannover am 7. April 1975: „Gespalten von Blau und Rot, vorne ein aufgerichteter, rotbewehrter und rotbezungter, silberner Löwe mit abgeschnittener Hinterpranke am Spalt, hinten drei goldene Balken.“ |
| Stadt Gehrden                |        | Genehmigt durch den Regierungspräsidenten in Hannover am 26. April 1961; in Rechtsnachfolge fortgeführt von der zum 1. März 1974 neugebildeten Stadt Gehrden, genehmigt durch den Landkreis Hannover am 22. Februar 1984: „In Rot der silberne Treppengiebel der Stadtkirche, belegt vom Schildfuß her mit dem Wappen der Grafen von Schaumburg (in Rot ein silbernes Nesselblatt) und dem der Welfenherzöge (in Blau ein rotbewehrter, goldener Löwe).“ |
| Landeshauptstadt Hannover    |        | Wappen beruht auf Siegelführung seit dem 13. Jahrhundert; seine heutige Form hat es seit 1929: „Das Stadtwappen ist ein von zwei Löwen gehaltener roter Schild, der eine silberne Mauer mit zwei Türmen zeigt. Auf den Zinnen zwischen den Türmen steht ein - heraldisch - nach rechts gewendeter goldener Löwe; in der Türöffnung schwebt ein goldenes Schildchen mit einem grünen Kleeblatt. Überragt wird das Ganze von einem geschlossenen Helm, zwischen dessen rot-gold geteilten Büffelhörnern ein grünes Kleeblatt schwebt.“                                                                       |
| Stadt Hemmingen              |        | Der damaligen Gemeinde Hemmingen-Westerfeld genehmigt durch den Niedersächsischen Minister des Innern am 2. August 1950; in Rechtsnachfolge fortgeführt von der zum 1. März 1974 neugebildeten Gemeinde Hemmingen, genehmigt durch den Regierungspräsidenten in Hannover am 9. Mai 1974; der Stadt Hemmingen (seit 1. März 1999) bestätigt durch den Landkreis Hannover am ????: „Auf silbernem Grunde sieben, als Leiste aneinandergereihte, aufrechte, rote Rauten, die mit je einem goldenen Nagelkopf belegt sind.“                                                                                    |
| Gemeinde Isernhagen          |        | Genehmigt durch den Landkreis Hannover am 9. Januar 1978: „Geteilt durch einen silbernen Schrägwellenbalken, oben links in Rot drei silberne Lilien (2 : 1), unten rechts in Grün vier aufgerichtete, einander deckende, silberne Hufeisen.“ |
| Stadt Laatzen                |        | Genehmigt durch den Oberpräsidenten der Provinz Hannover 1930/31; in Rechtsnachfolge fortgeführt von der zum 1. März 1974 neugebildeten Stadt Laatzen, genehmigt durch den Landkreis Hannover am 30. April 1974: „Im geteilten Schild oben auf rotem Grund ein wachsender, goldener Löwe und unten auf Grün ein silberner Wellenbalken.“ |
| Stadt Langenhagen            |        | Genehmigt durch den Niedersächsischen Minister des Innern am 16. Juni 1949; in Rechtsnachfolge fortgeführt von der zum 1. März 1974 neugebildeten Stadt Langenhagen, bestätigt durch den Landkreis Hannover am 28. März 1974: „In rotem Schilde aus einem goldenen:roten Wulst wachsend, ein blaubezungter und blaubewehrter, goldener Löwe (welfischer Löwe).“ |
| Stadt Lehrte                 |        | Genehmigt durch das Preußische Staatsministerium am 20. Mai 1927; in Rechtsnachfolge fortgeführt von der zum 1. März 1974 neugebildeten Stadt Lehrte, bestätigt durch den Landkreis Hannover am 6. Mai 1974: „In Rot ein silbernes Andreaskreuz, überdeckt mit einem goldenen, blaubewehrten, rechtsgerichteten Löwen. Oben ein goldenes Schildhaupt in Form einer gezinnten Mauerkrone mit drei Türmen.“ |
| Stadt Neustadt am Rübenberge |        | Wappen beruht auf Siegelführung seit dem 14. Jahrhundert; zeichnerisch umgestaltet 1954; in Rechtsnachfolge fortgeführt von der zum 1. März 1974 neugebildeten Stadt Neustadt am Rübenberge, bestätigt durch den Landkreis Hannover am 7. Mai 1976: „In Silber eine rote Zinnenmauer mit offenem Tor und blauem Fallgitter, überhöht von zwei blaubedachten Spitztürmen, dazwischen auf der Mauer ein aufgerichteter, rotbewehrter, blauer Löwe.“ |
| Stadt Pattensen              |        | Genehmigt am 6. Juni 1967 und bestätigt am 22. Februar 1984: „In Gold eine rote Burg mit zwei Spitztürmen und offenem schwarzen Tor, darin unter goldenem Fallgatter ein silberner Schilc mit drei, zwei zu eins gestellten roten heraldischen Rosen; zwischen den Türmen ein rot bewehrter blauer Löwe.“ |
| Stadt Ronnenberg             |        | Genehmigt durch das Preußische Staatsministerium am 5. September 1929; in Rechtsnachfolge fortgeführt von der zum 1. Juli 1969 neugebildeten Gemeinde (seit 12. Dezember 1975 Stadt) Ronnenberg, bestätigt am 26. September 1969: „Gespalten von Schwarz und Blau, überdeckt mit einem durchgehenden schmalen goldenen Balken.“ |
| Stadt Seelze                 |        | Genehmigt durch das Preußische Staatsministerium am 5. Juli 1934; in Rechtsnachfolge fortgeführt von der zum 1. März 1974 neugebildeten Gemeinde (seit 1977 Stadt) Seelze, bestätigt durch den Regierungspräsidenten in Hannover am 6. Mai 1974: „Ein schwarzer Hahn auf silbernem Grund mit goldener Bewehrung.“ |
| Stadt Sehnde                 |        | Genehmigt ????: „Das Wappen zeigt auf rotem Grund mit einem schmalen goldenen Bord einen blau bezungten goldenen Löwenkopf.“ |
| Stadt Springe                |        | Genehmigt am 14. August 1975: „In Silber ein goldener Ring überdeckt mit einer blauen Wellendeichsel; bewinkelt von drei roten heraldischen Rosen.“ |
| Gemeinde Uetze               |        | Genehmigt am 25. Januar 1980: „In Gold eine eingeschweifte, achtmal nach der Figur blau-gold gespaltene Spitze.“ |
| Gemeinde Wedemark            |        | Genehmigt durch den Landkreis Hannover am 20. Februar 1979: „In Gold ein grüner Eichbaum mit sechzehn Blättern und drei Eicheln, der aus einem grünen Berg im Schildfuß herauswächst; vor dem Stamm des Baumes ein schreitender, blauer Löwe, rotbewehrt und rotbezungt, über einer silbernen Wolfsangel.“ |
| Gemeinde Wennigsen (Deister) |        | Genehmigt durch den Niedersächsischen Minister des Innern 1950: „Unter silbernem Schildhaupt in Form eines Bogenfrieses in Grün eine goldene Rose mit roten Butzen und roten Kelchblättern.“ |
| Stadt Wunstorf               |        | Genehmigt durch den Niedersächsischen Minister des Innern am 3. Juni 1957; in Rechtsnachfolge fortgeführt von der zum 1. März 1974 neugebildeten Stadt Wunstorf, bestätigt durch den Regierungspräsidenten in Hannover am 26. April 1974: „In Blau eine silberne Burg mit geöffneten Tortüren und zwei spitzbedachten Türmen, von denen der rechte eckig und mit einem Vierpass verziert, der linke rund und von zwei Fenstern durchbrochen ist. Zwischen den Türmen befindet sich ein schreitender, gekrönter, rot-bezungter, goldener Löwe, der nur mit den Hinterpranken die Zinnen der Mauer berührt.“ |

## Ehemalige Städte und Gemeinden

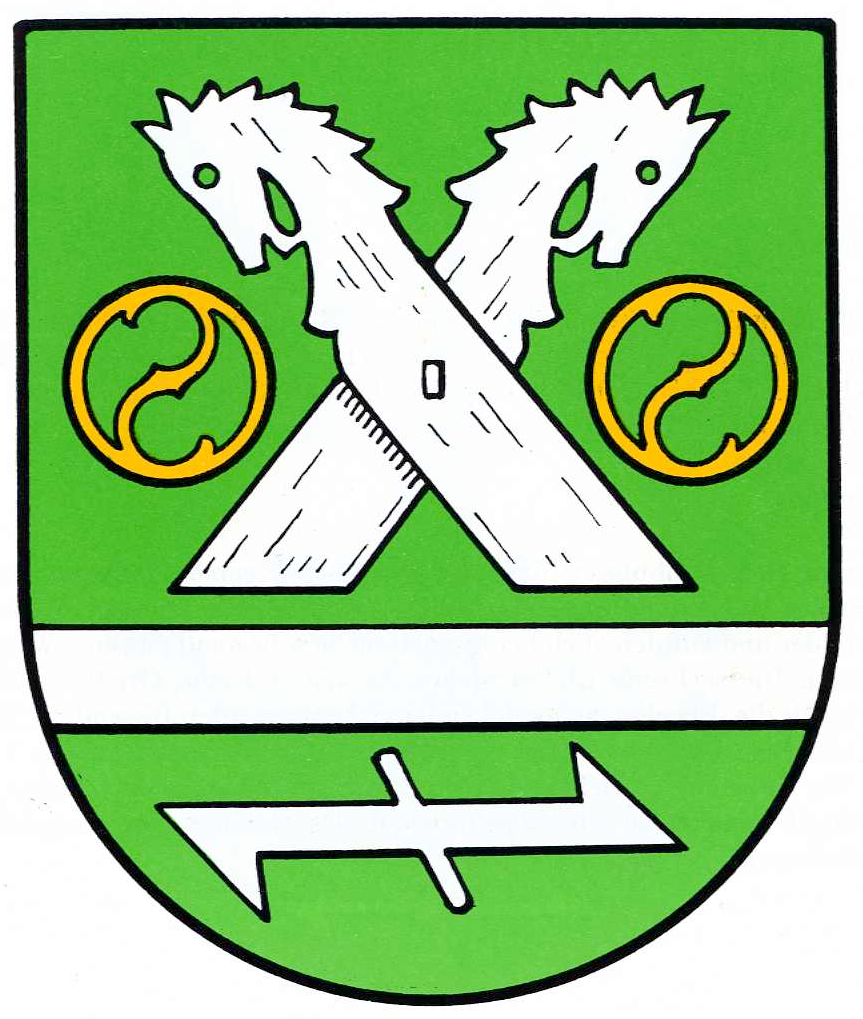
Gemeinde Wedemark Ortsteil Abbensen (Details)
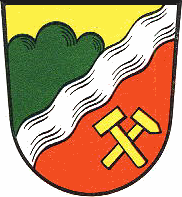
Stadt Hannover Stadtteil Ahlem (Details)
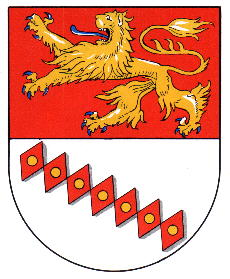
Stadt Lehrte Ortsteil Ahlten (Details)
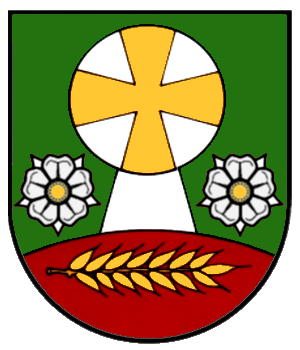
Stadt Springe Ortsteil Alferde
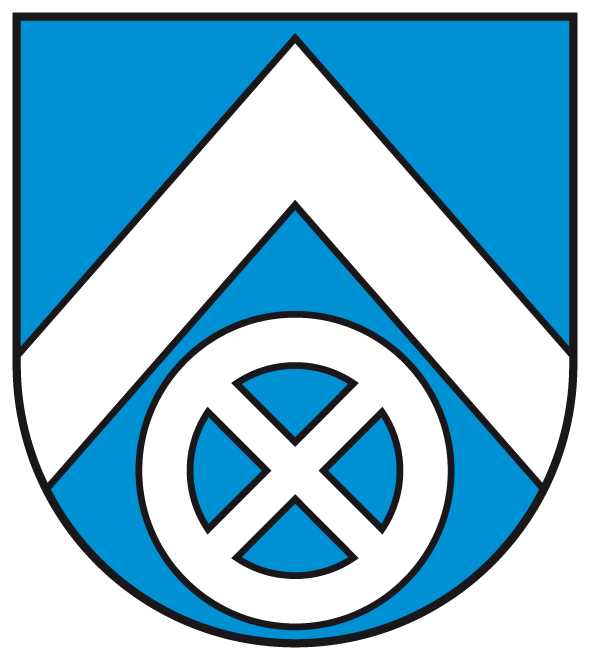
Stadt Lehrte Ortsteil Aligse (Details)
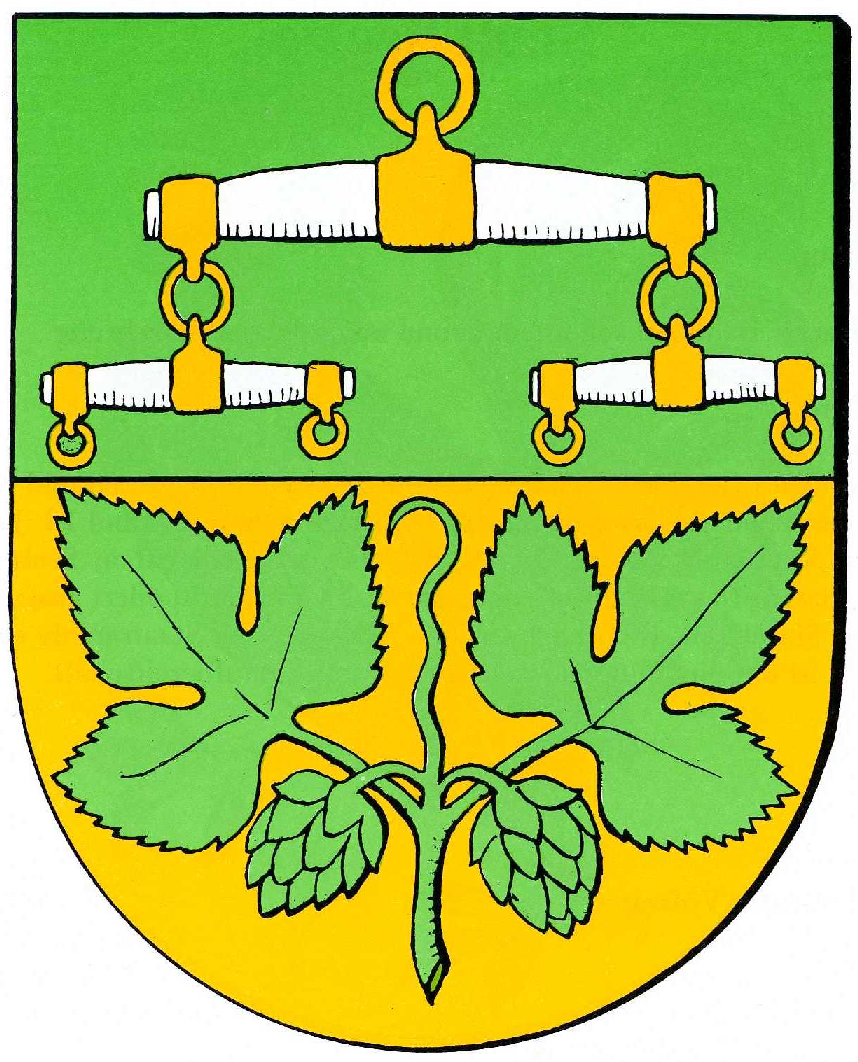
Stadt Seelze Ortsteil Almhorst (Details)
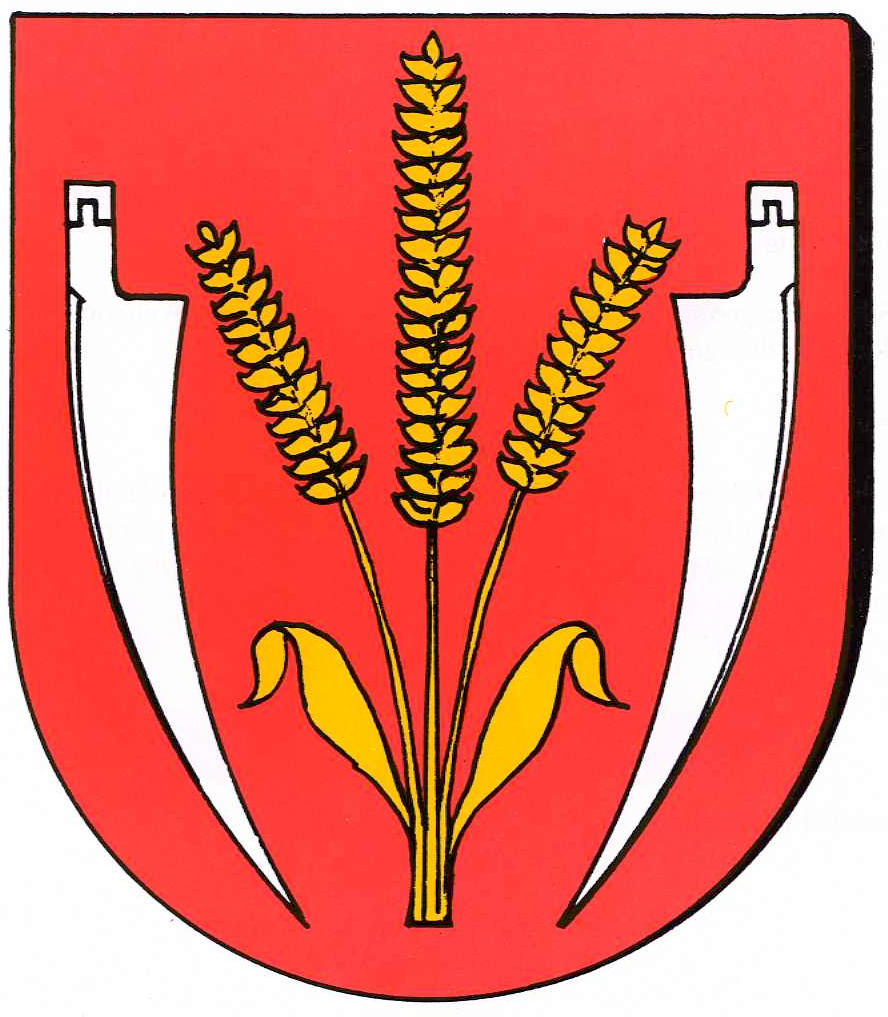
Stadt Springe Ortsteil Altenhagen I
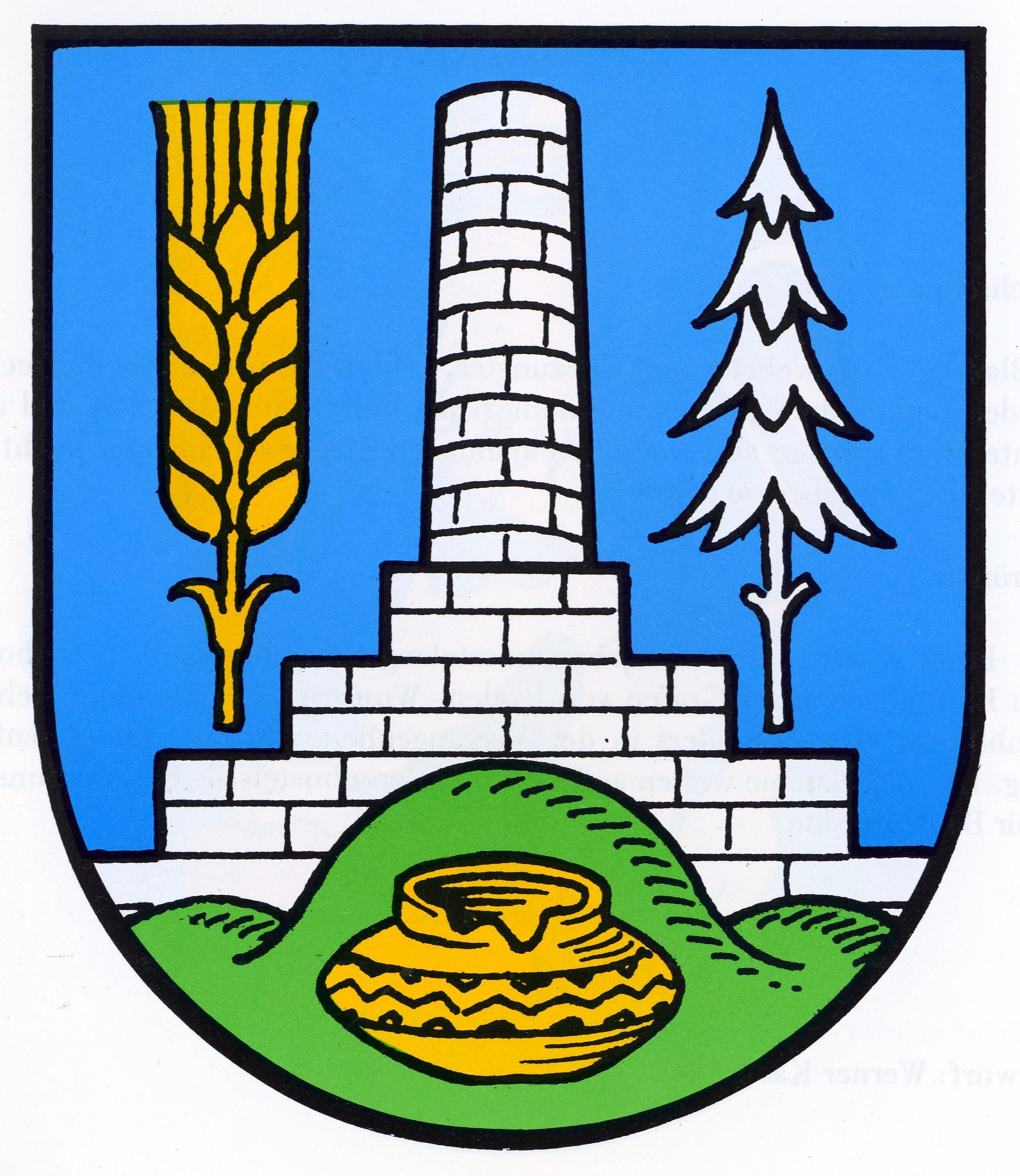
Stadt Garbsen Stadtteil Altgarbsen (Details)
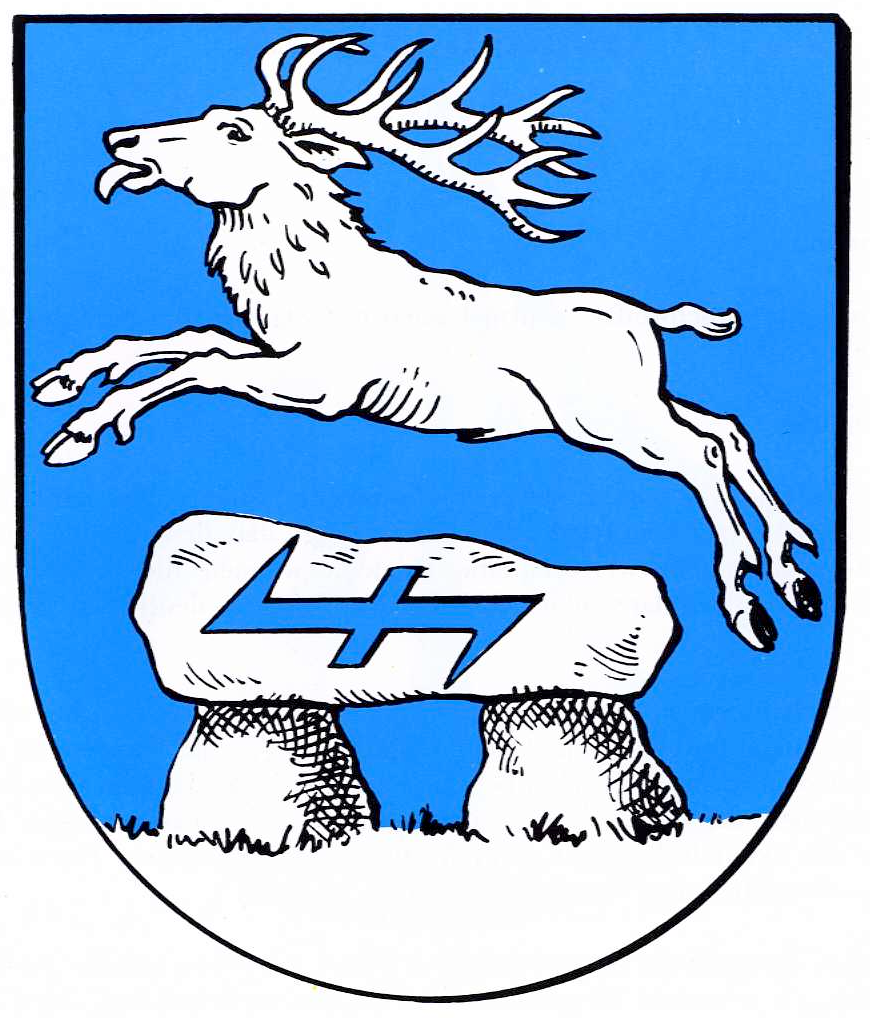
Gemeinde Uetze Ortsteil Altmerdingsen (Details)
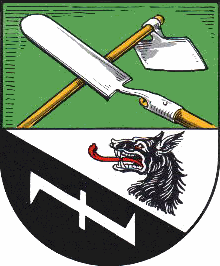
Gemeinde Isernhagen Ortsteil Altwarmbüchen (Details)
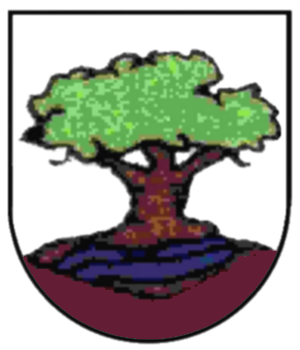
Stadt Springe Ortsteil Alvesrode
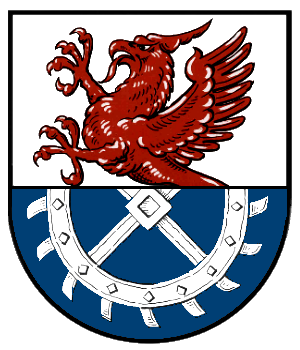
Stadt Neustadt am Rübenberge Ortsteil Amedorf (Details)
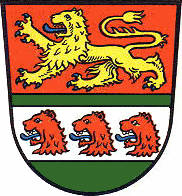
Stadt Hannover Stadtteil Anderten (Details)
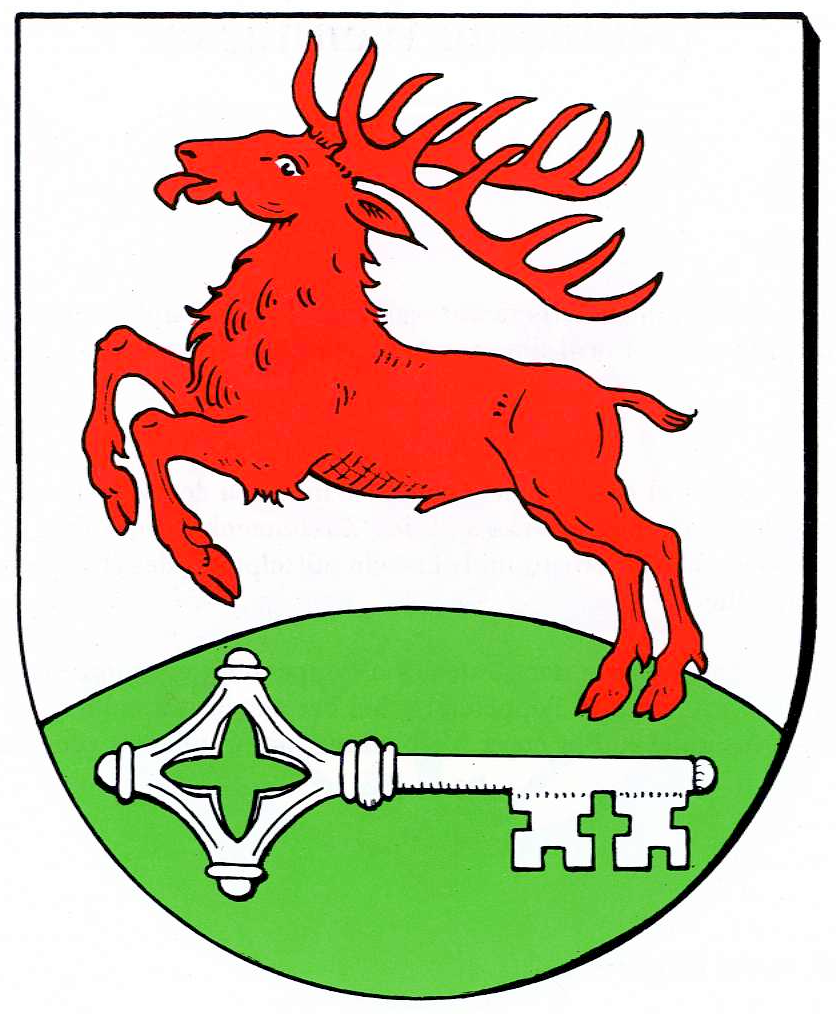
Gemeinde Wennigsen (Deister) Ortsteil Argestorf (Details)
Stadt Hemmingen Ortsteil Arnum (Details)
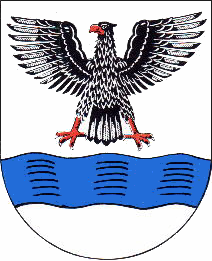
Stadt Lehrte Ortsteil Arpke (Details)
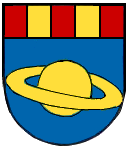
Stadt Garbsen Stadtteil Auf der Horst (Details)
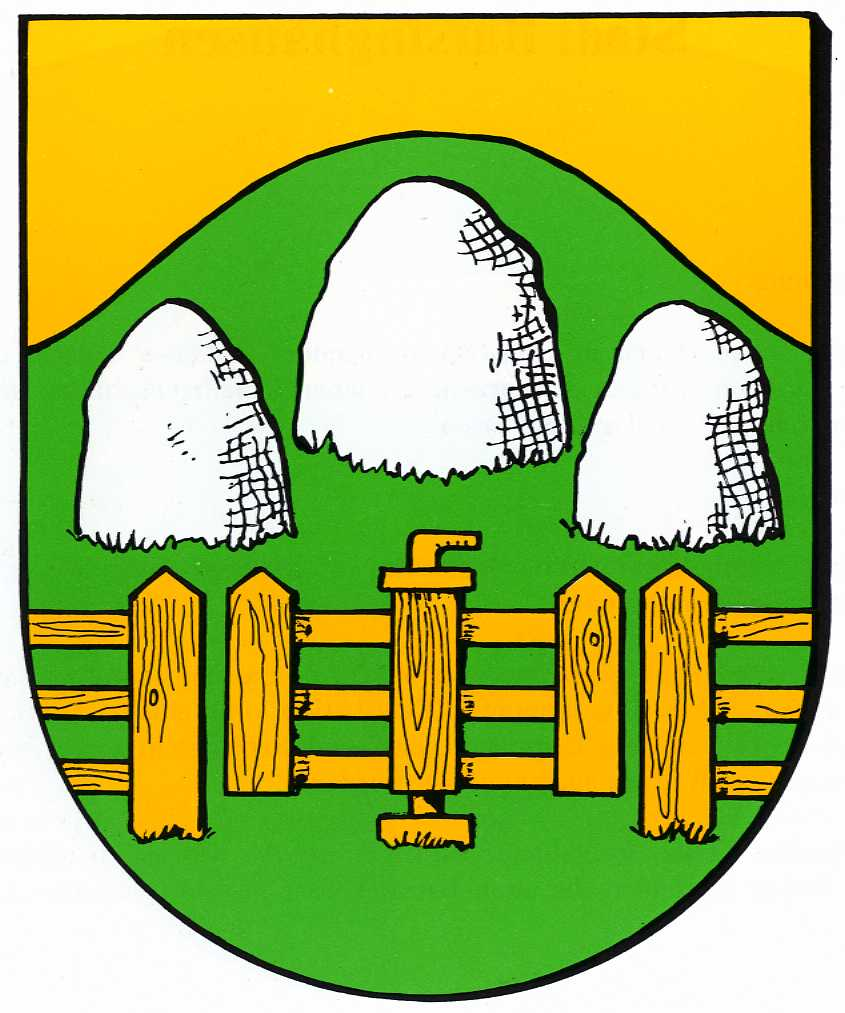
Stadt Barsinghausen Ortsteil Bantorf (Details)
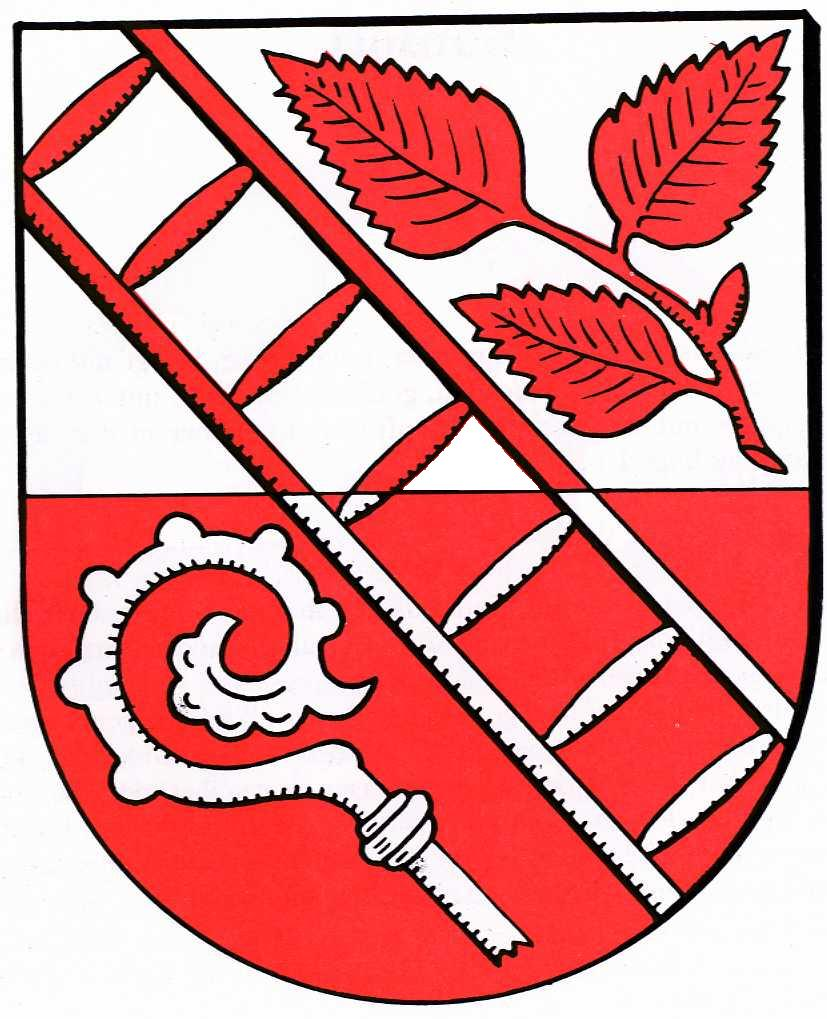
Stadt Barsinghausen Ortsteil Barrigsen (Details)
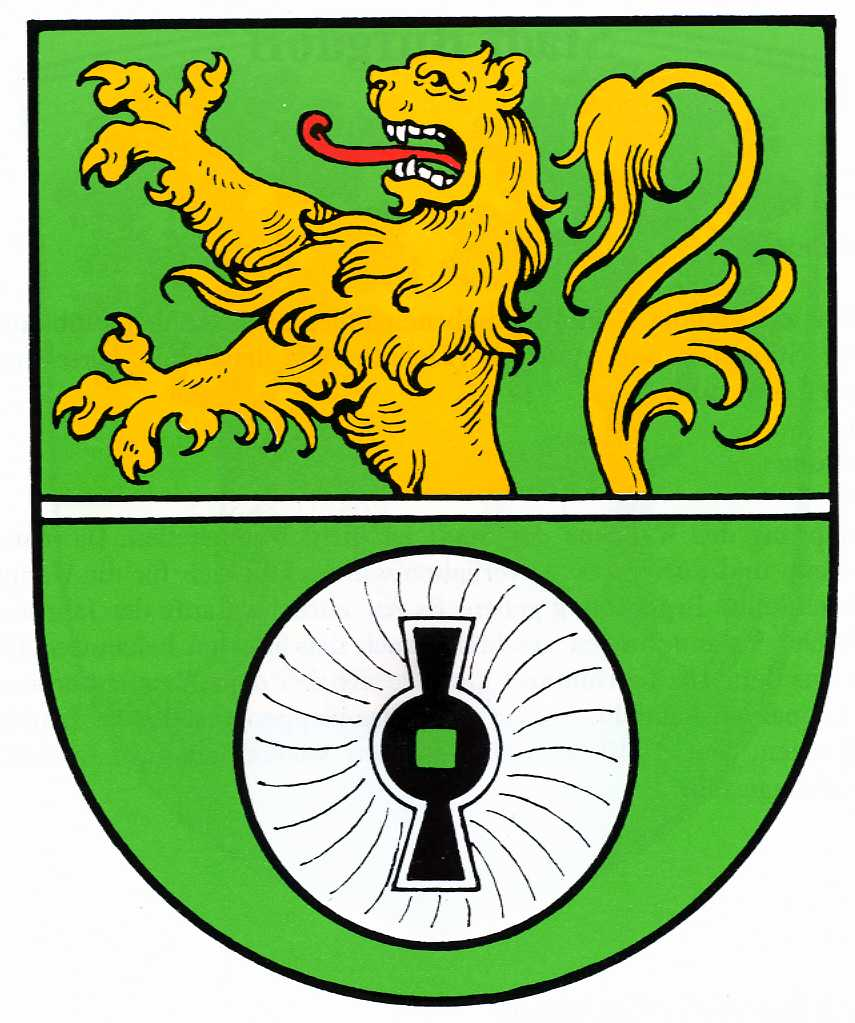
Stadt Burgdorf Ortsteil Beinhorn (Details)
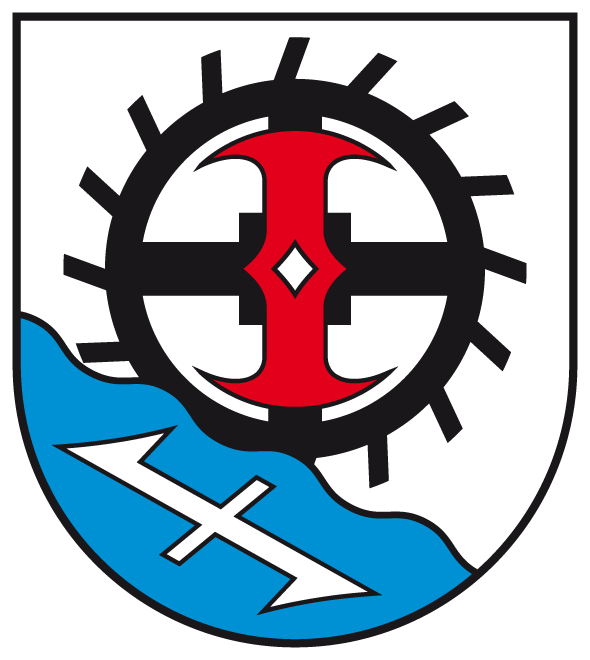
Gemeinde Wedemark Ortsteil Bennemühlen (Details)
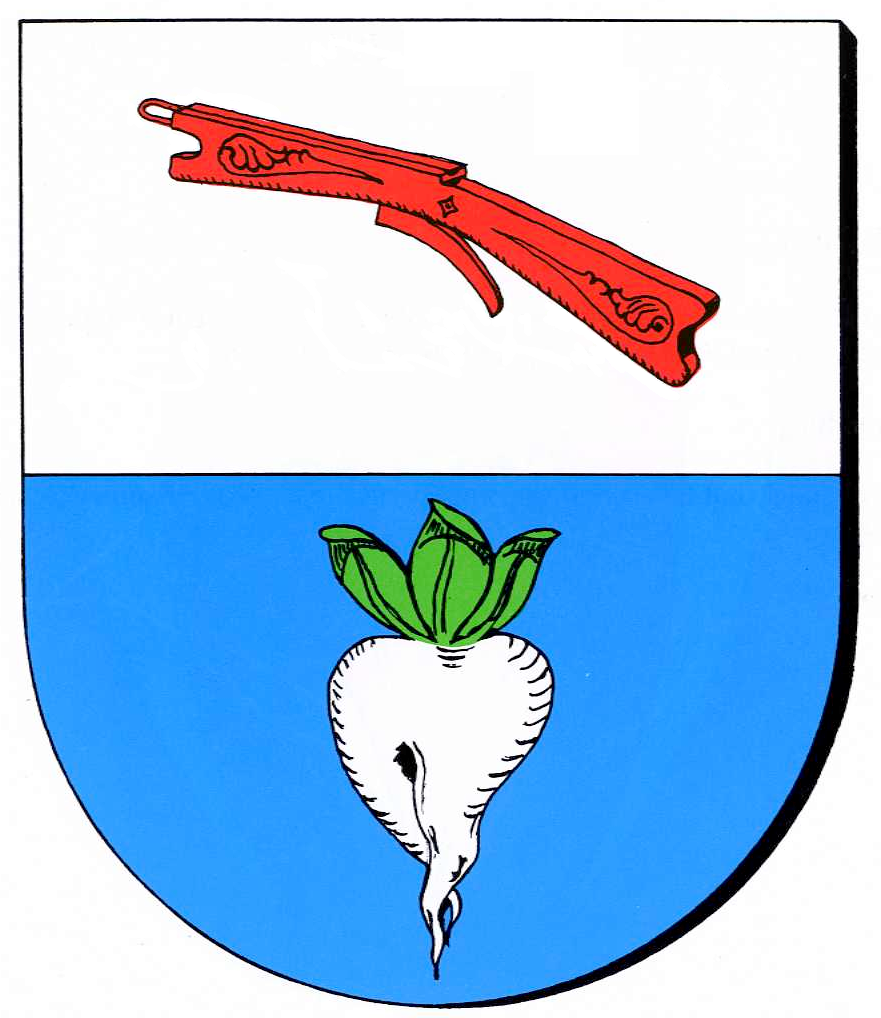
Stadt Springe Ortsteil Bennigsen (Details)
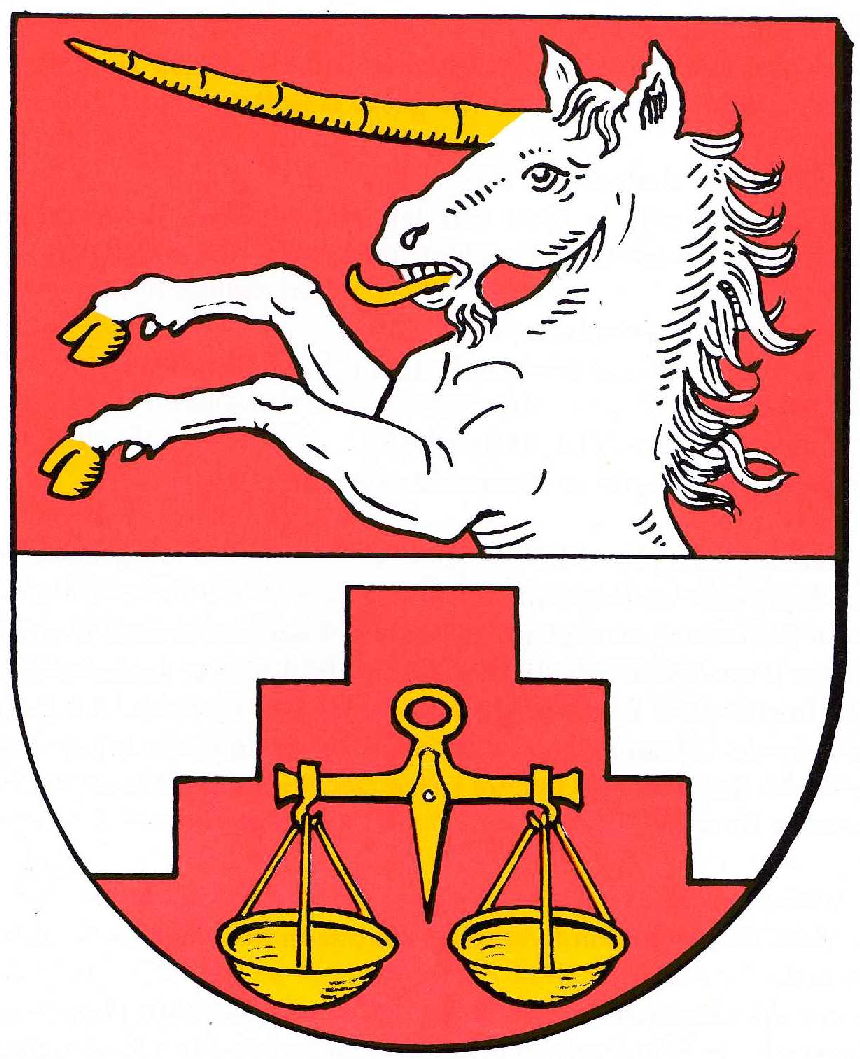
Stadt Ronnenberg Ortsteil Benthe
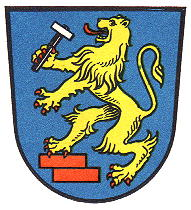
Stadt Garbsen Ortsteil Berenbostel (Details)
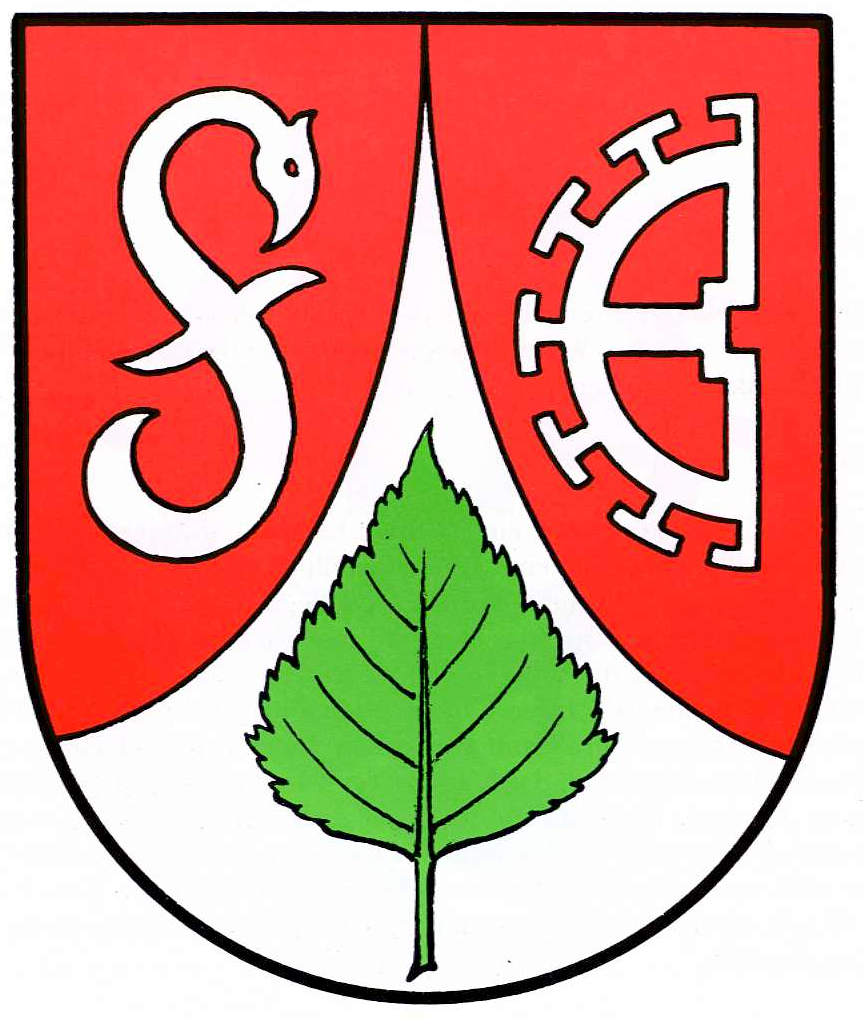
Gemeinde Wedemark Ortsteil Berkhof (Details)
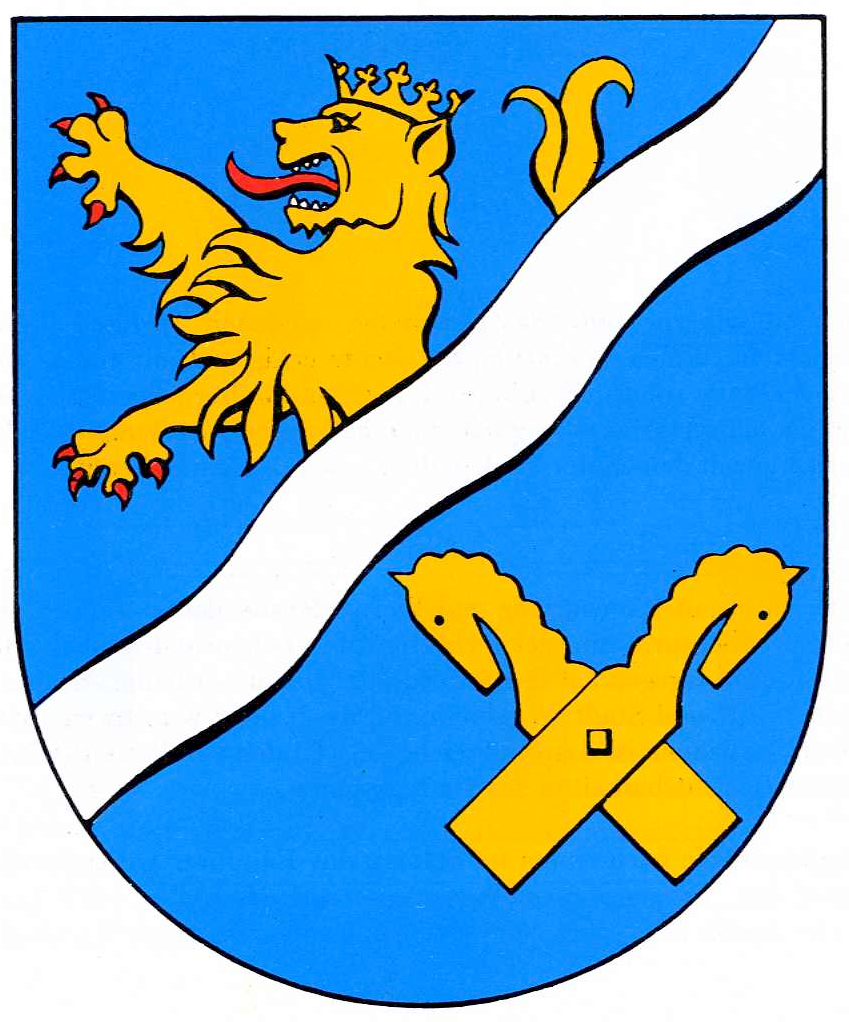
Stadt Wunstorf Ortsteil Blumenau (Details)
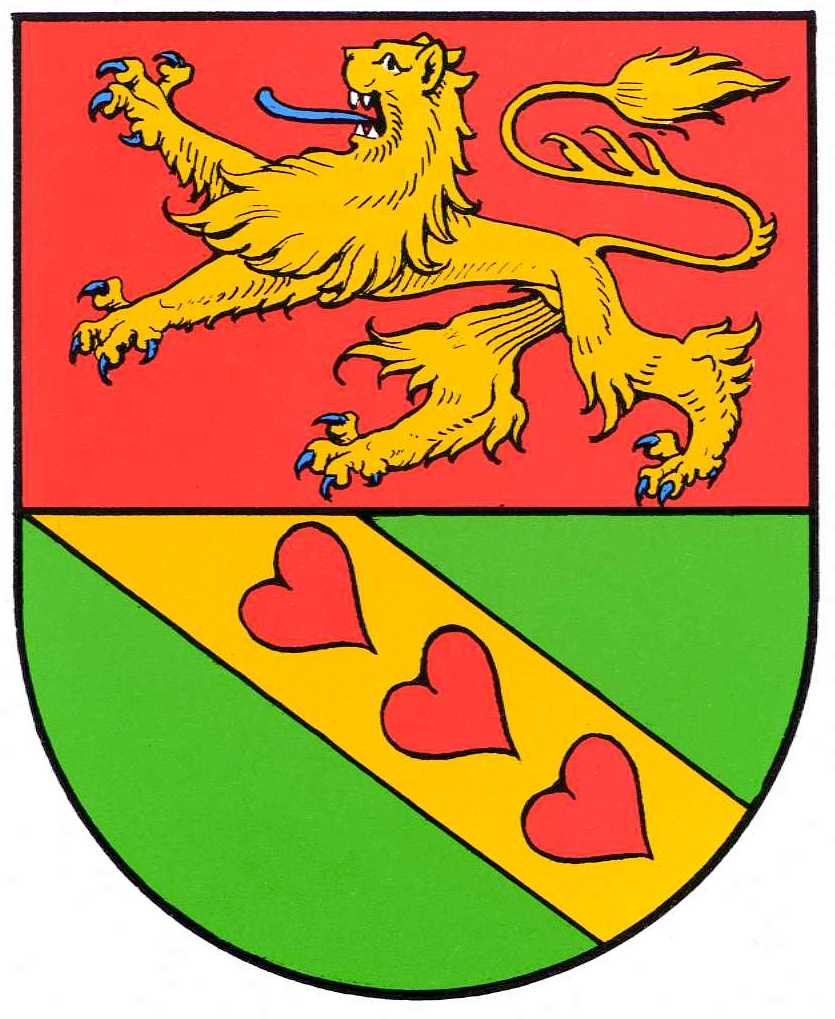
Stadt Sehnde Ortsteil Bilm (Details)
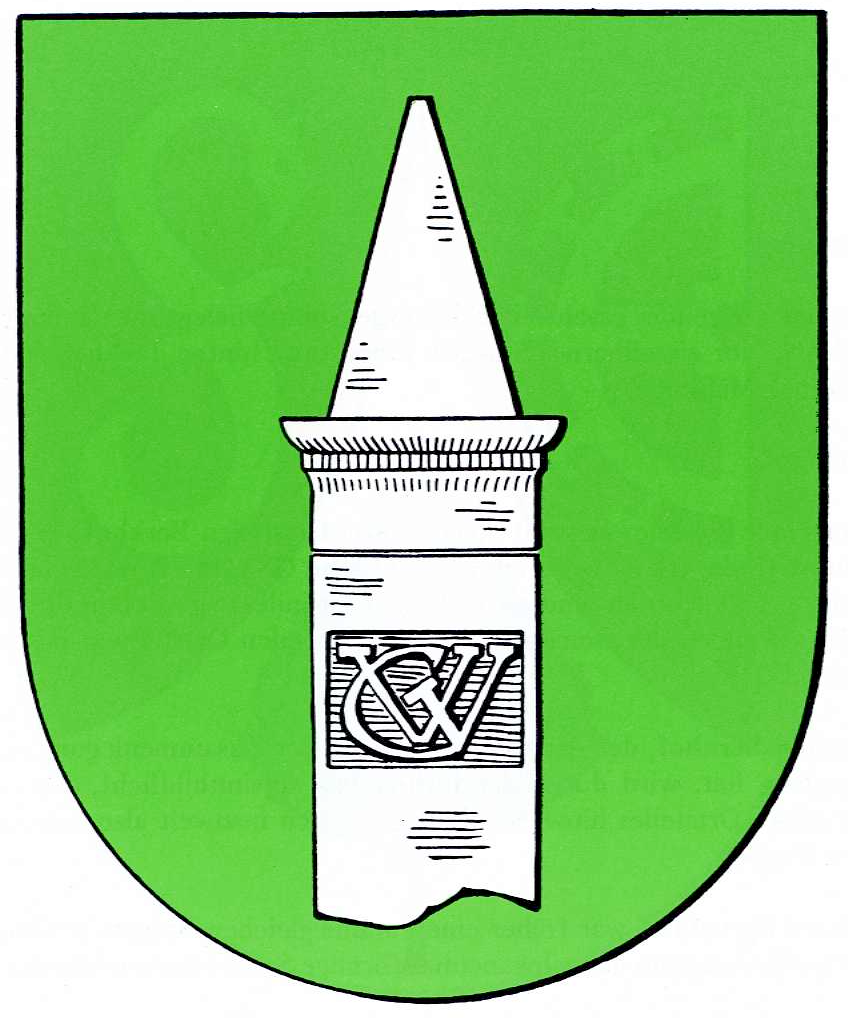
Gemeinde Wedemark Ortsteil Bissendorf (Details)
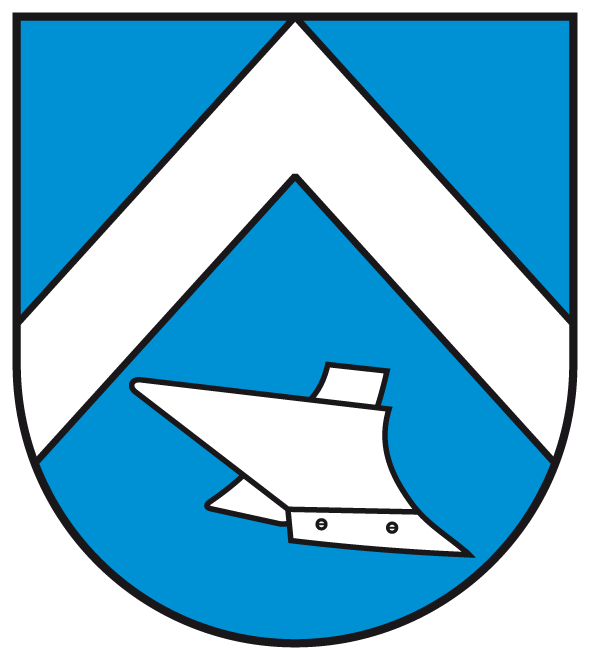
Stadt Springe Ortsteil Boitzum (Details)
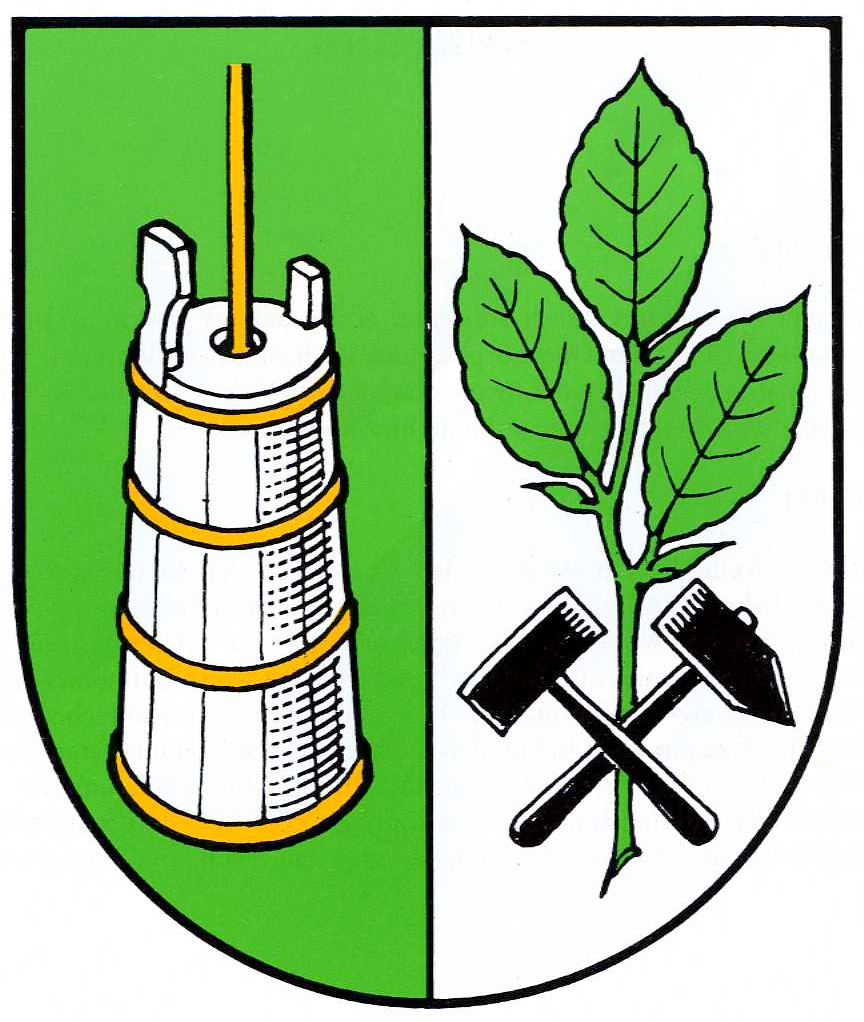
Stadt Wunstorf Ortsteil Bokeloh (Details)
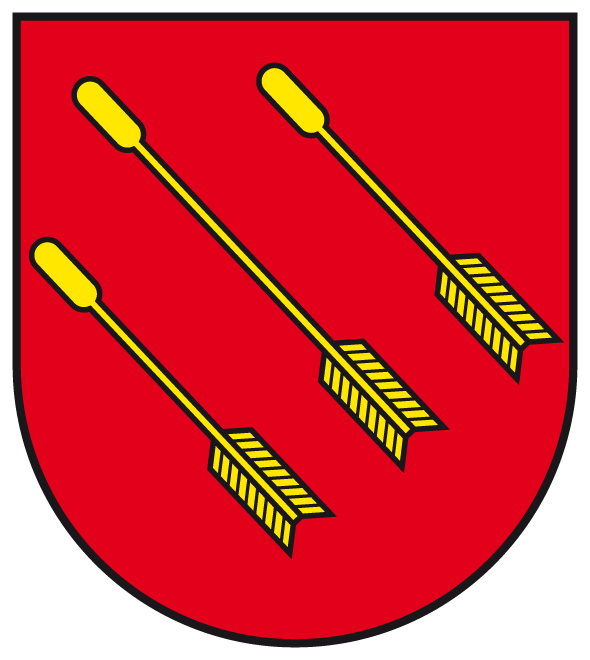
Stadt Sehnde Ortsteil Bolzum (Details)
Stadt Neustadt am Rübenberge Ortsteil Bordenau (Details)
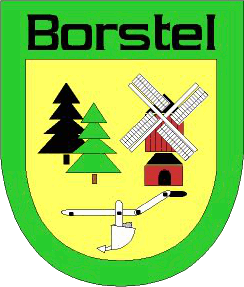
Stadt Neustadt am Rübenberge Ortsteil Borstel
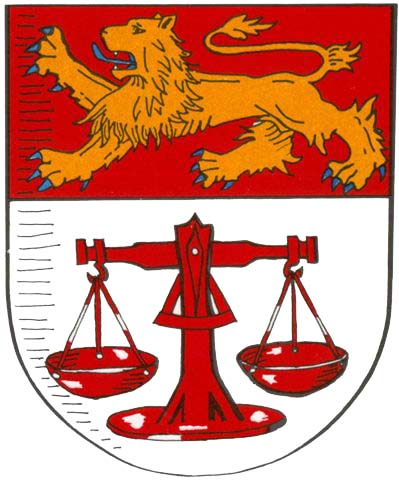
Gemeinde Wennigsen (Deister) Ortsteil Bredenbeck (Details)
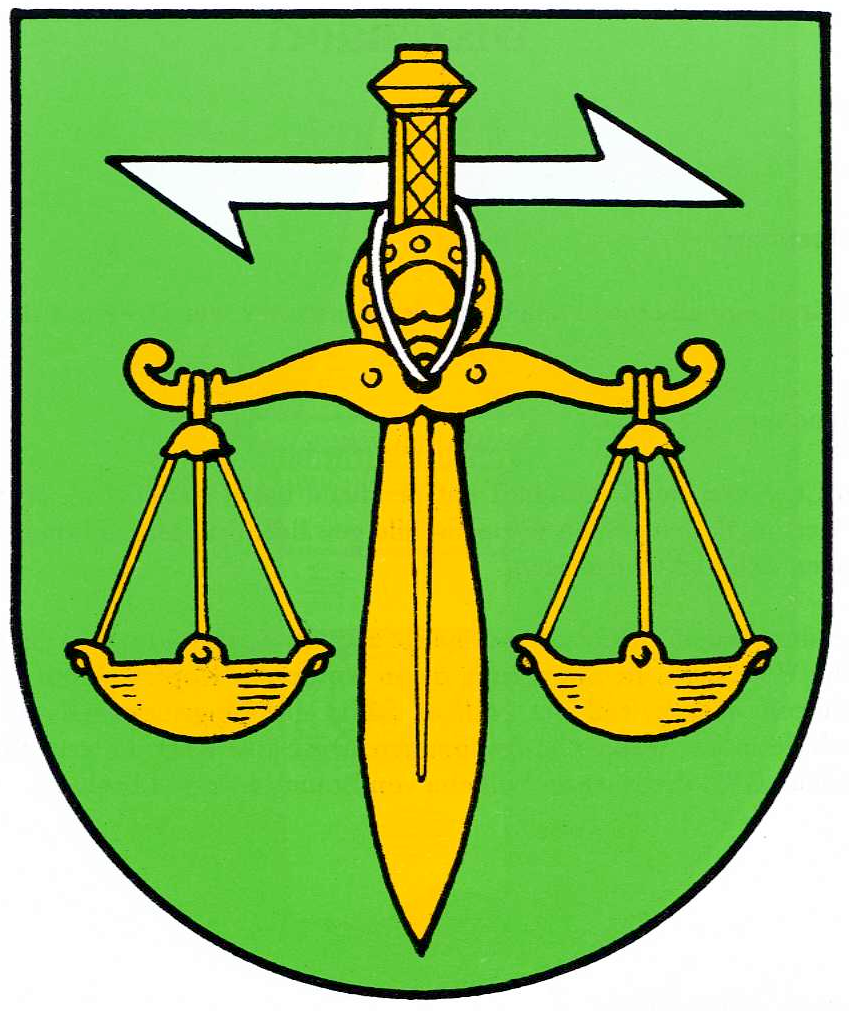
Gemeinde Wedemark Ortsteil Brelingen (Details)
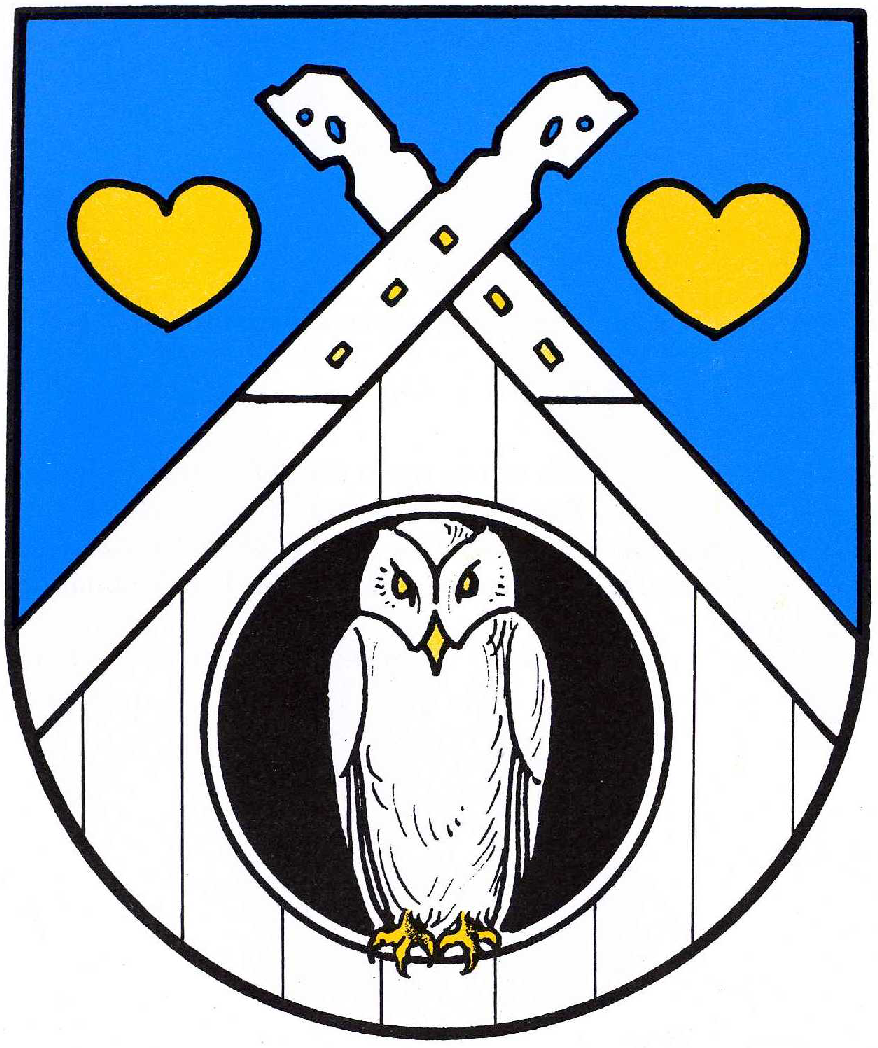
Stadt Neustadt am Rübenberge Ortsteil Büren (Details)
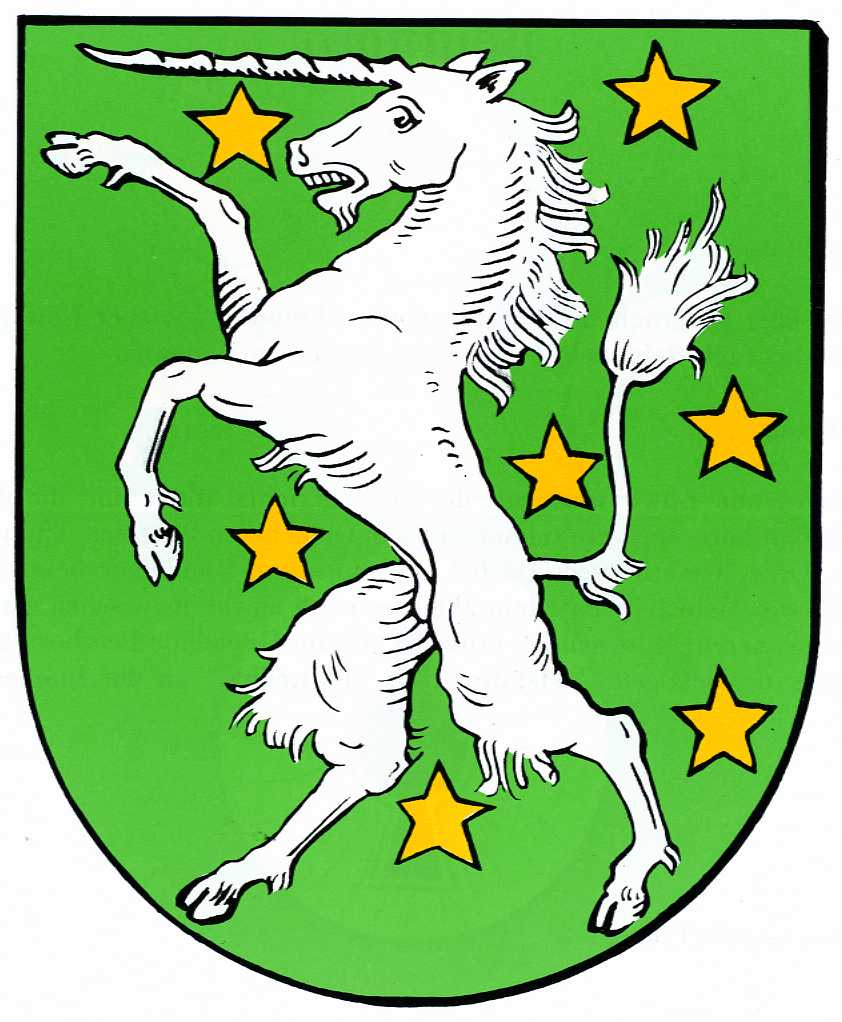
Stadt Burgdorf Ortsteil Dachtmissen (Details)
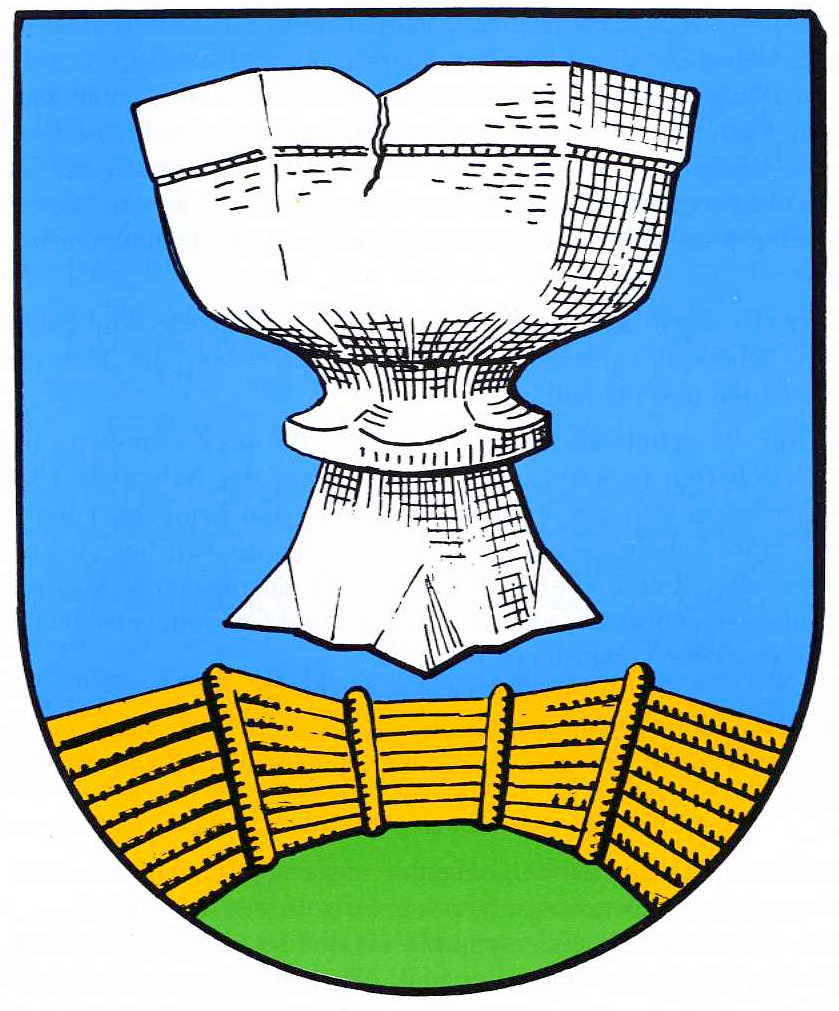
Gemeinde Uetze Ortsteil Dedenhausen (Details)
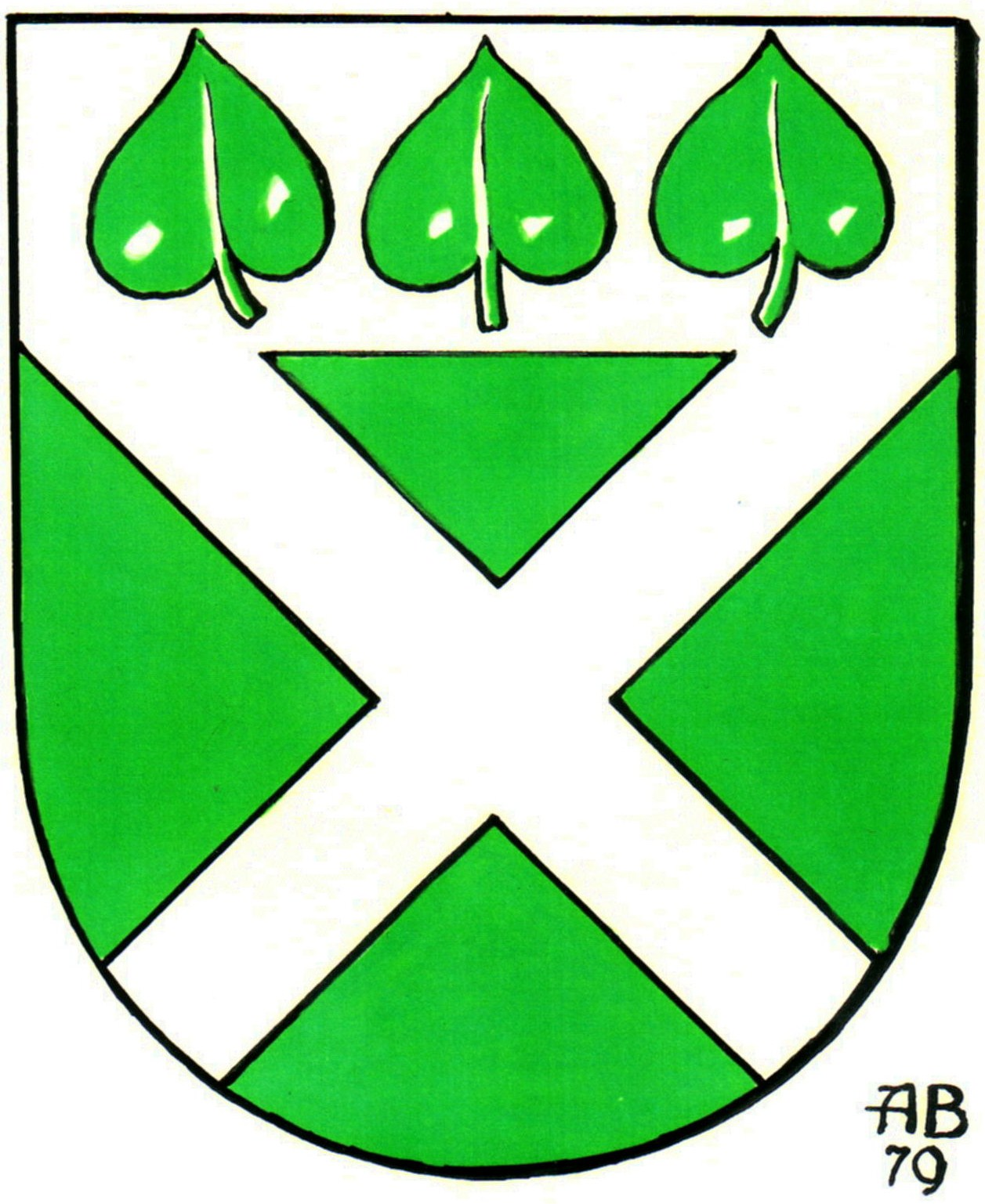
Stadt Seelze Ortsteil Dedensen (Details)
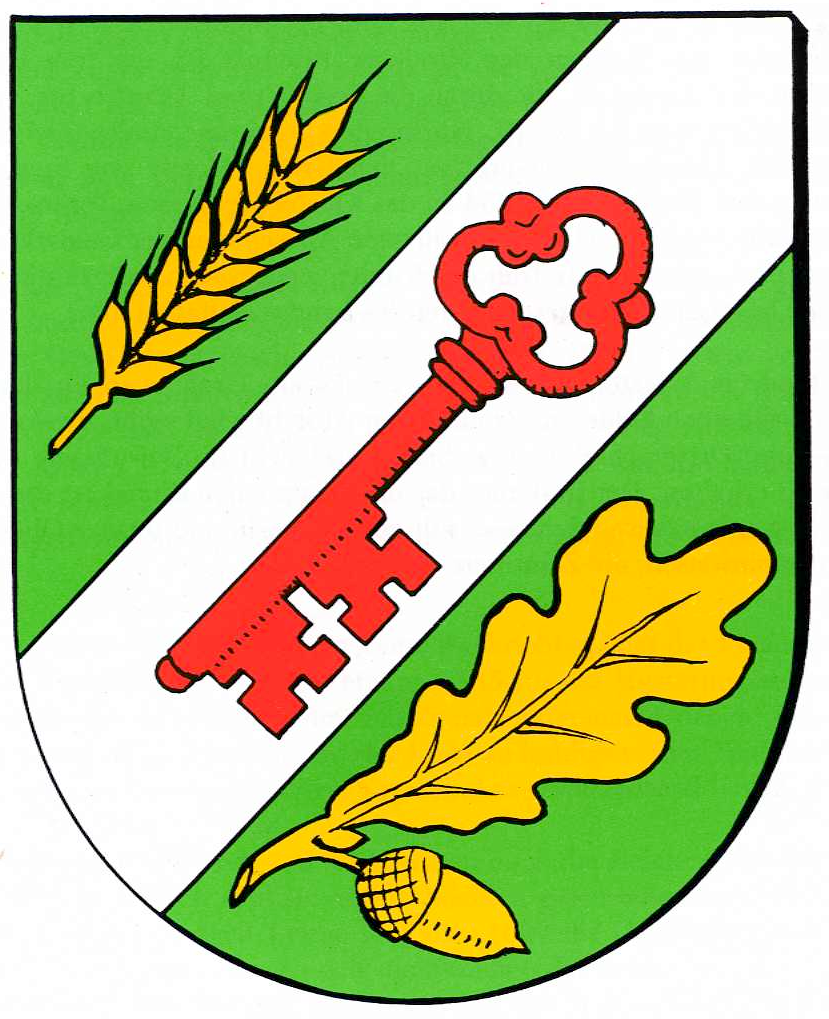
Gemeinde Wennigsen (Deister) Ortsteil Degersen (Details)
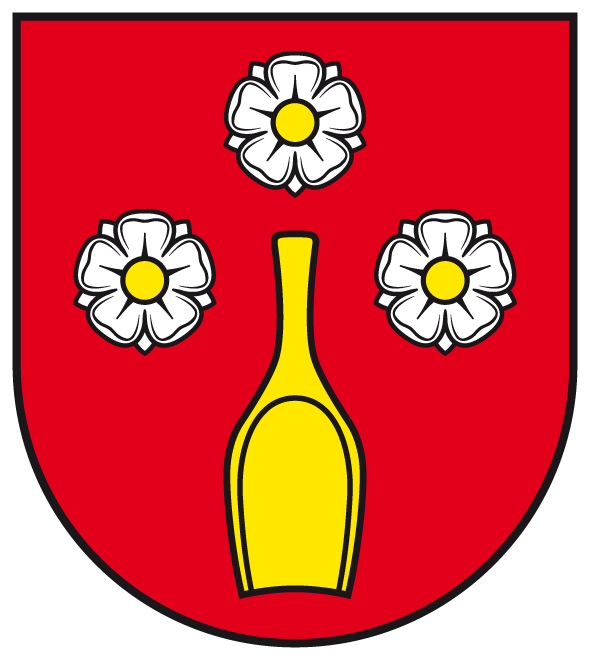
Stadt Hemmingen Ortsteil Devese (Details)
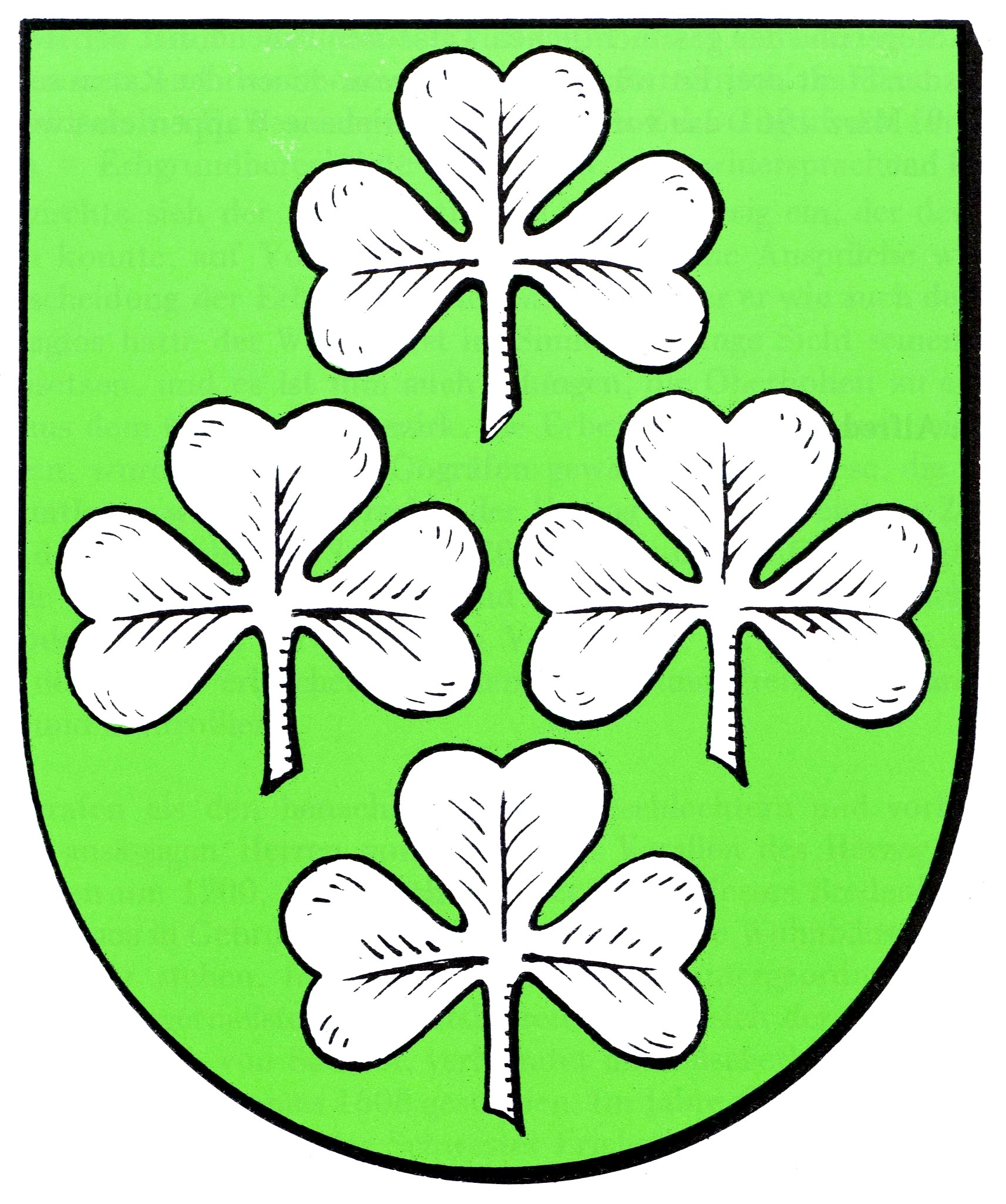
Stadt Gehrden Ortsteil Ditterke (Details)
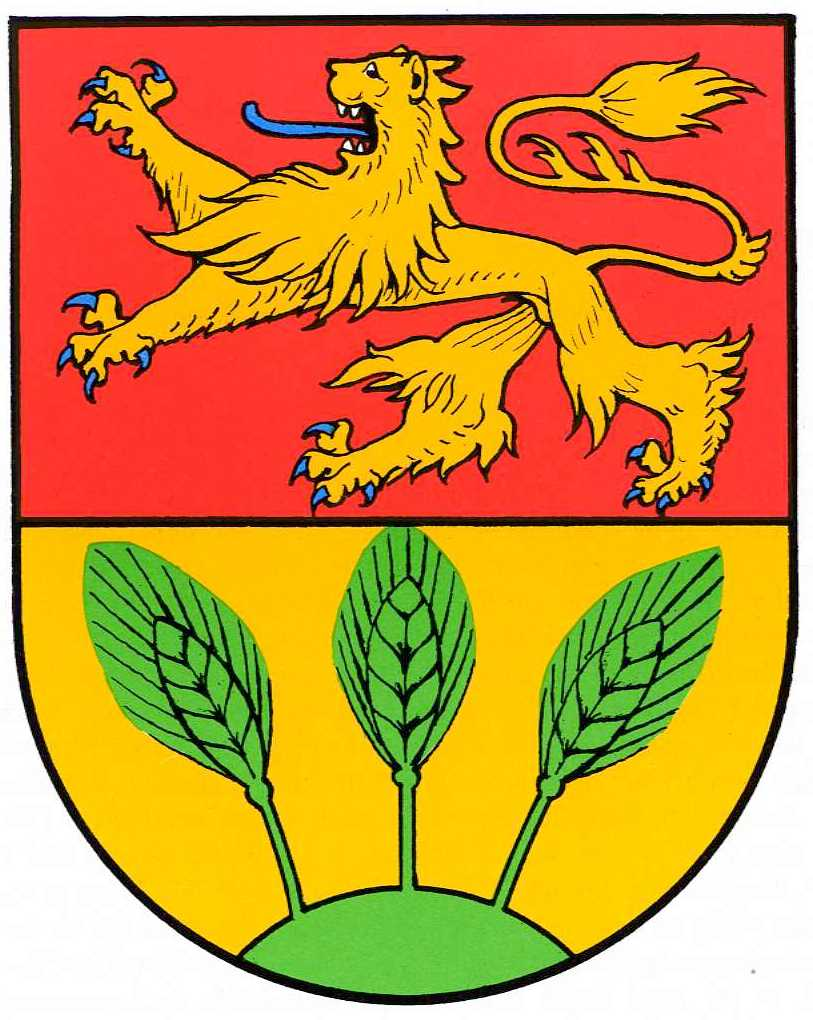
Stadt Sehnde Ortsteil Dolgen
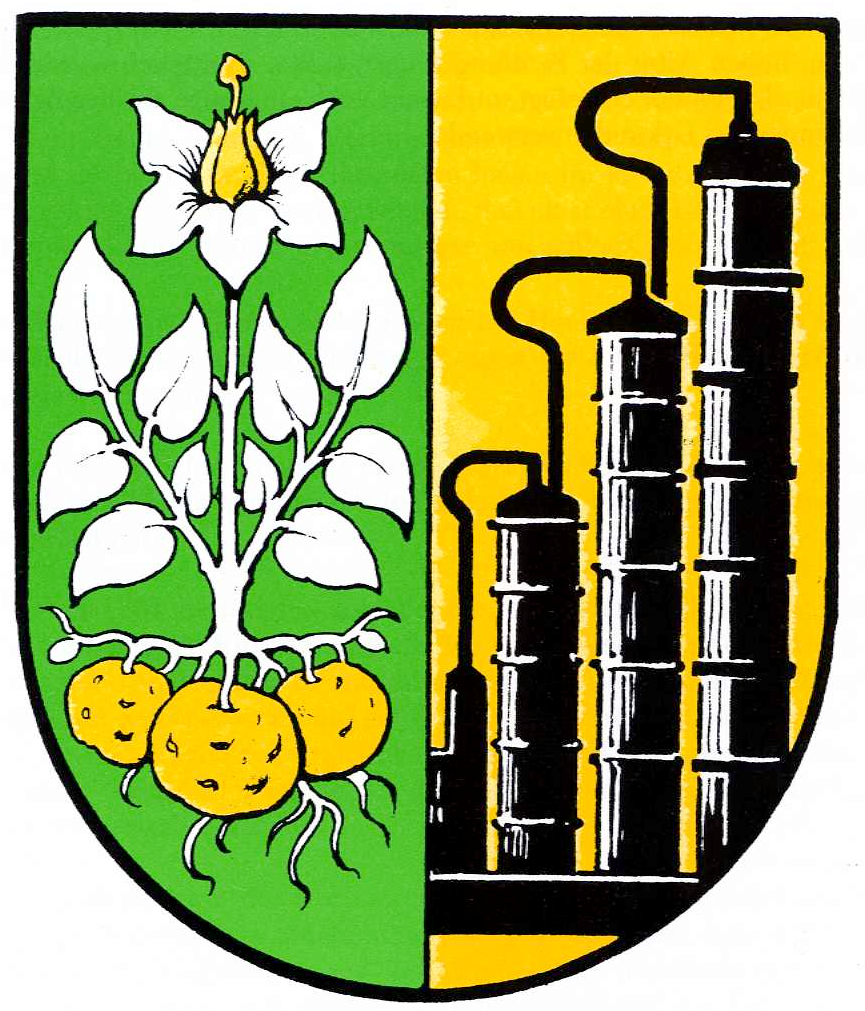
Gemeinde Uetze Ortsteil Dollbergen (Details)
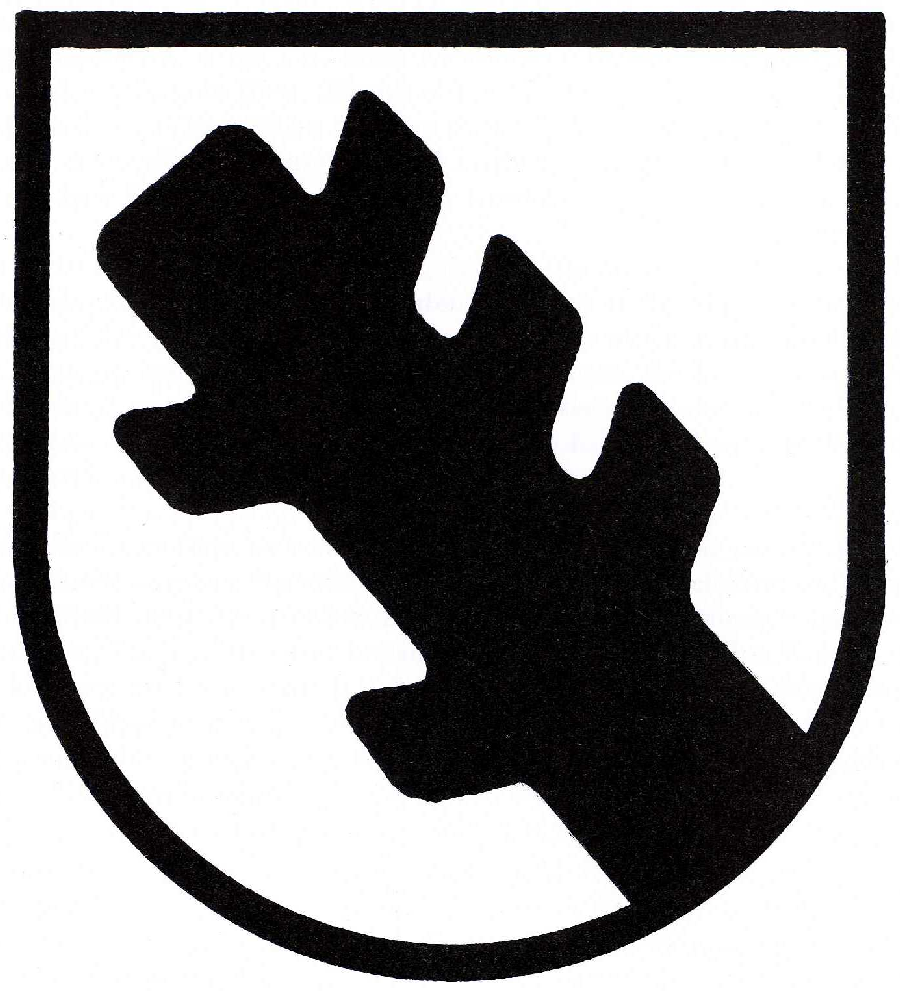
Stadt Seelze Ortsteil Döteberg (Details)
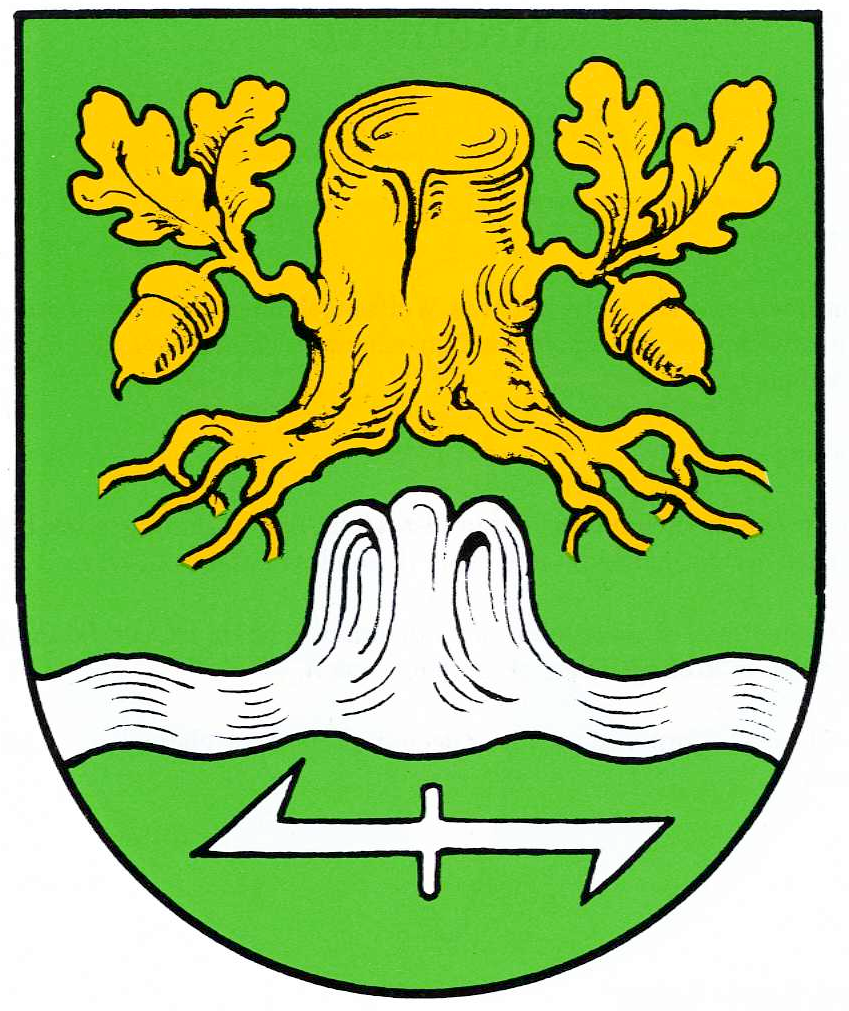
Gemeinde Wedemark Ortsteil Duden-Rodenbostel (Details)
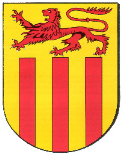
Stadt Barsinghausen Ortsteil Eckerde (Details)
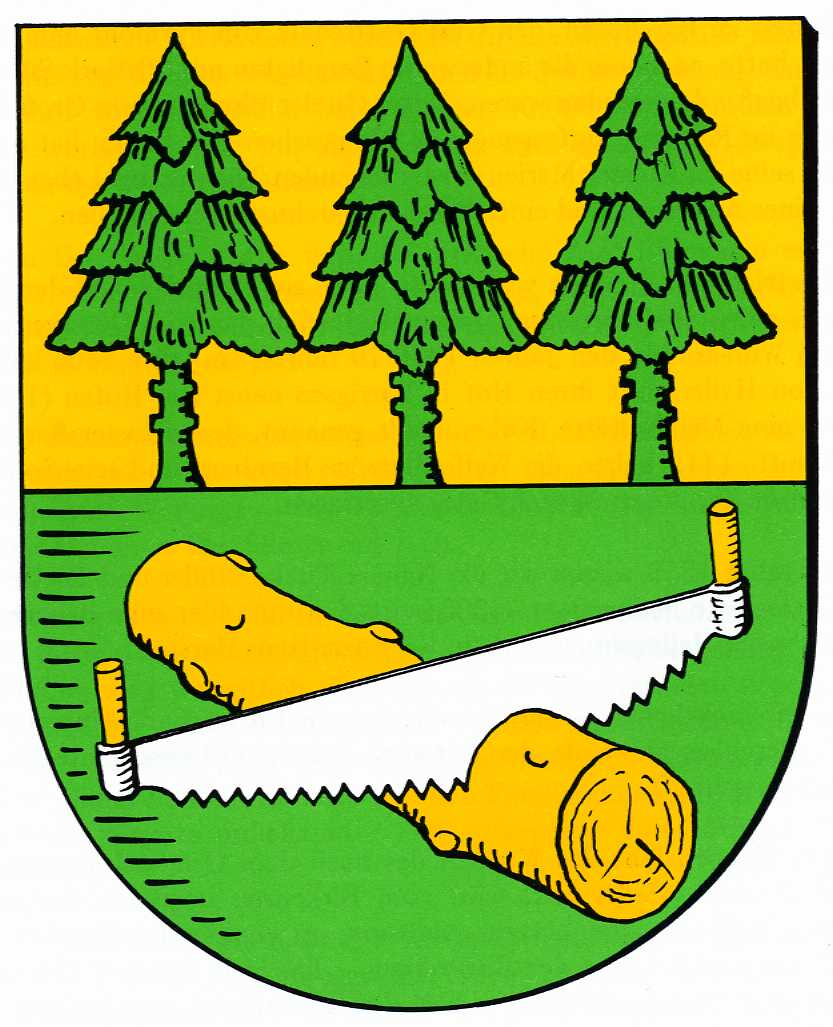
Stadt Barsinghausen Ortsteil Egestorf (Details)
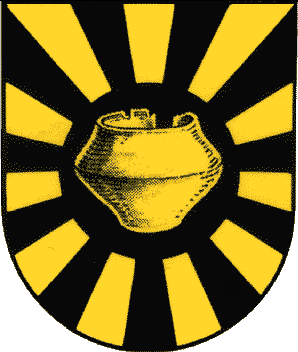
Stadt Neustadt am Rübenberge Ortsteil Eilvese (Details)
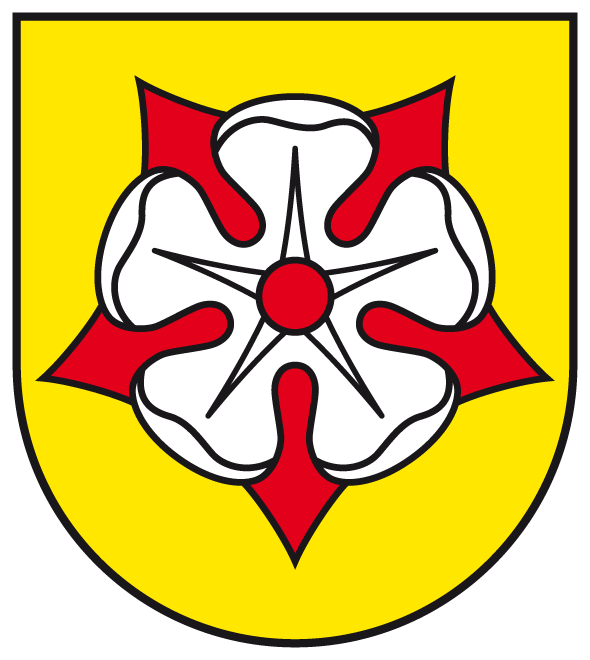
Stadt Springe Ortsteil Stadt Eldagsen
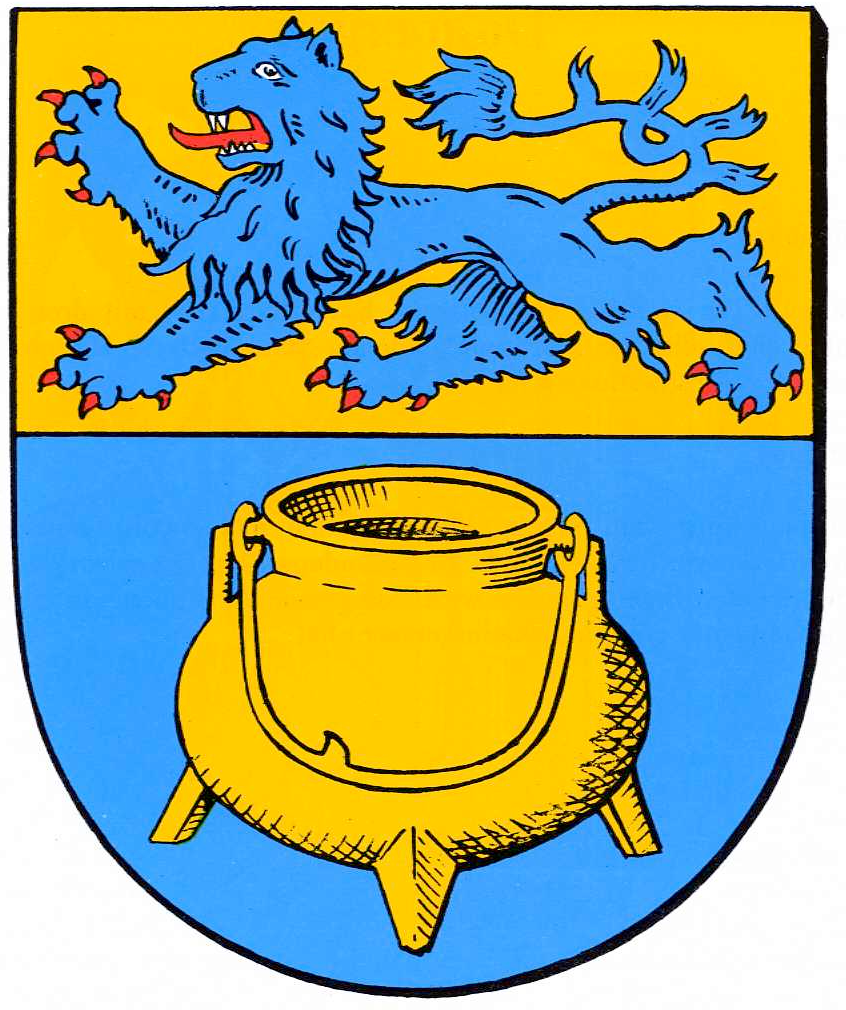
Gemeinde Uetze Ortsteil Eltze (Details)
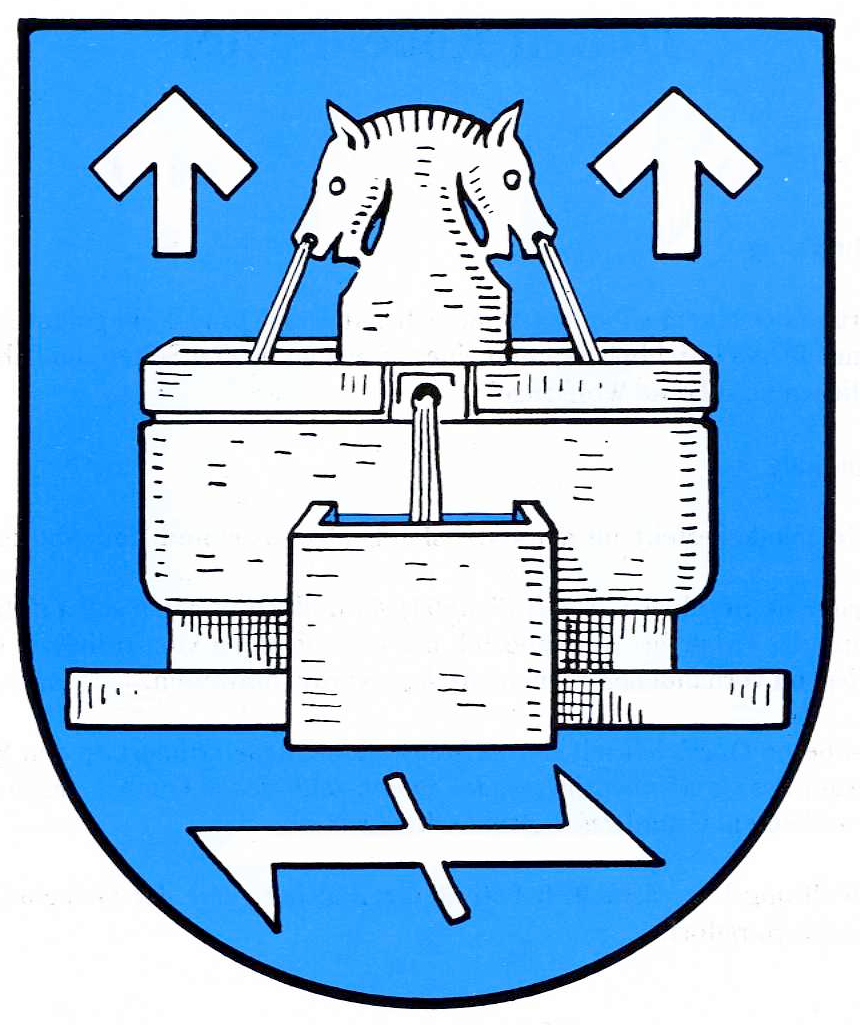
Gemeinde Wedemark Ortsteil Elze (Details)
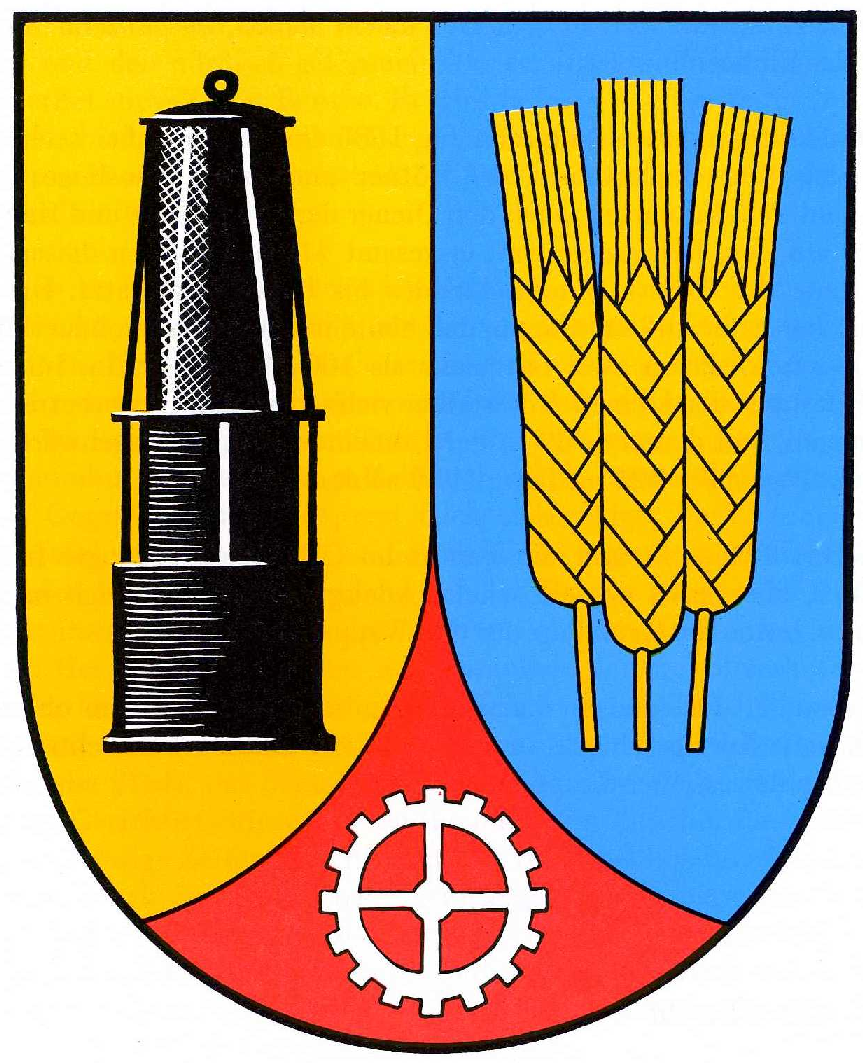
Stadt Ronnenberg Ortsteil Empelde
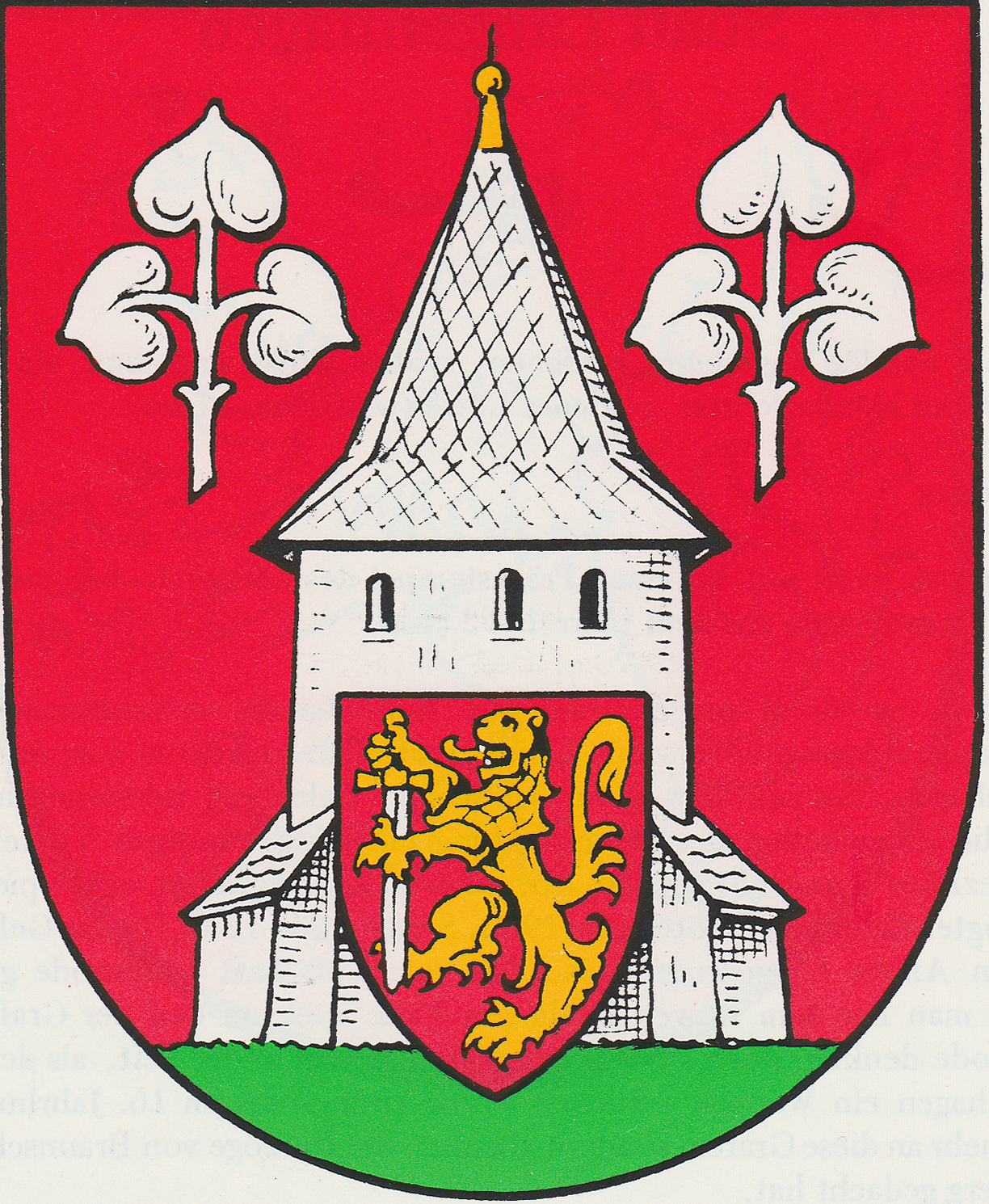
Stadt Langenhagen Ortsteil Engelbostel (Details)
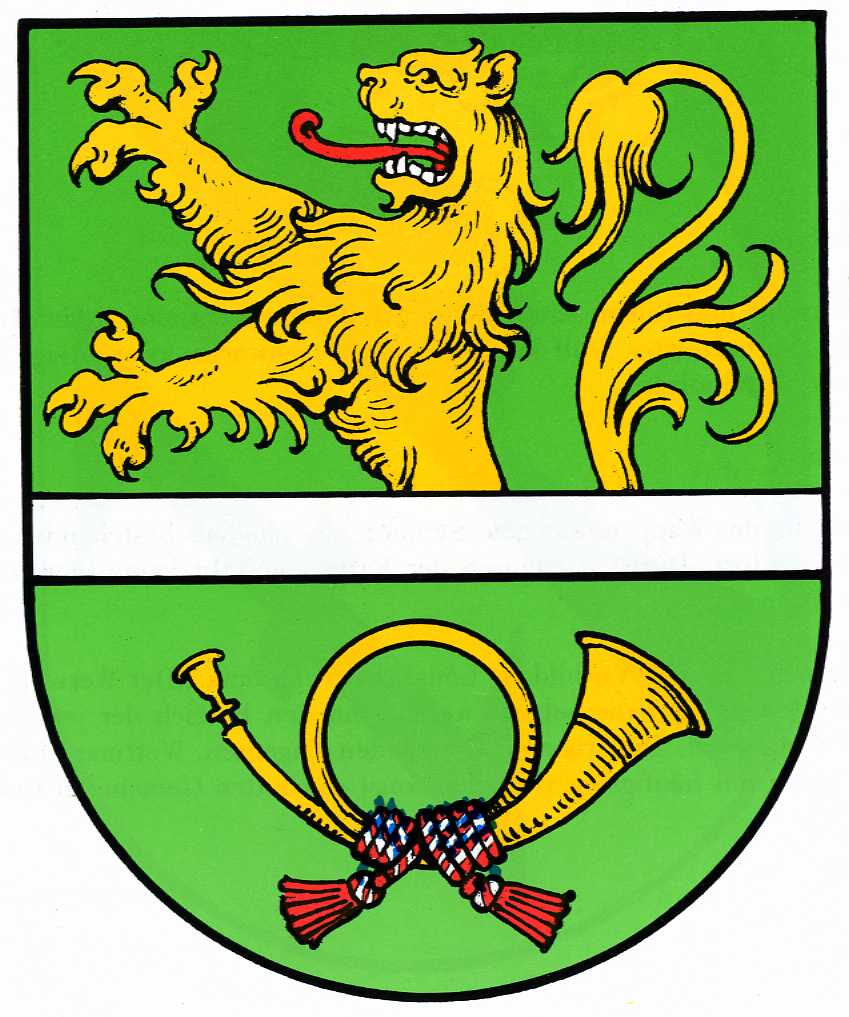
Stadt Burgwedel Ortsteil Engensen (Details)
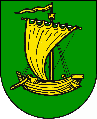
Stadt Neustadt am Rübenberge Ortsteil Esperke (Details)
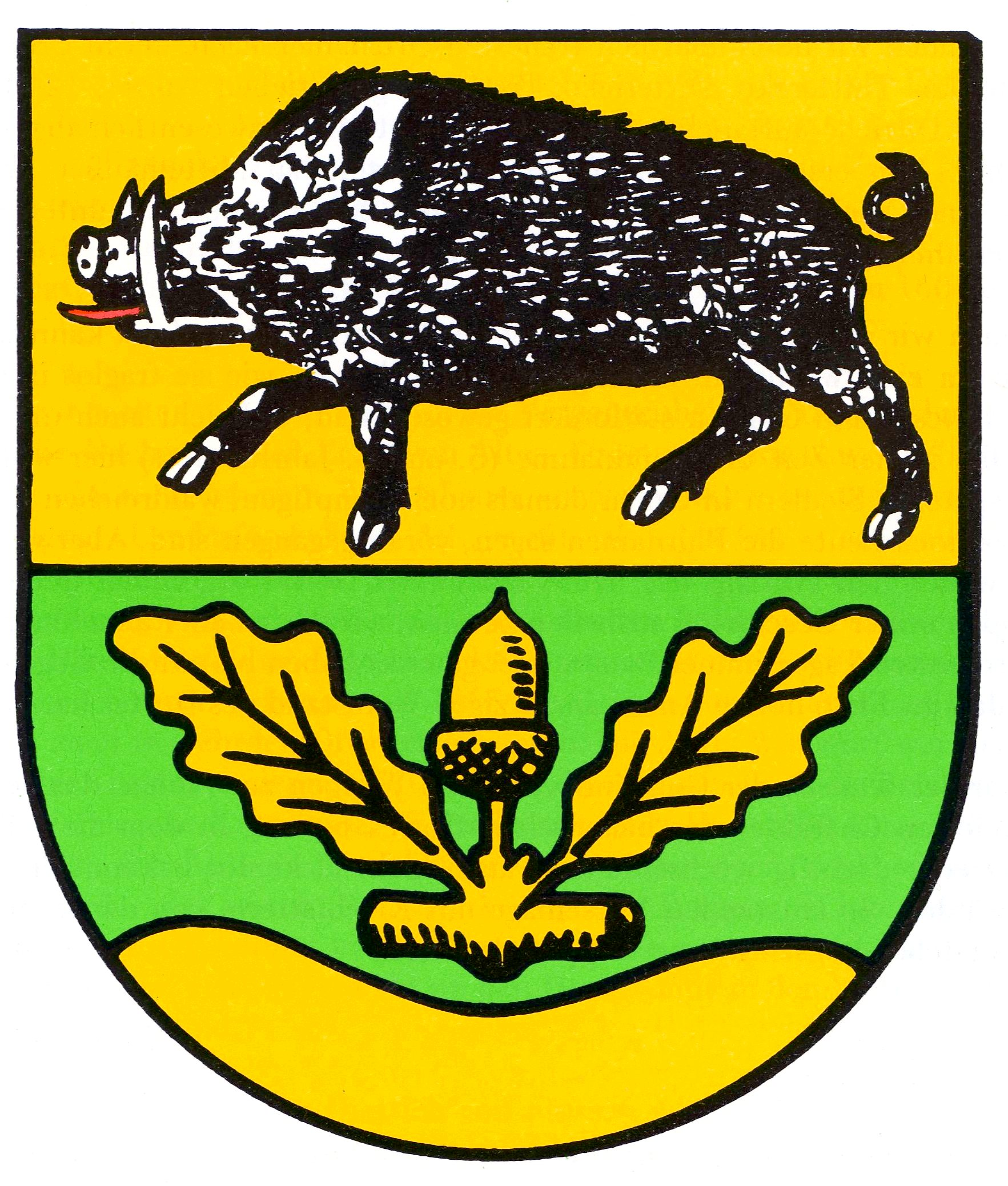
Stadt Gehrden Ortsteil Everloh (Details)
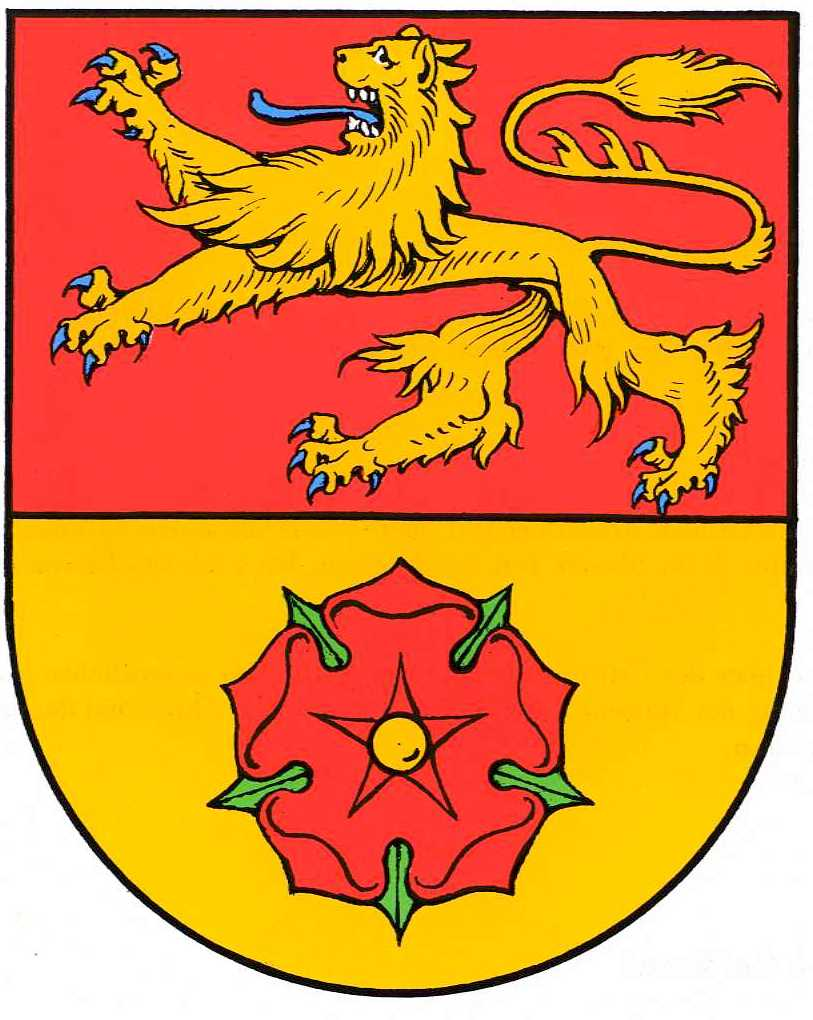
Stadt Sehnde Ortsteil Evern
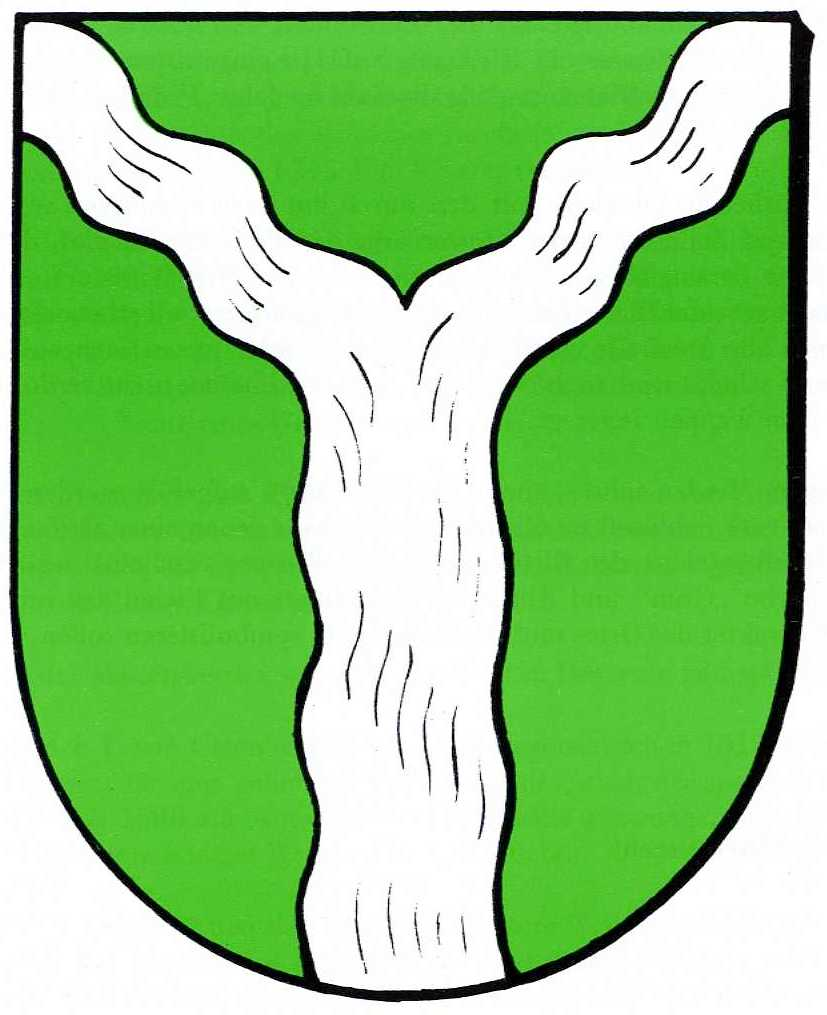
Gemeinde Wennigsen (Deister) Ortsteil Evestorf (Details)
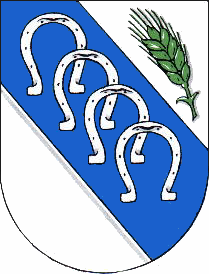
Gemeinde Isernhagen Ortsteil Farster Bauerschaft (Details)
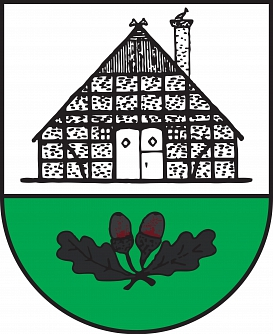
Stadt Garbsen Stadtteil Frielingen (Garbsen)
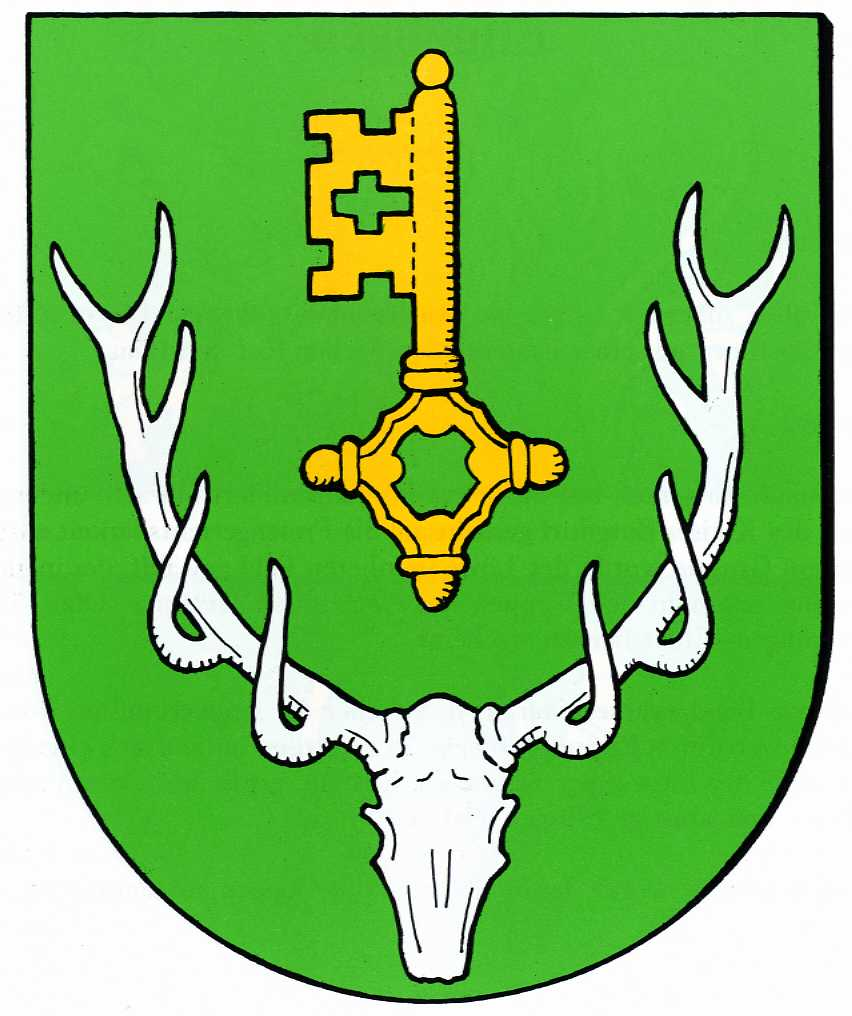
Stadt Burgwedel Ortsteil Fuhrberg (Details)
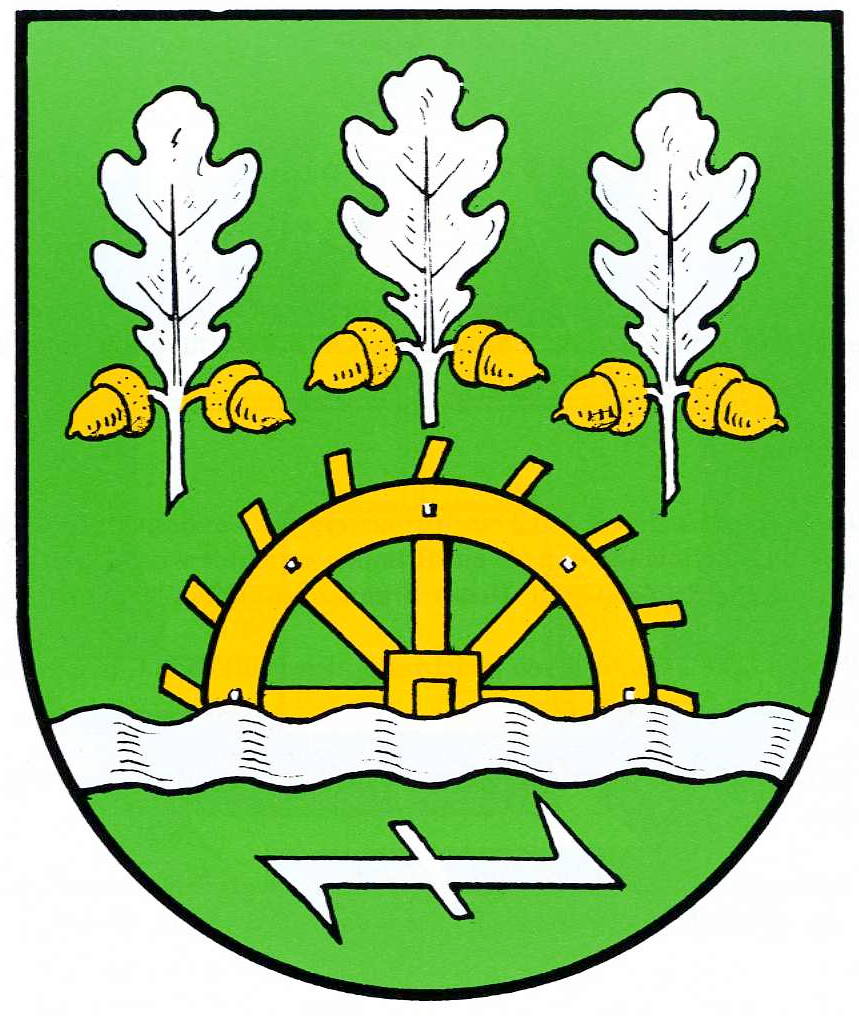
Gemeinde Wedemark Ortsteil Gailhof (Details)
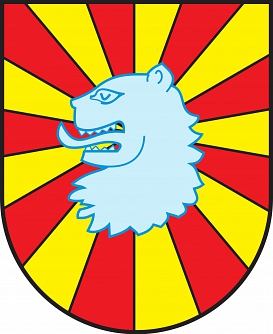
Stadt Garbsen Stadtteil Garbsen-Mitte (Details)
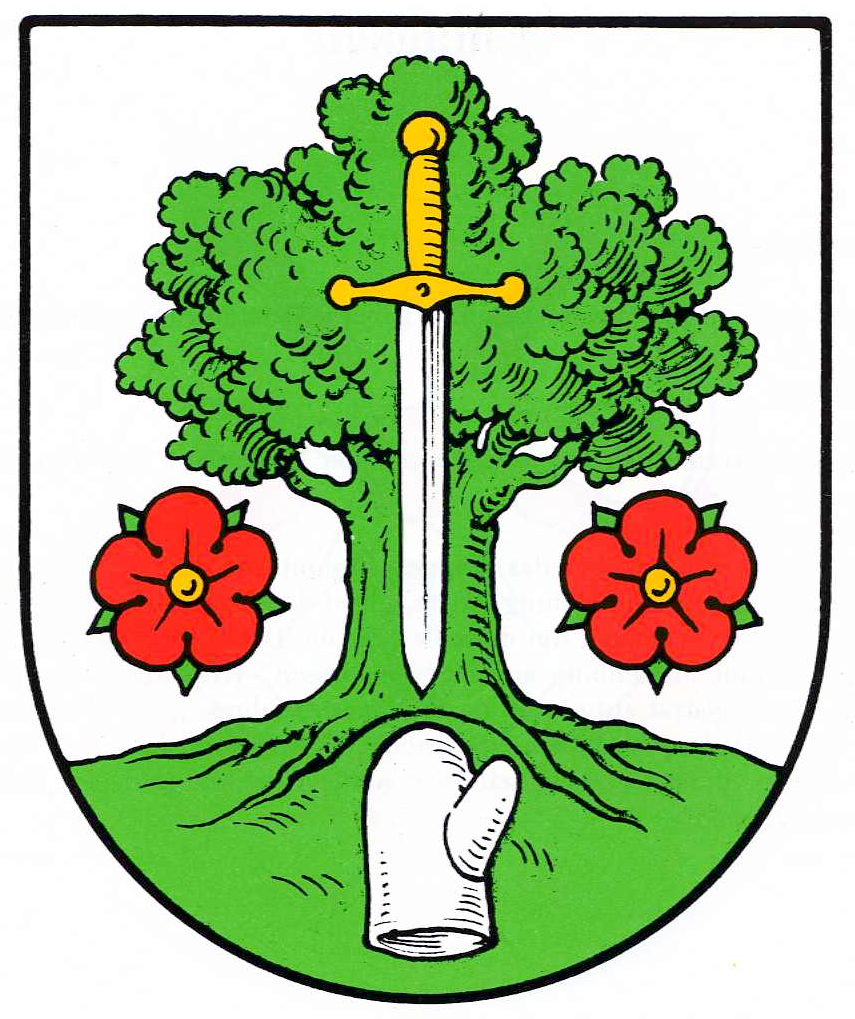
Stadt Springe Ortsteil Gestorf (Details)
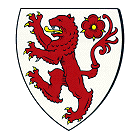
Stadt Laatzen Ortsteil Gleidingen (Details)
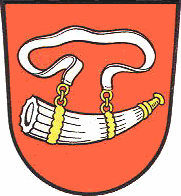
Stadt Langenhagen Ortsteil Godshorn (Details)
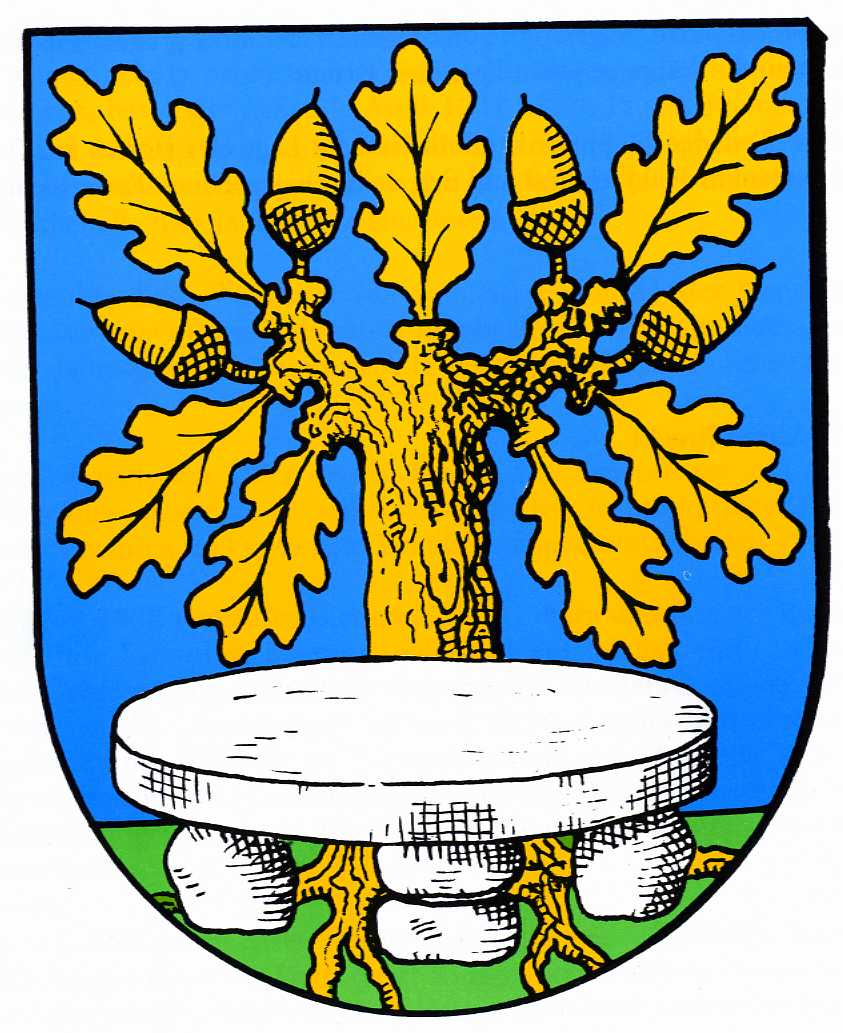
Stadt Barsinghausen Ortsteil Göxe (Details)
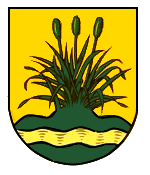
Stadt Laatzen Ortsteil Grasdorf (Details)
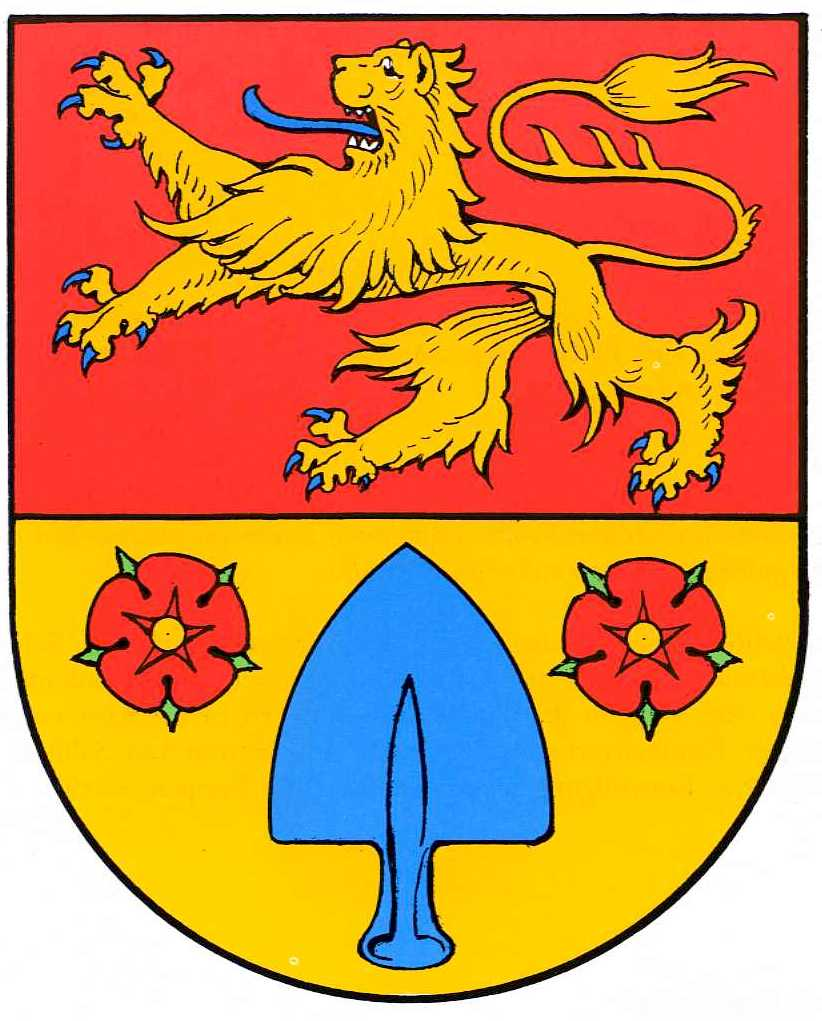
Stadt Sehnde Ortsteil Gretenberg
Stadt Burgwedel Ortsteil Großburgwedel (Details)
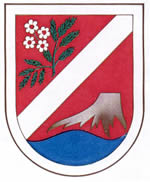
Stadt Wunstorf Ortsteil Großenheidorn (Details)
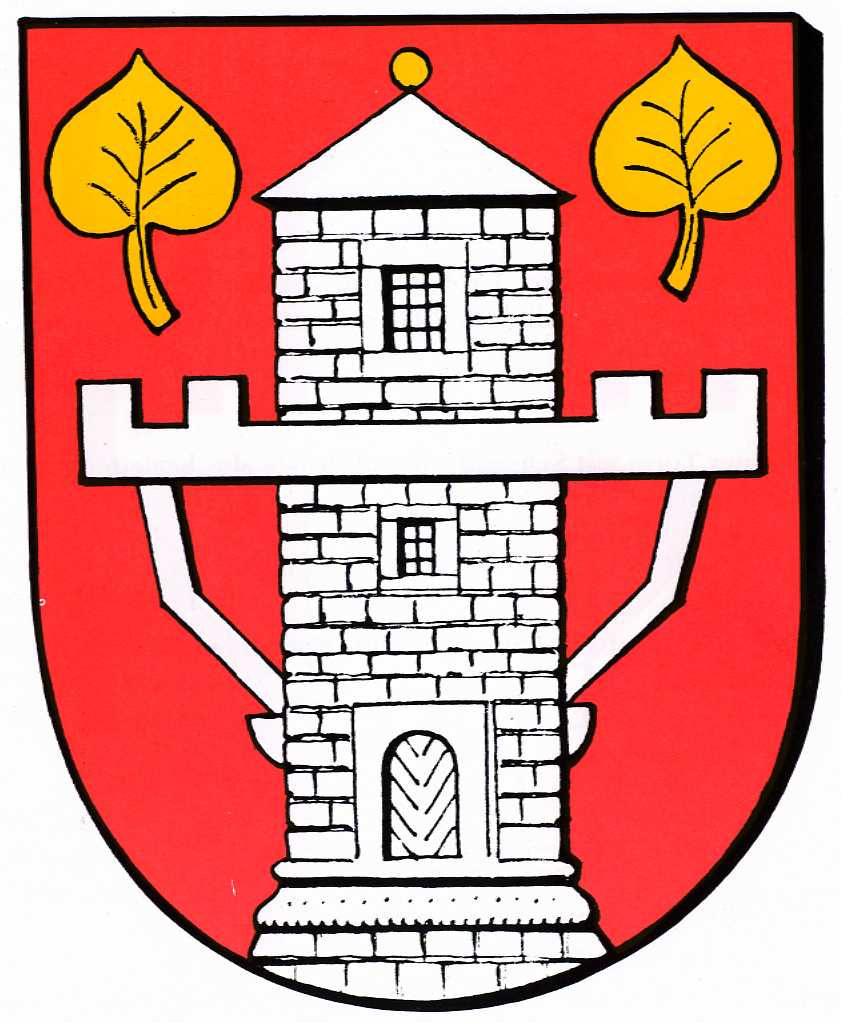
Stadt Barsinghausen Ortsteil Großgoltern (Details)
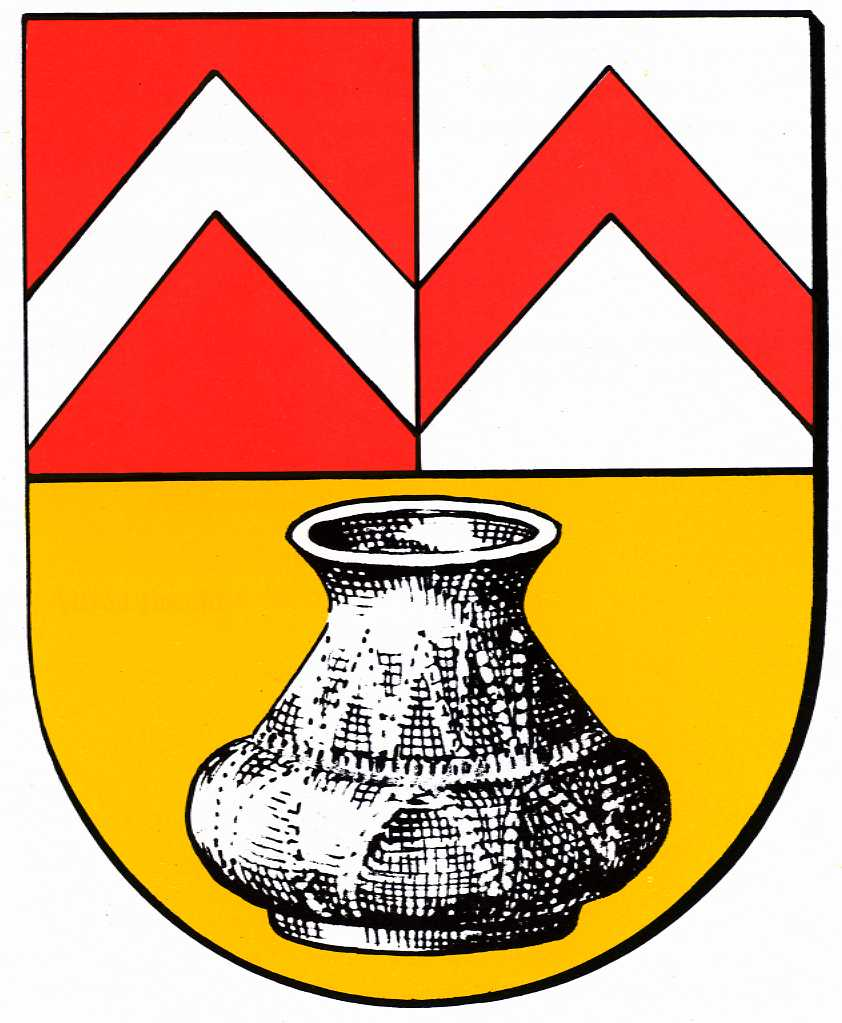
Stadt Barsinghausen Ortsteil Groß Munzel (Details)
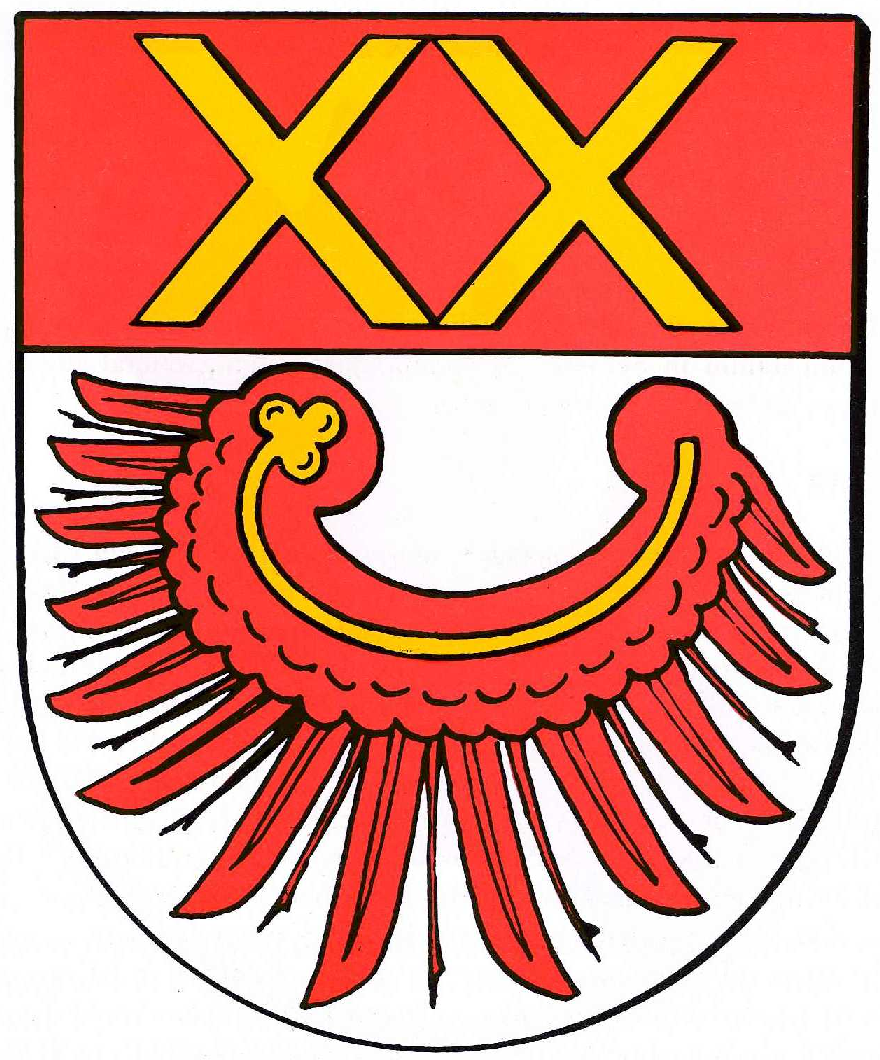
Stadt Seelze Ortsteil Gümmer
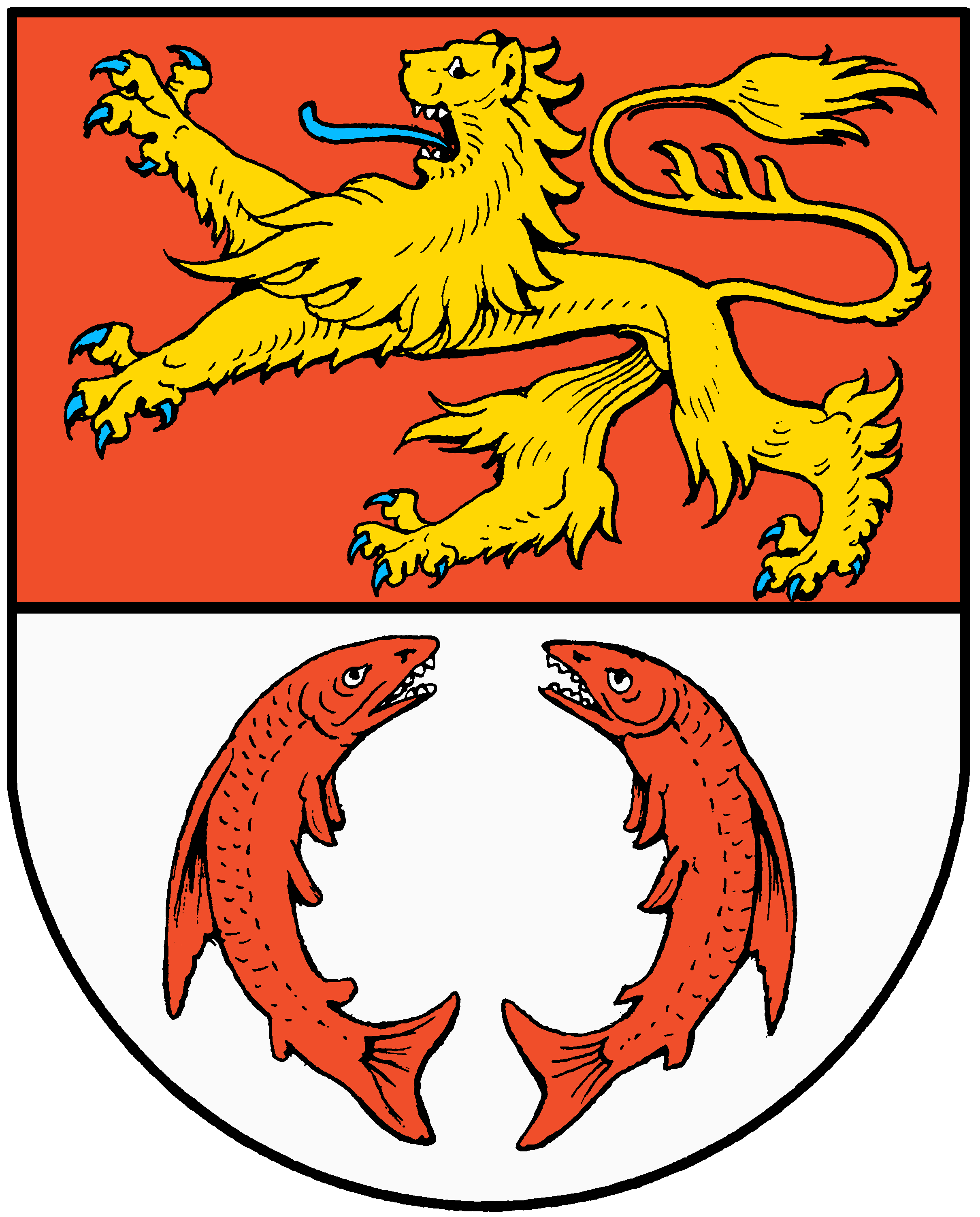
Stadt Sehnde Ortsteil Haimar
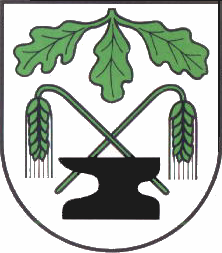
Stadt Lehrte Ortsteil Hämelerwald (Details)
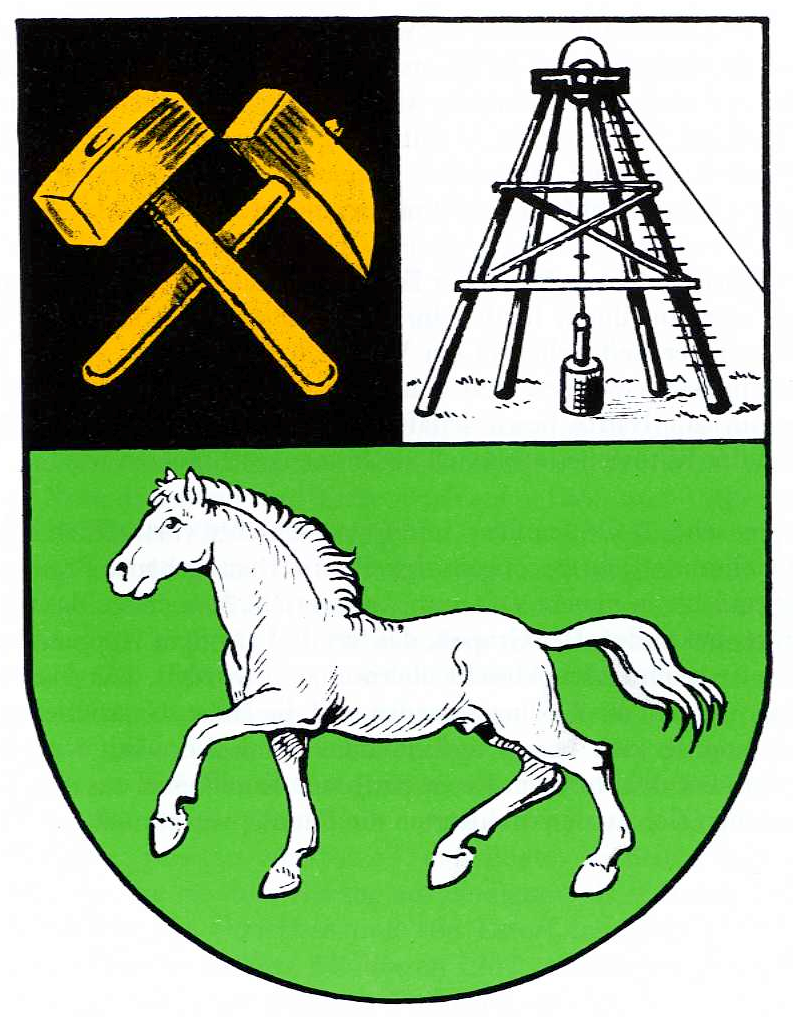
Gemeinde Uetze Ortsteil Hänigsen (Details)
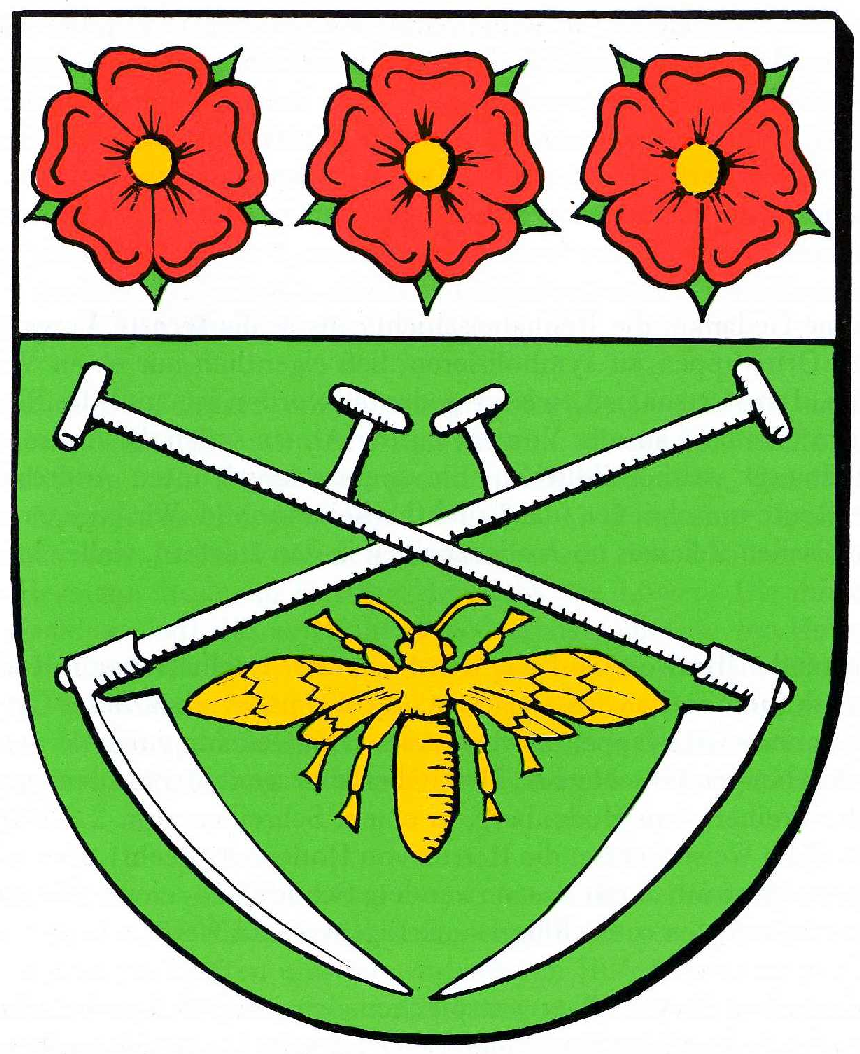
Stadt Seelze Ortsteil Harenberg (Details)
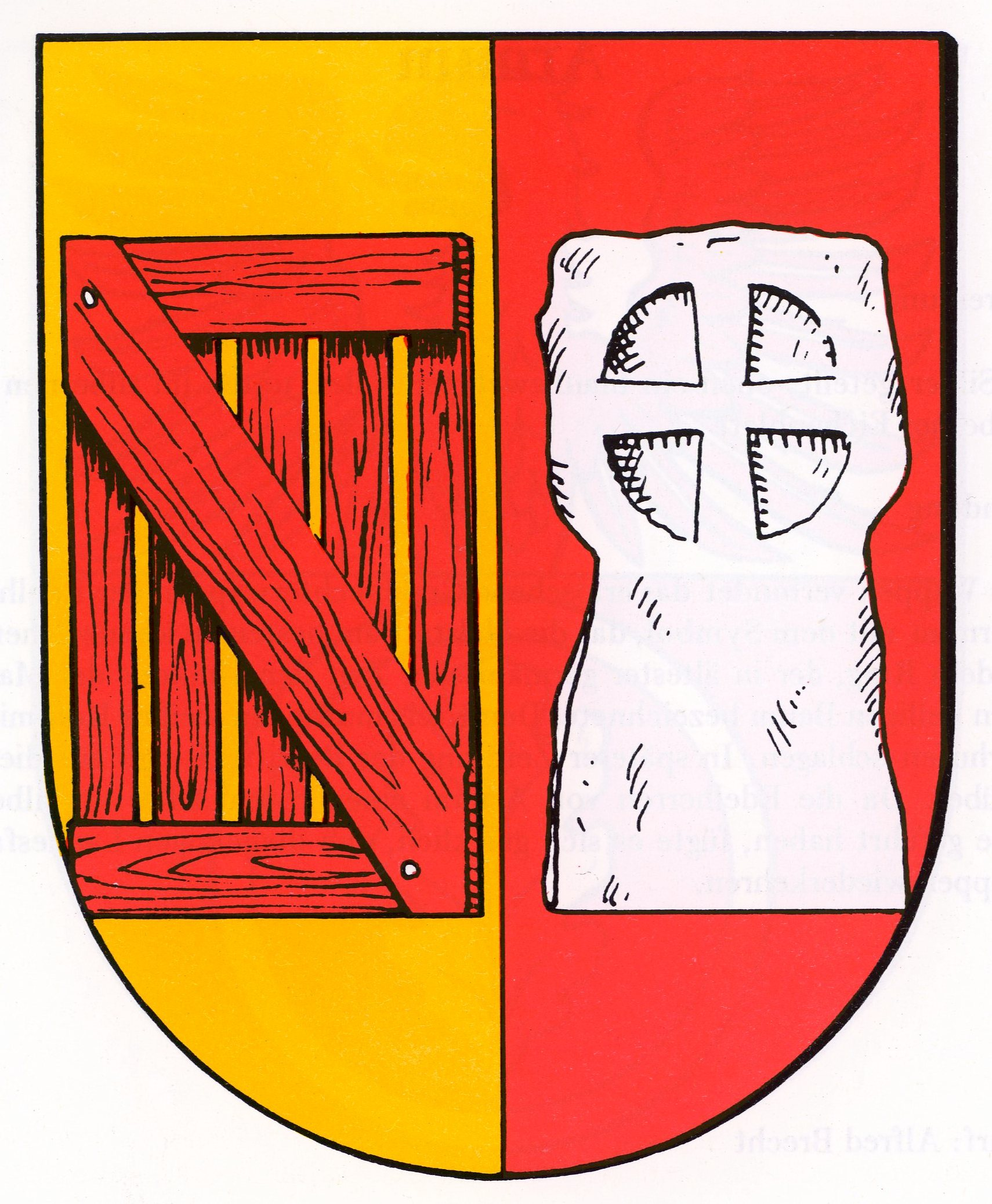
Stadt Hemmingen Ortsteil Harkenbleck (Details)
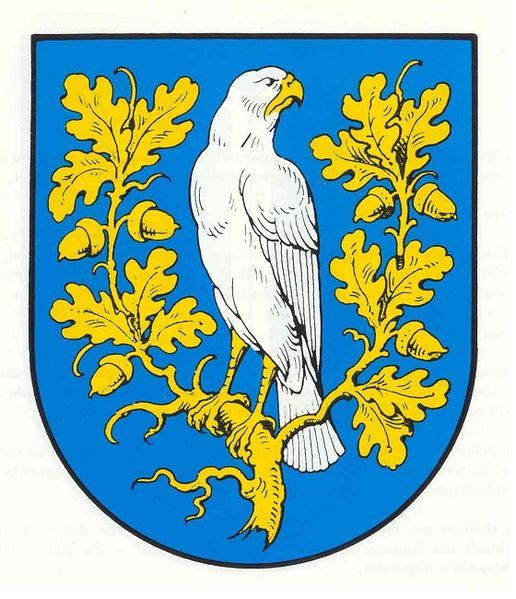
Stadt Garbsen Ortsteil Havelse (Details)
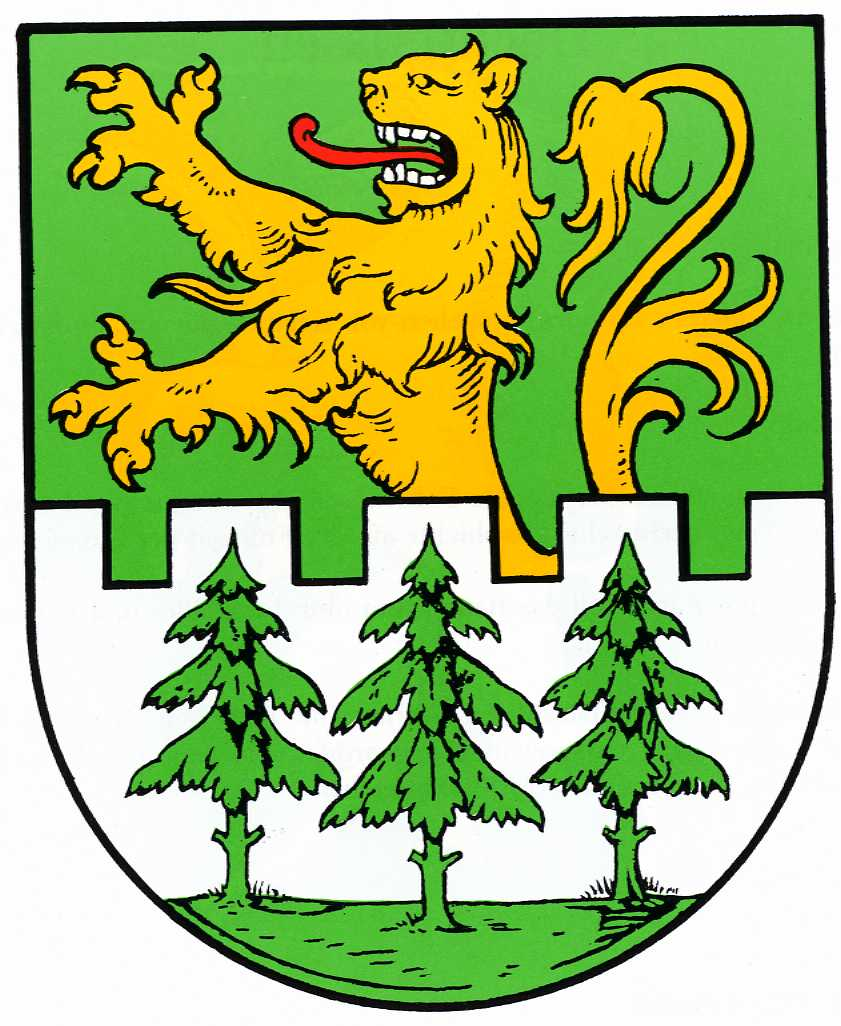
Stadt Burgdorf Ortsteil Heeßel (Details)
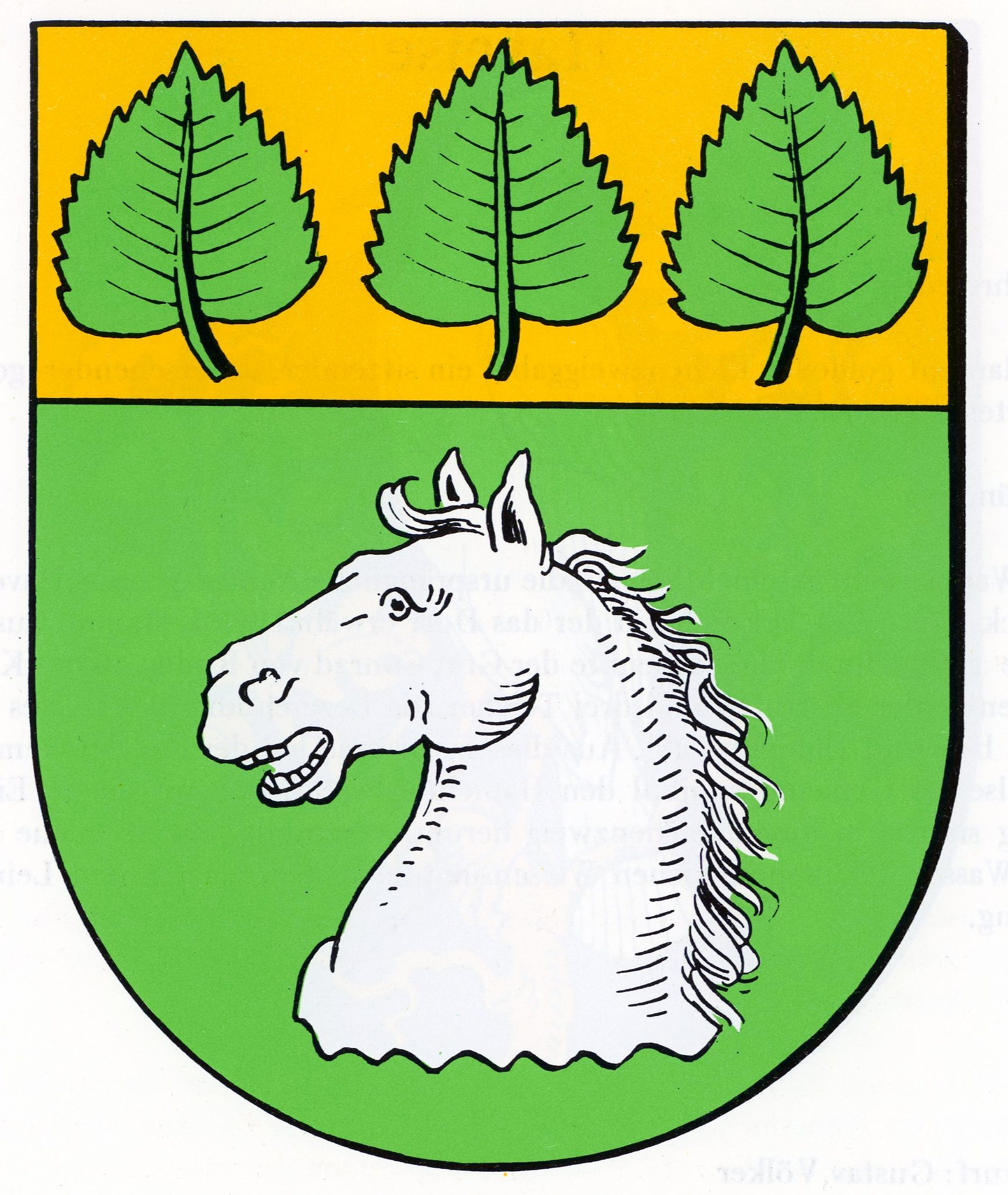
Stadt Garbsen Ortsteil Heitlingen (Details)
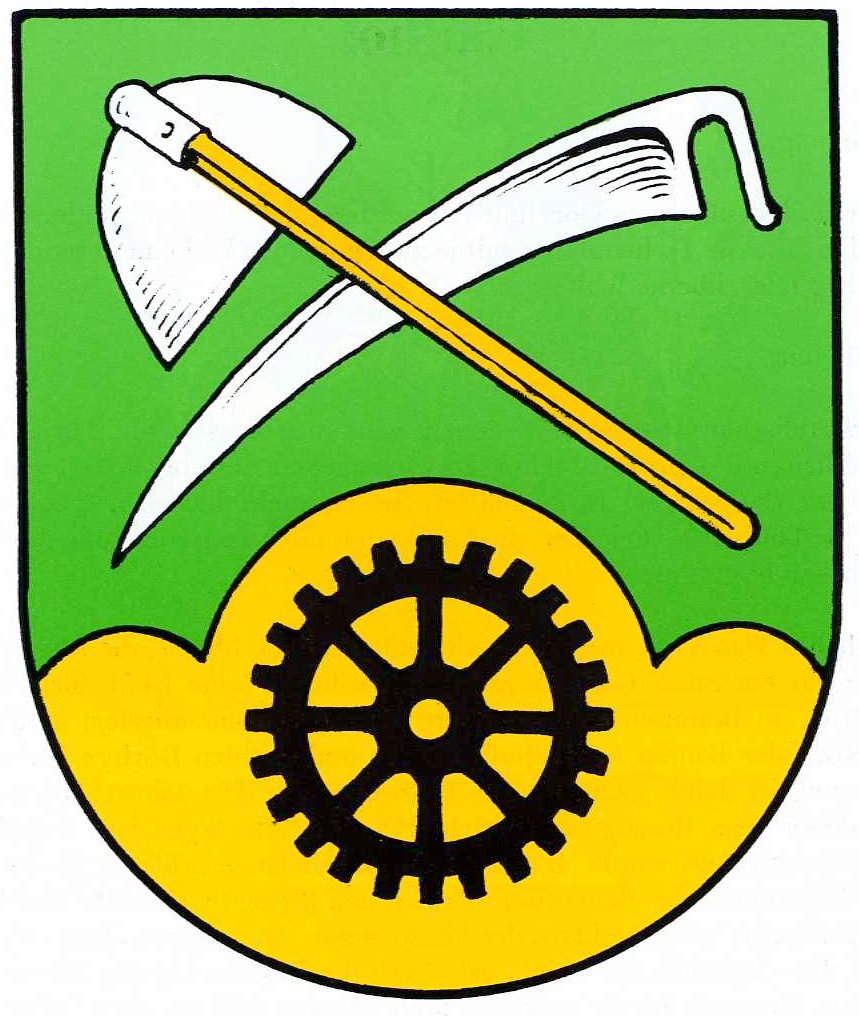
Gemeinde Wedemark Ortsteil Hellendorf (Details)
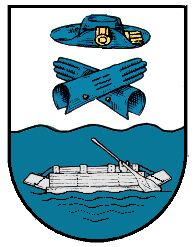
Stadt Neustadt am Rübenberge Ortsteil Helstorf (Details)
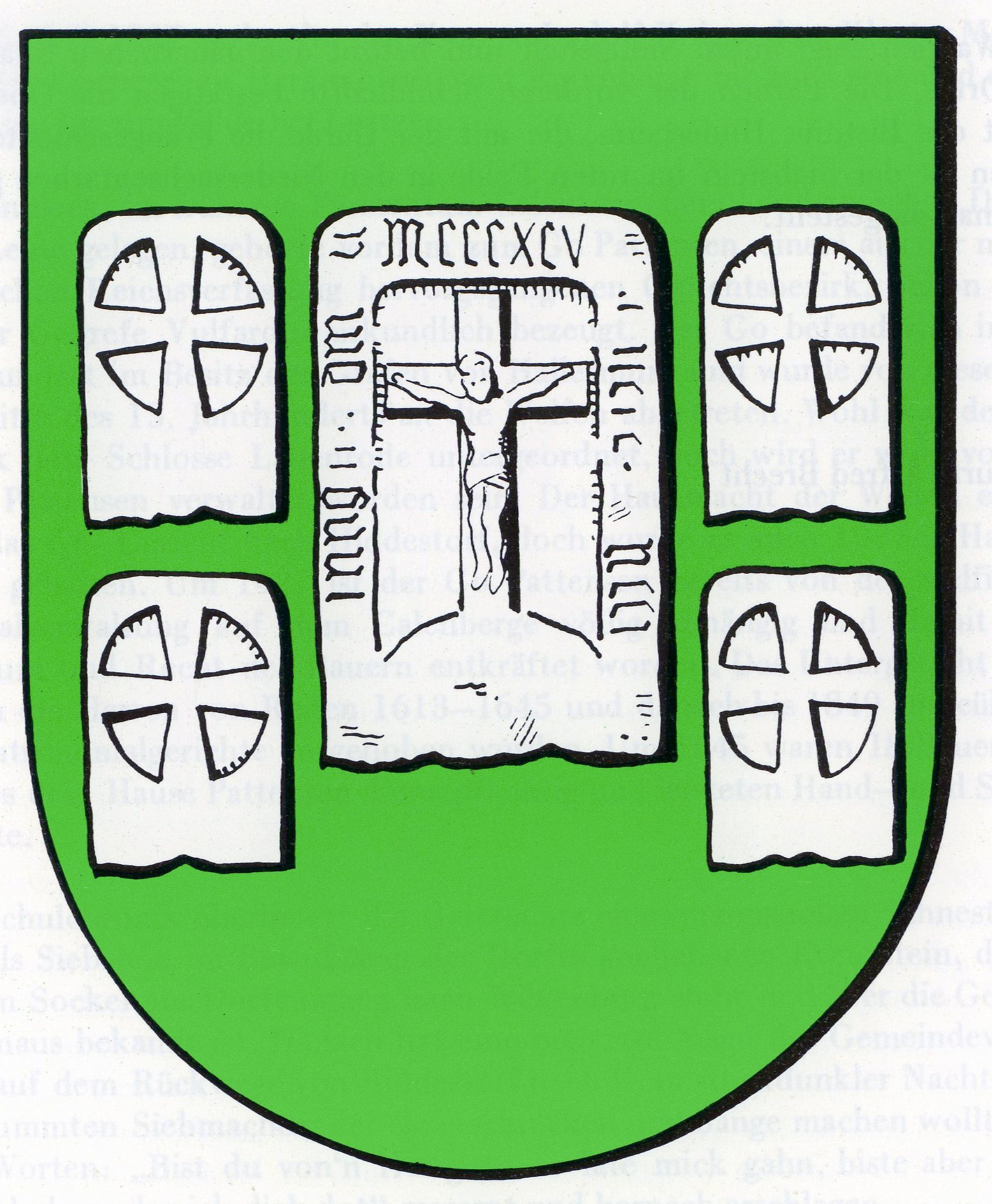
Stadt Hemmingen Ortsteil Hiddestorf (Details)
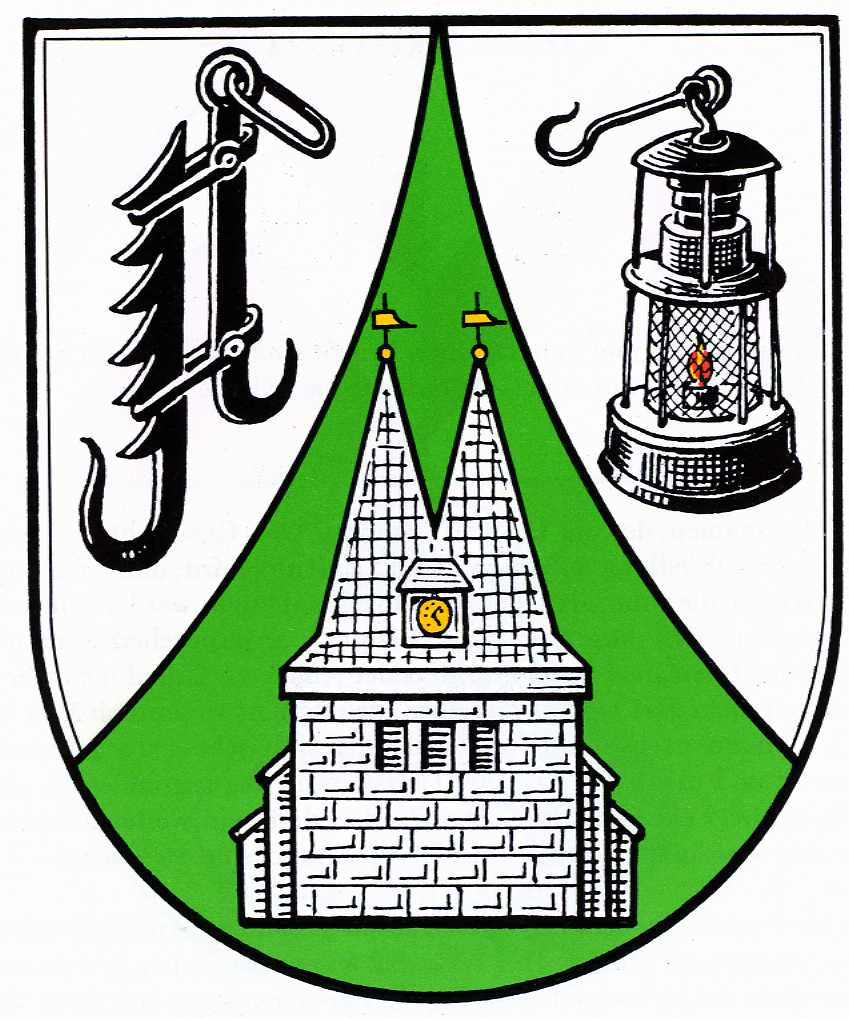
Stadt Barsinghausen Ortsteil Hohenbostel (Details)
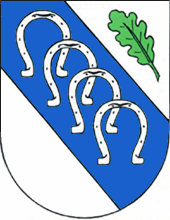
Gemeinde Isernhagen Ortsteil Hohenhorster Bauerschaft (Details)
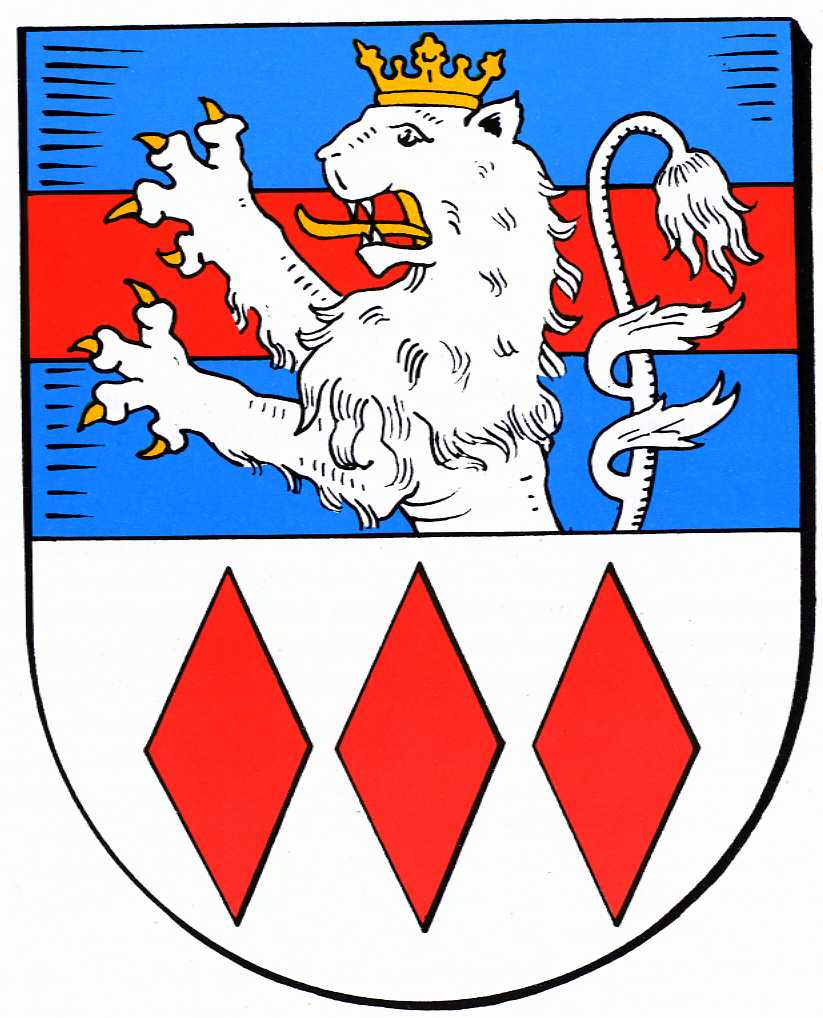
Stadt Barsinghausen Ortsteil Holtensen (Details)
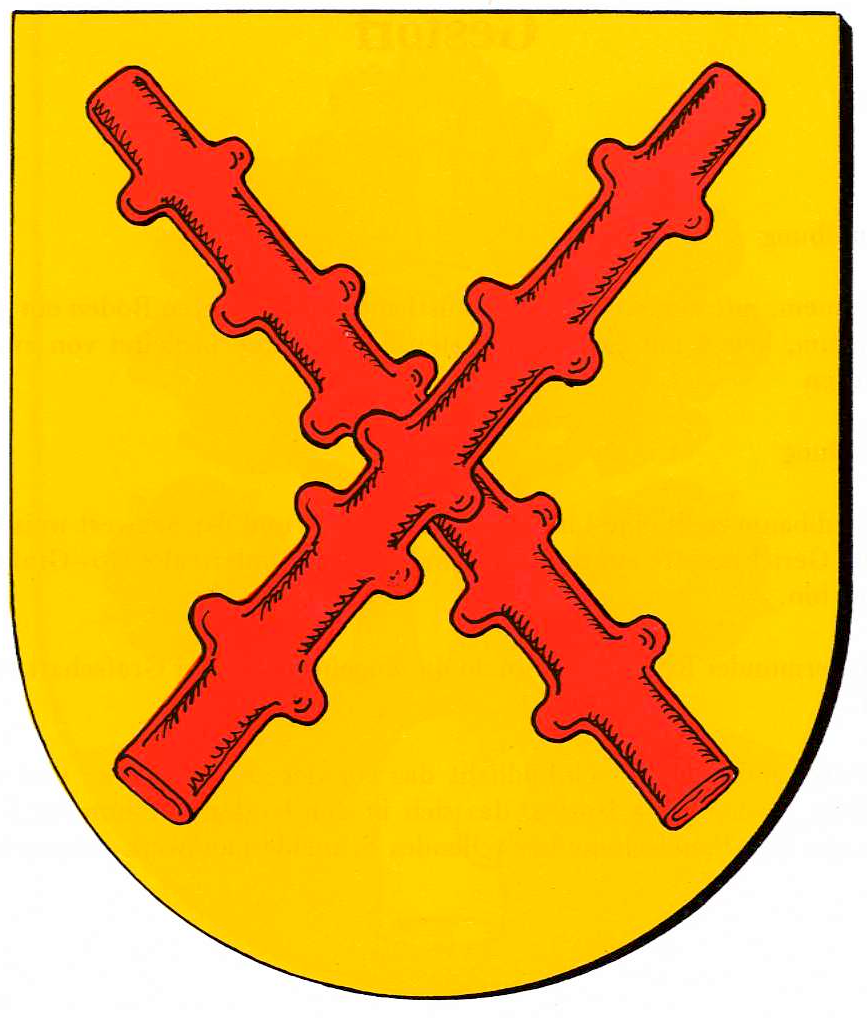
Stadt Springe Ortsteil Holtensen
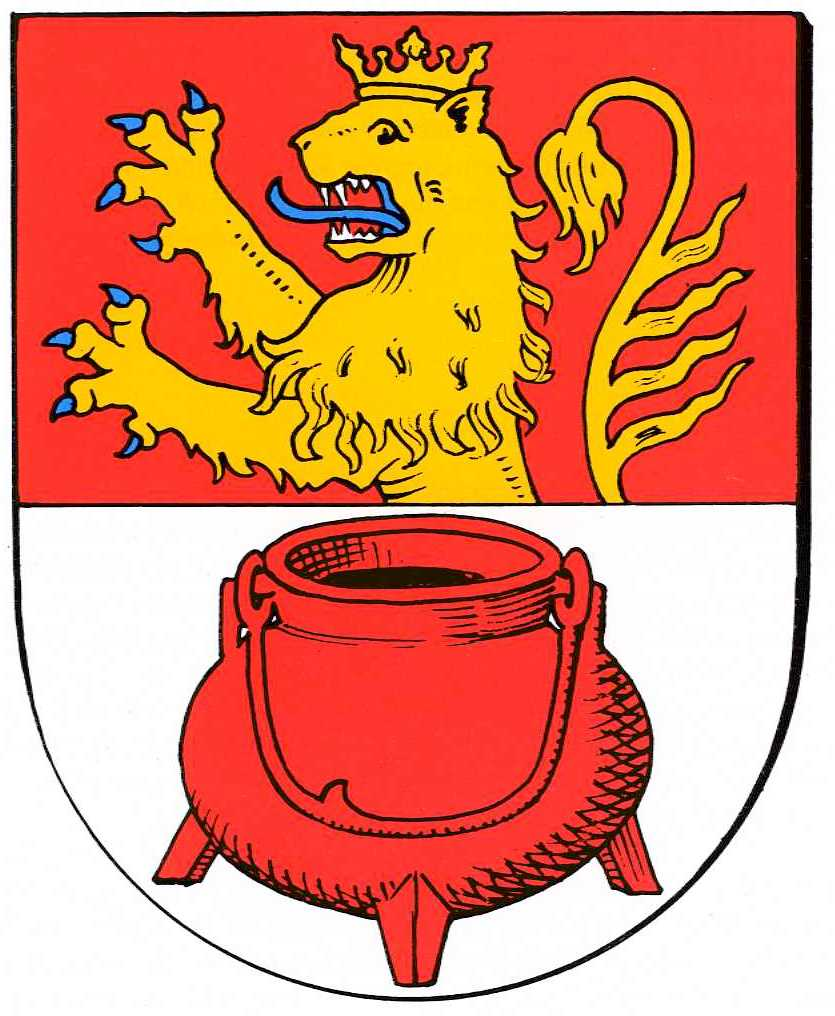
Gemeinde Wennigsen (Deister) Ortsteil Holtensen (Details)
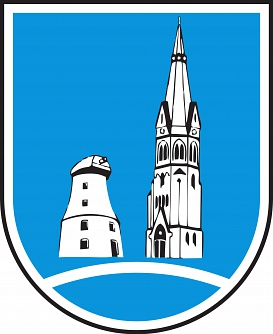
Stadt Garbsen Stadtteil Horst
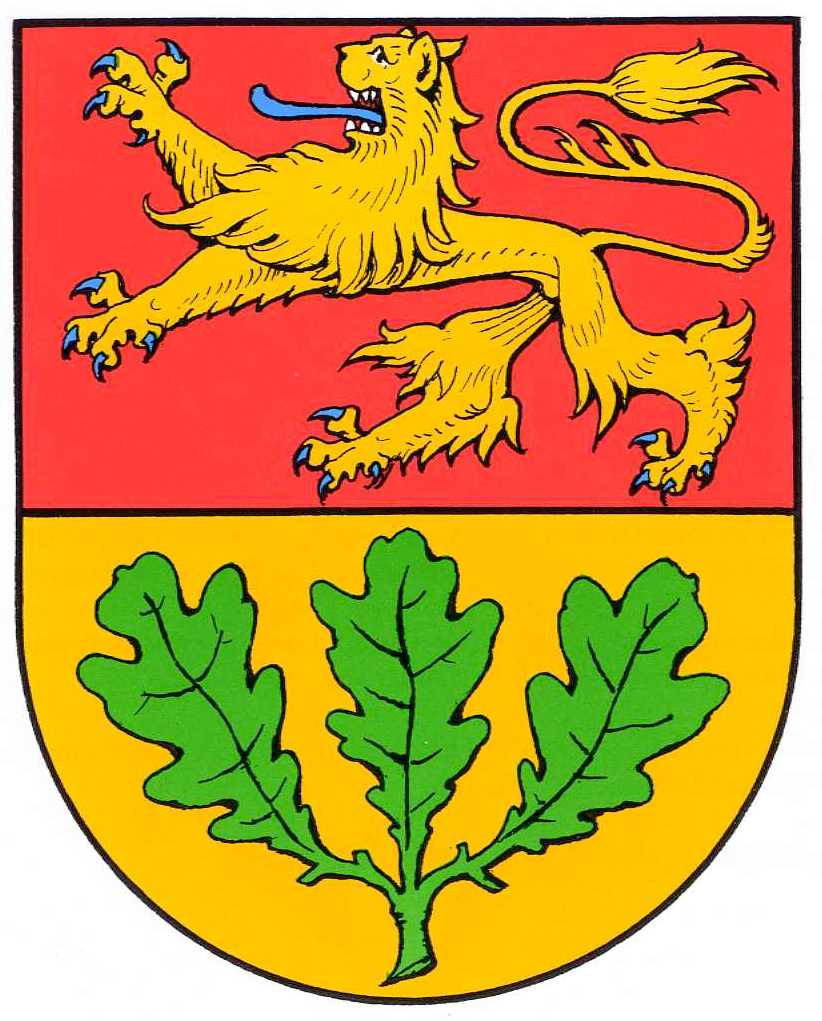
Stadt Sehnde Ortsteil Höver
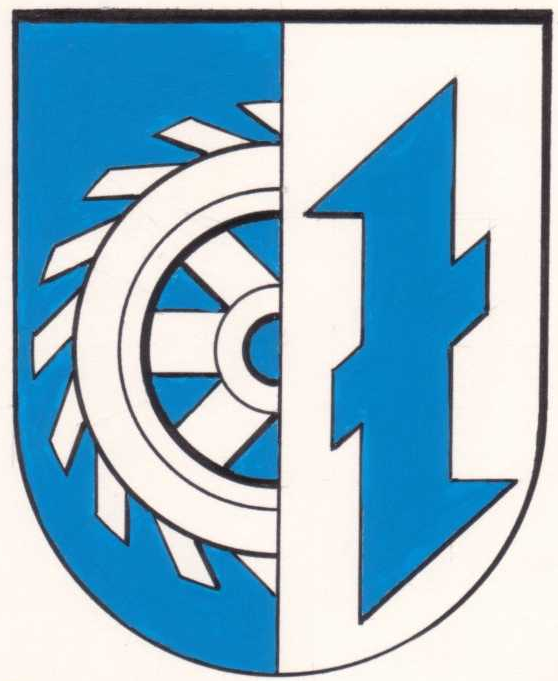
Stadt Burgdorf Ortsteil Hülptingsen (Details)
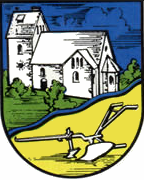
Stadt Wunstorf Ortsteil Idensen (Details)
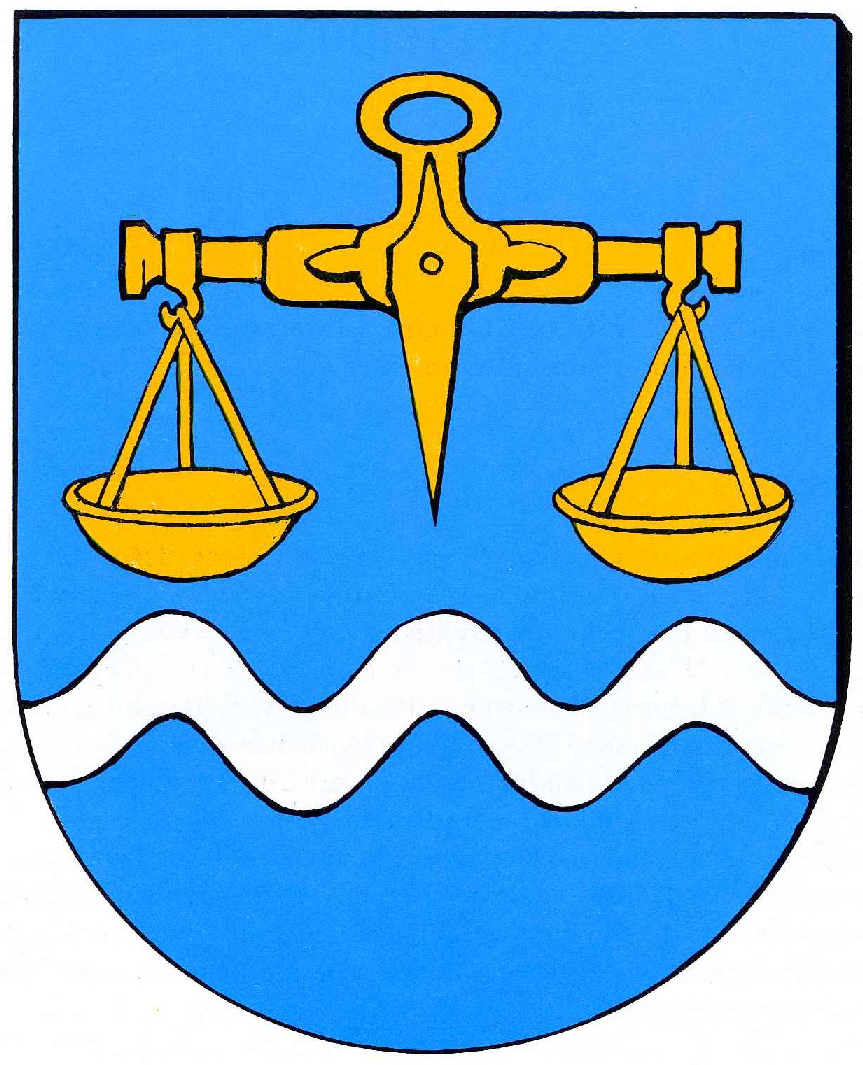
Stadt Ronnenberg Ortsteil Ihme-Roloven
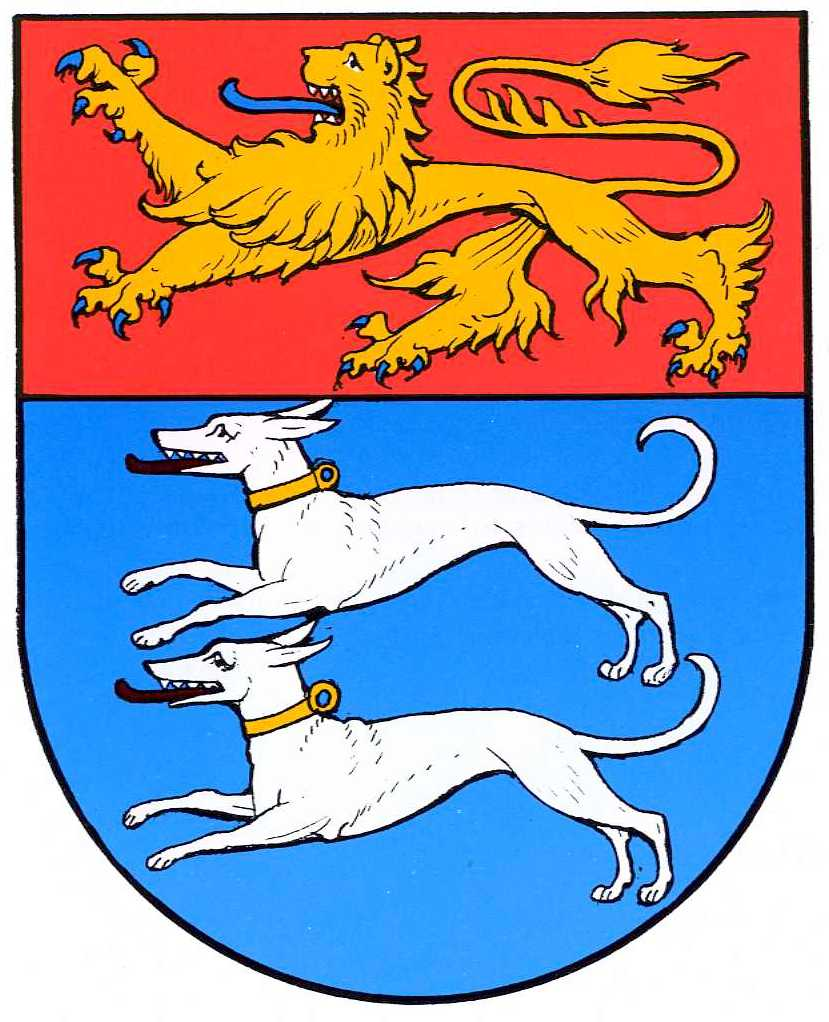
Stadt Sehnde Ortsteil Ilten
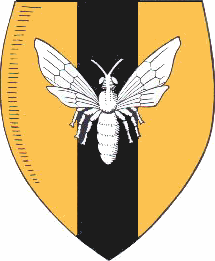
Stadt Lehrte Ortsteil Immensen (Details)
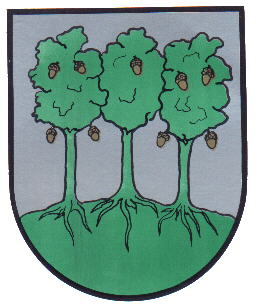
Stadt Laatzen Ortsteil Ingeln (Details)
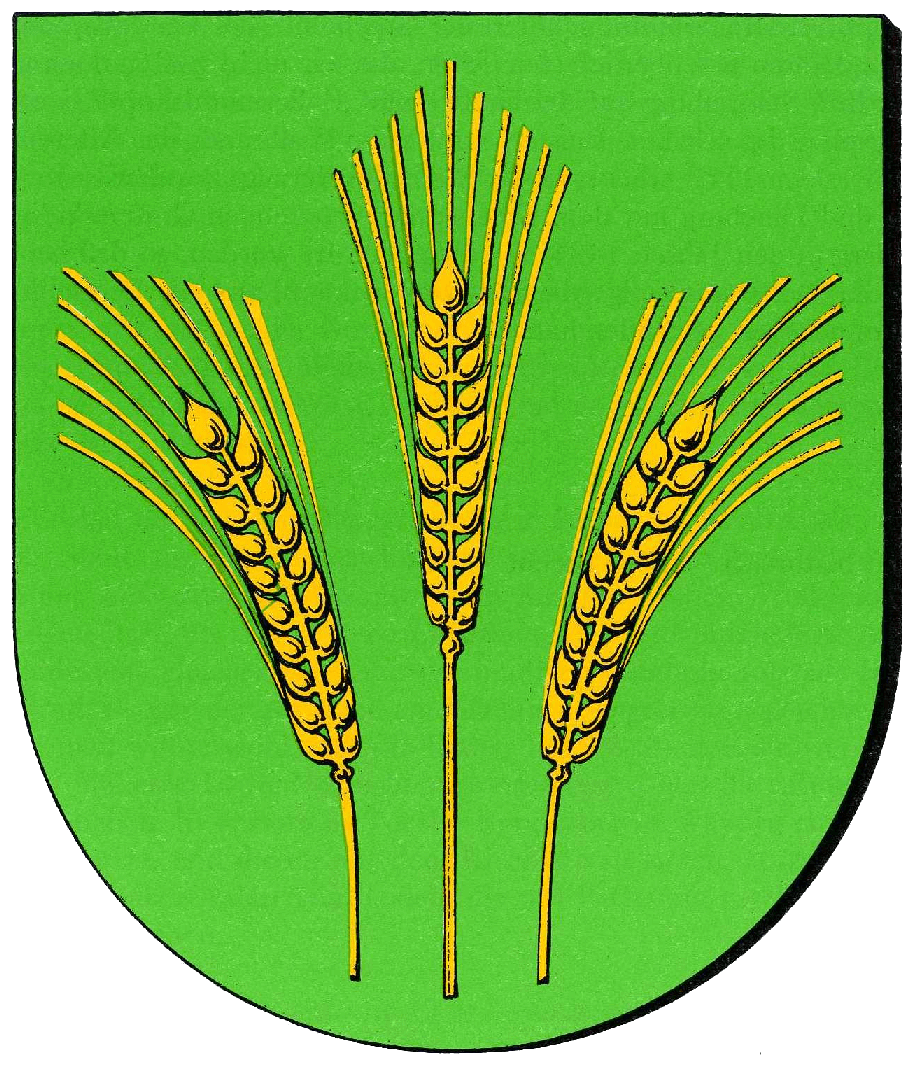
Stadt Pattensen Ortsteil Jeinsen
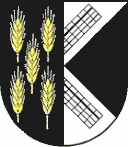
Stadt Langenhagen Ortsteil Kaltenweide (Details)
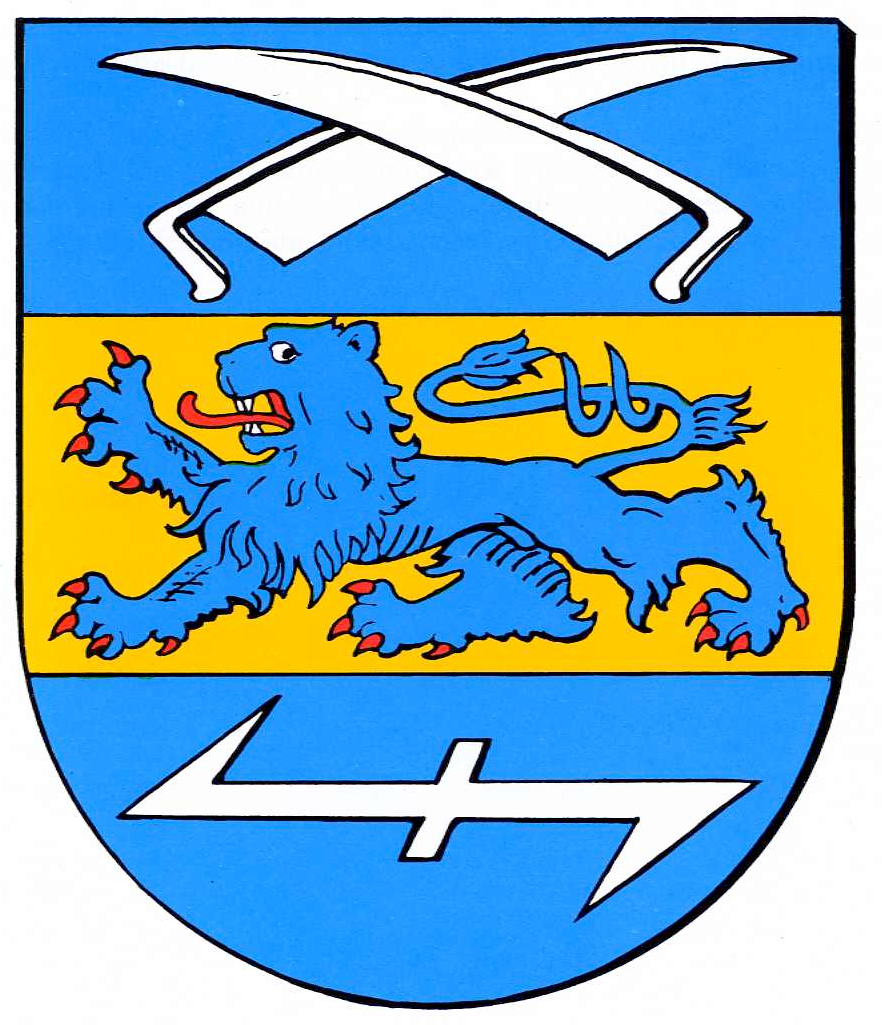
Gemeinde Uetze Ortsteil Katensen (Details)
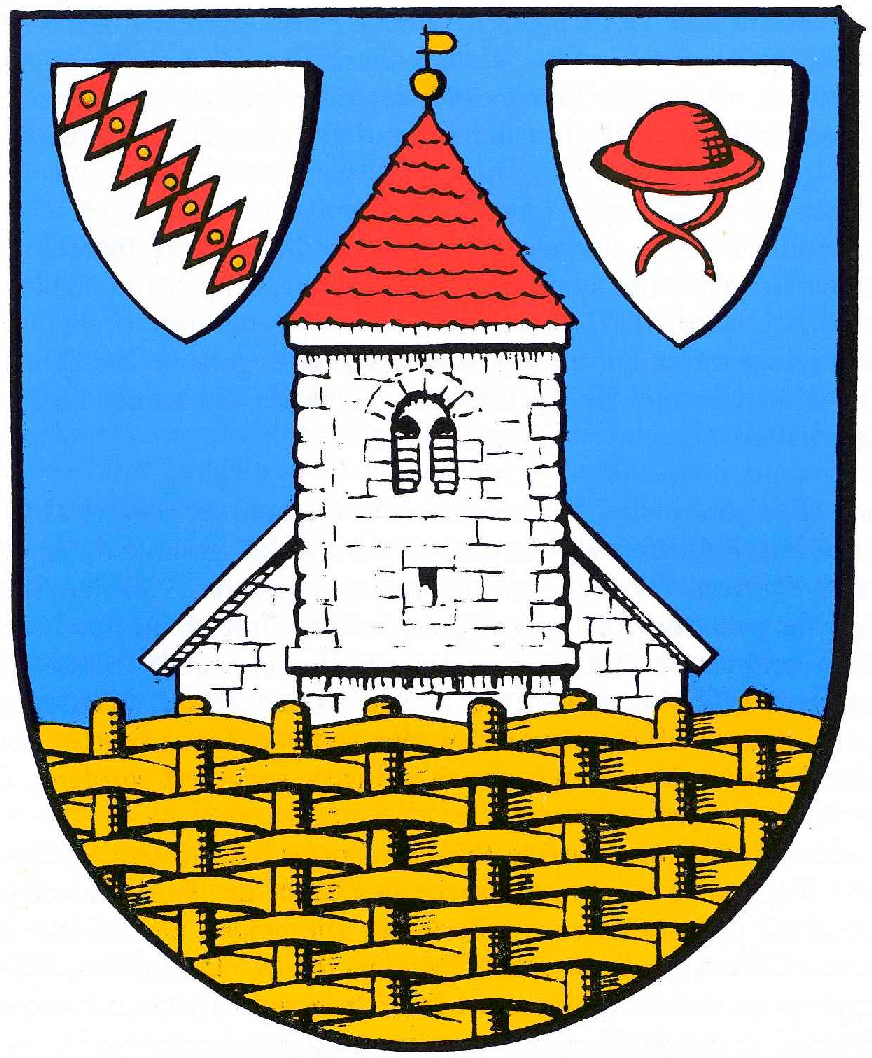
Stadt Seelze Ortsteil Kirchwehren
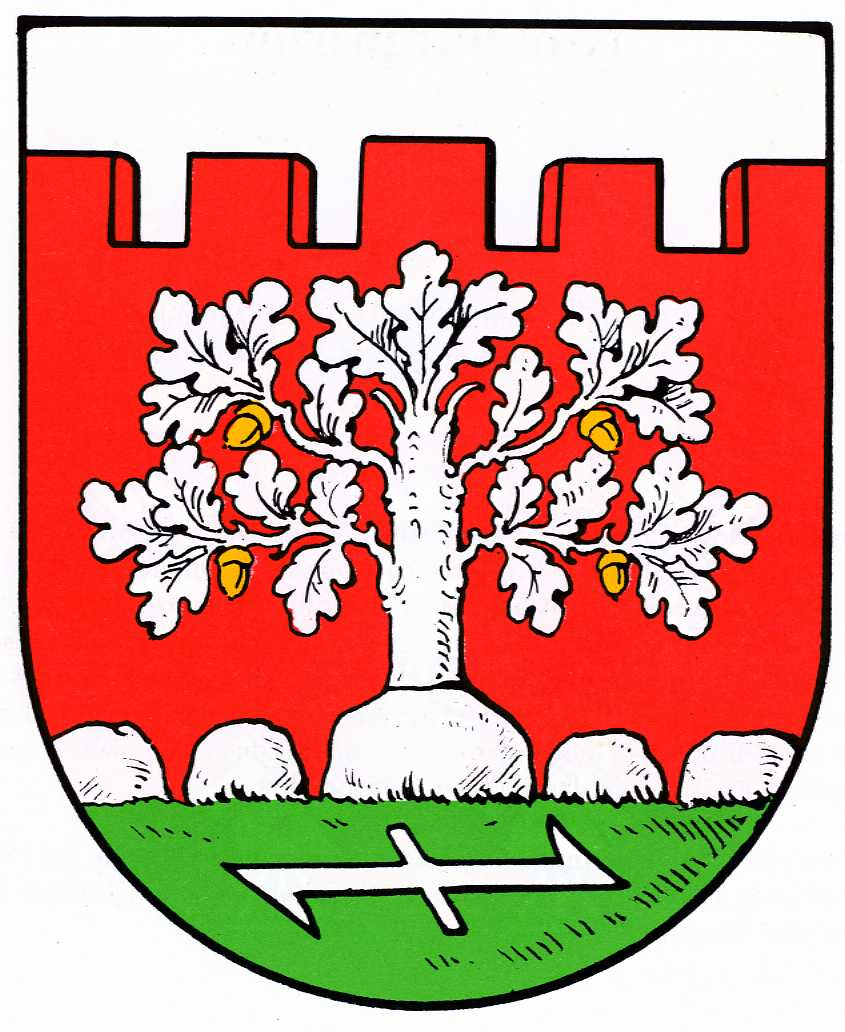
Stadt Burgwedel Ortsteil Kleinburgwedel (Details)
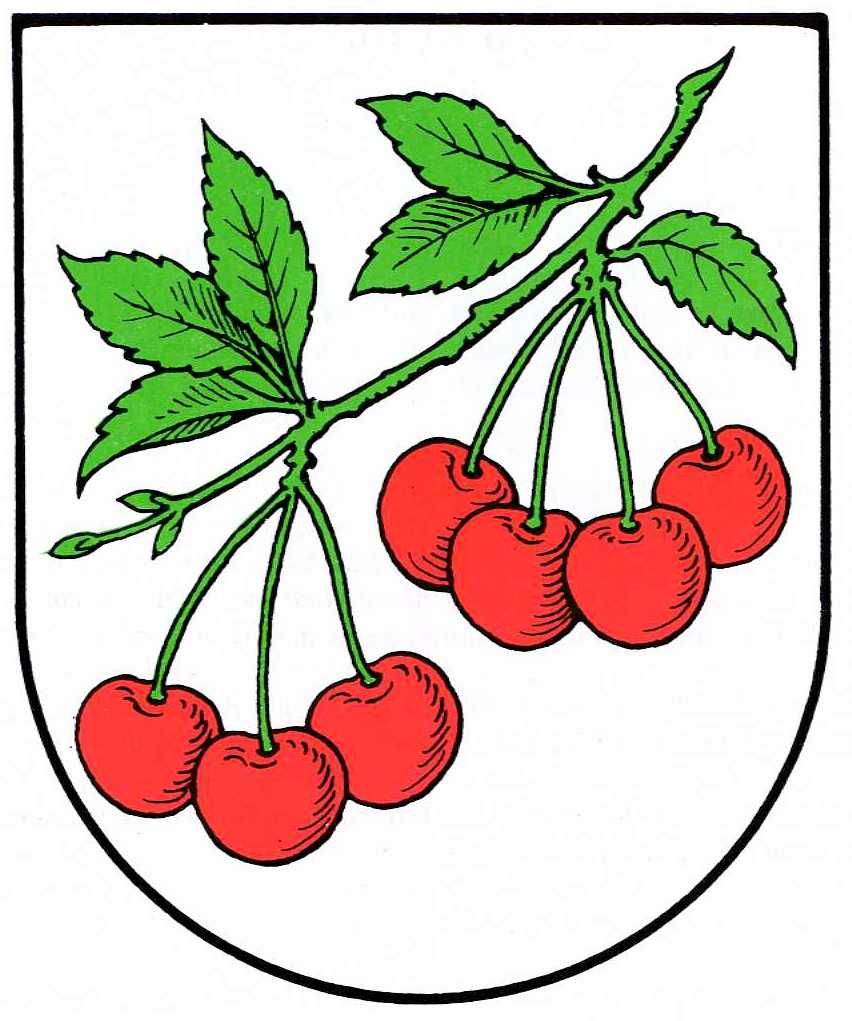
Stadt Wunstorf Ortsteil Klein Heidorn (Details)
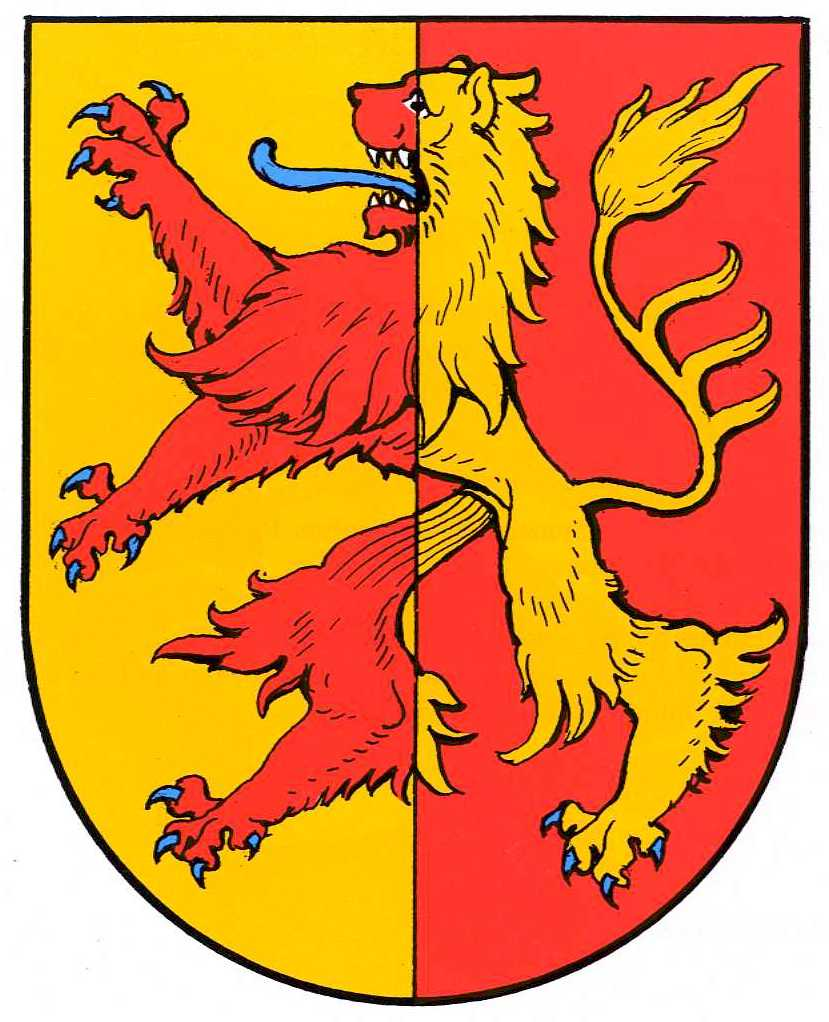
Stadt Sehnde Ortsteil Klein Lobke
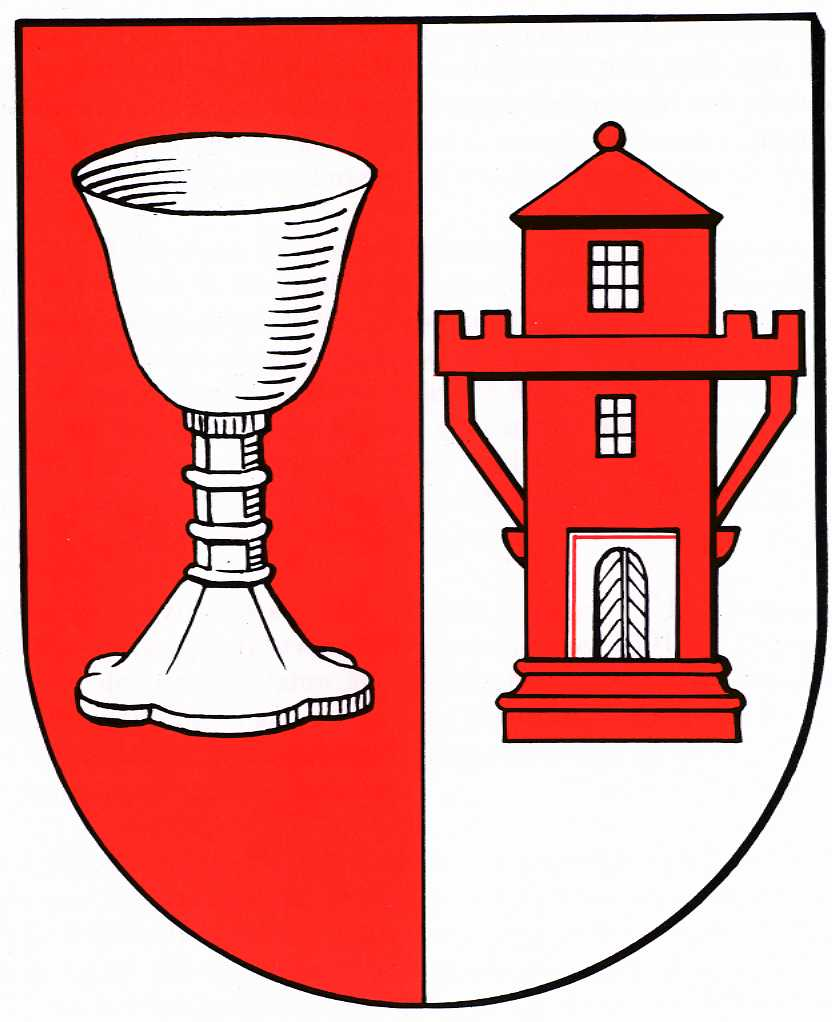
Stadt Barsinghausen Ortsteil Kirchdorf (Barsinghausen) (Details)
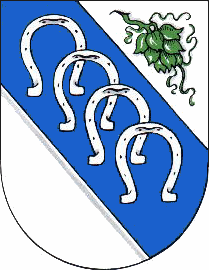
Gemeinde Isernhagen Ortsteil Kircher Bauerschaft (Details)
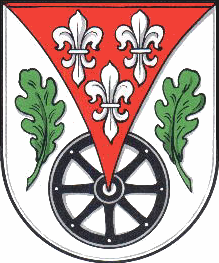
Gemeinde Isernhagen Ortsteil Kirchhorst (Details)
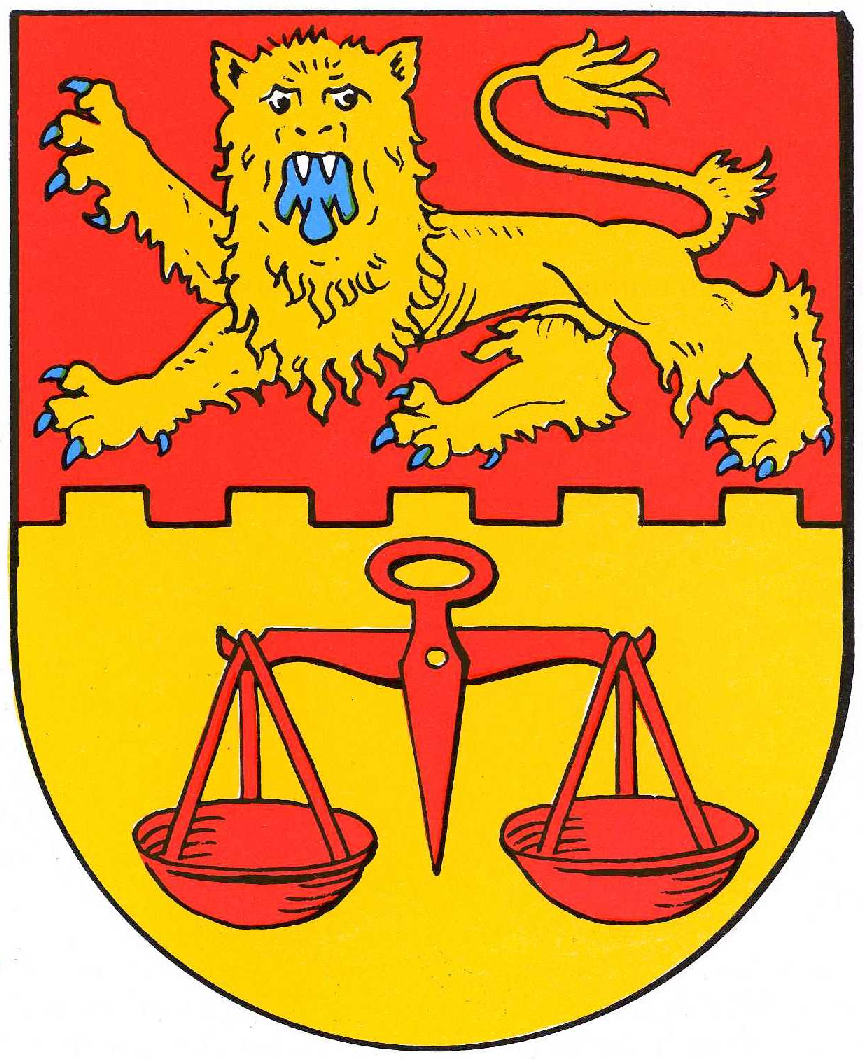
Stadt Pattensen Ortsteil Koldingen
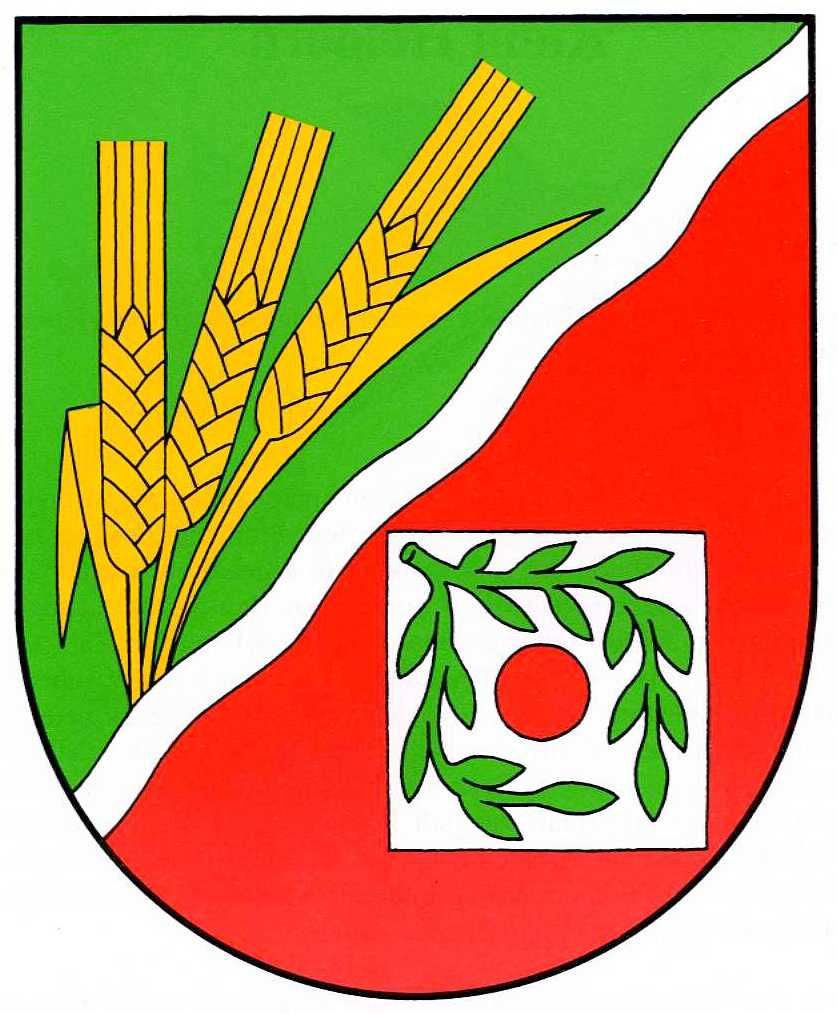
Stadt Wunstorf Ortsteil Kolenfeld (Details)
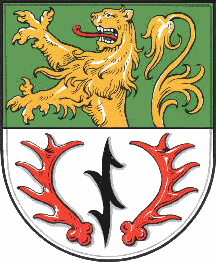
Stadt Lehrte Ortsteil Kolshorn (Details)
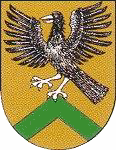
Stadt Langenhagen Ortsteil Krähenwinkel (Details)
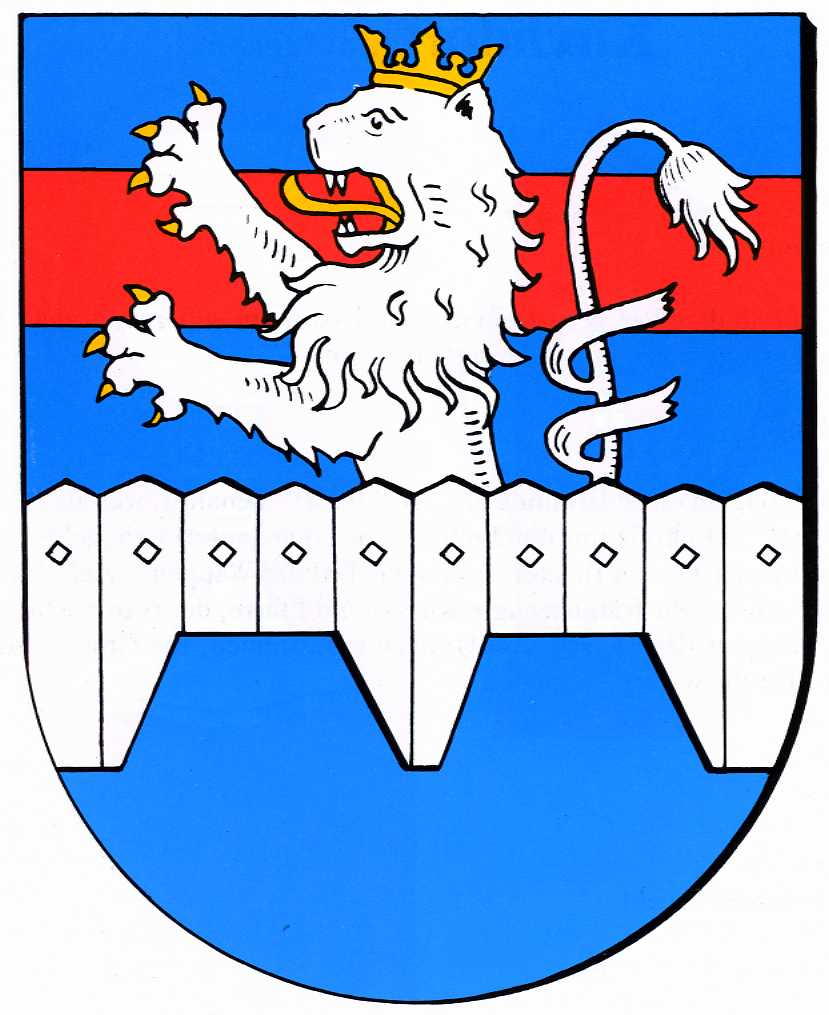
Stadt Barsinghausen Ortsteil Landringhausen (Details)
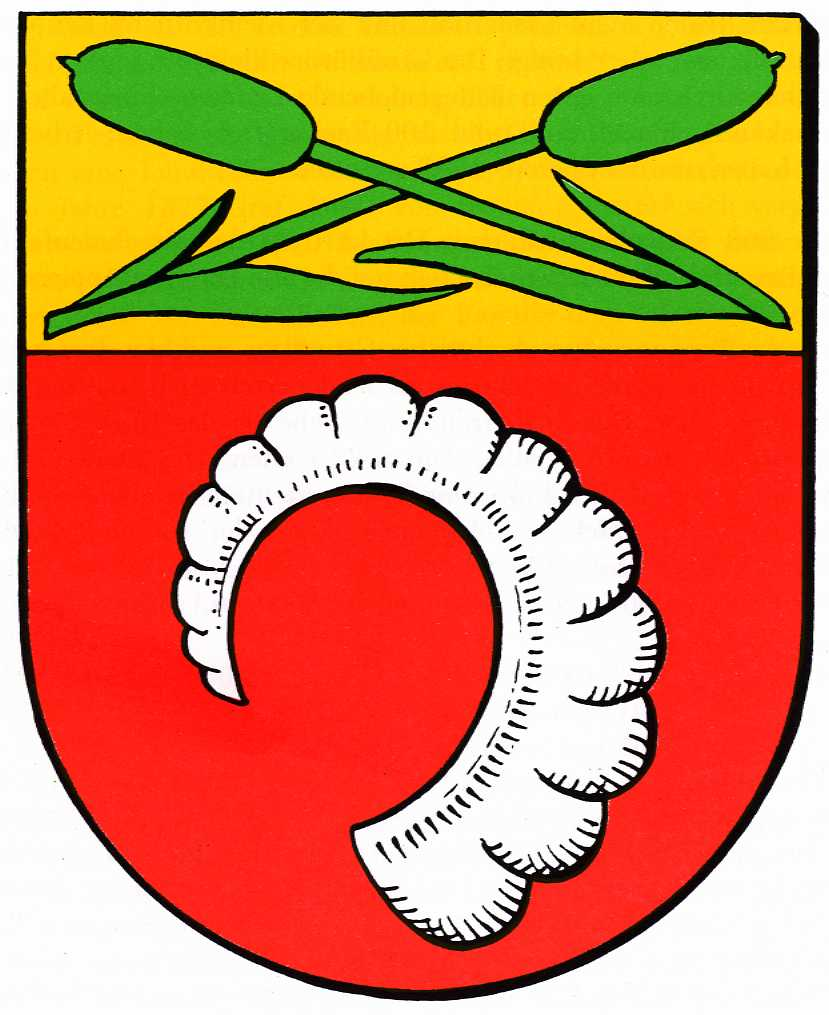
Stadt Barsinghausen Ortsteil Langreder (Details)
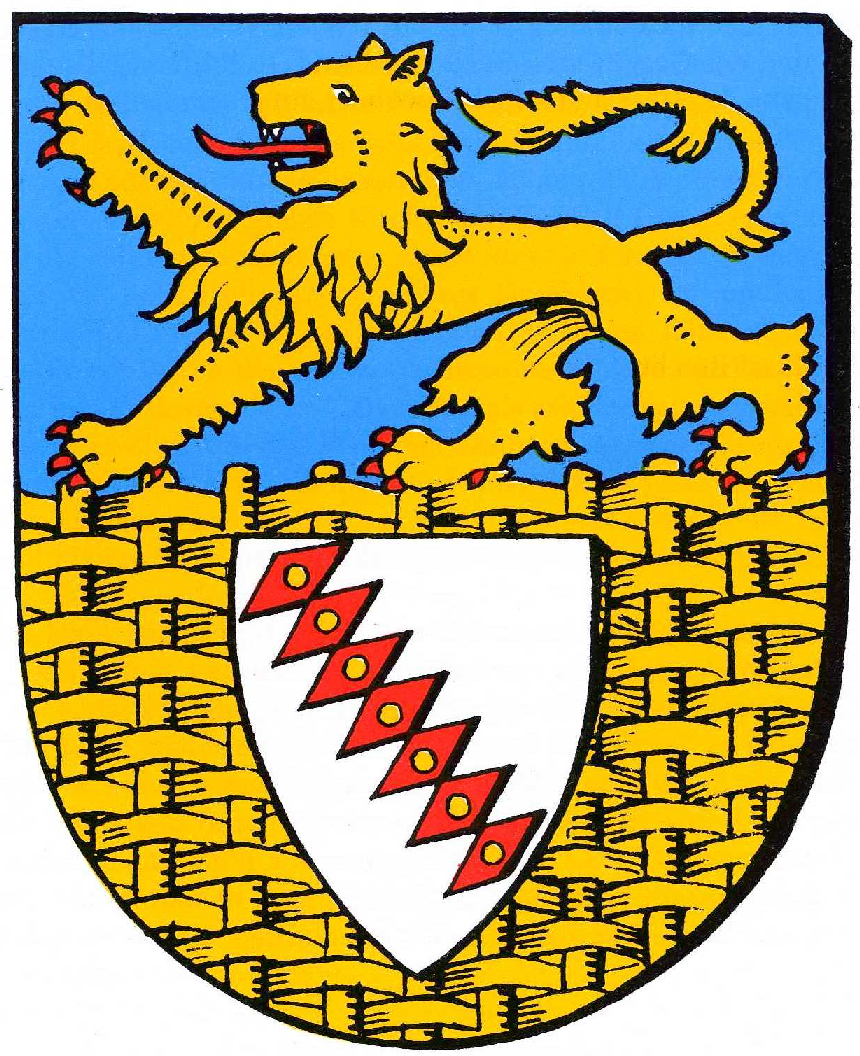
Stadt Seelze Ortsteil Lathwehren (Details)
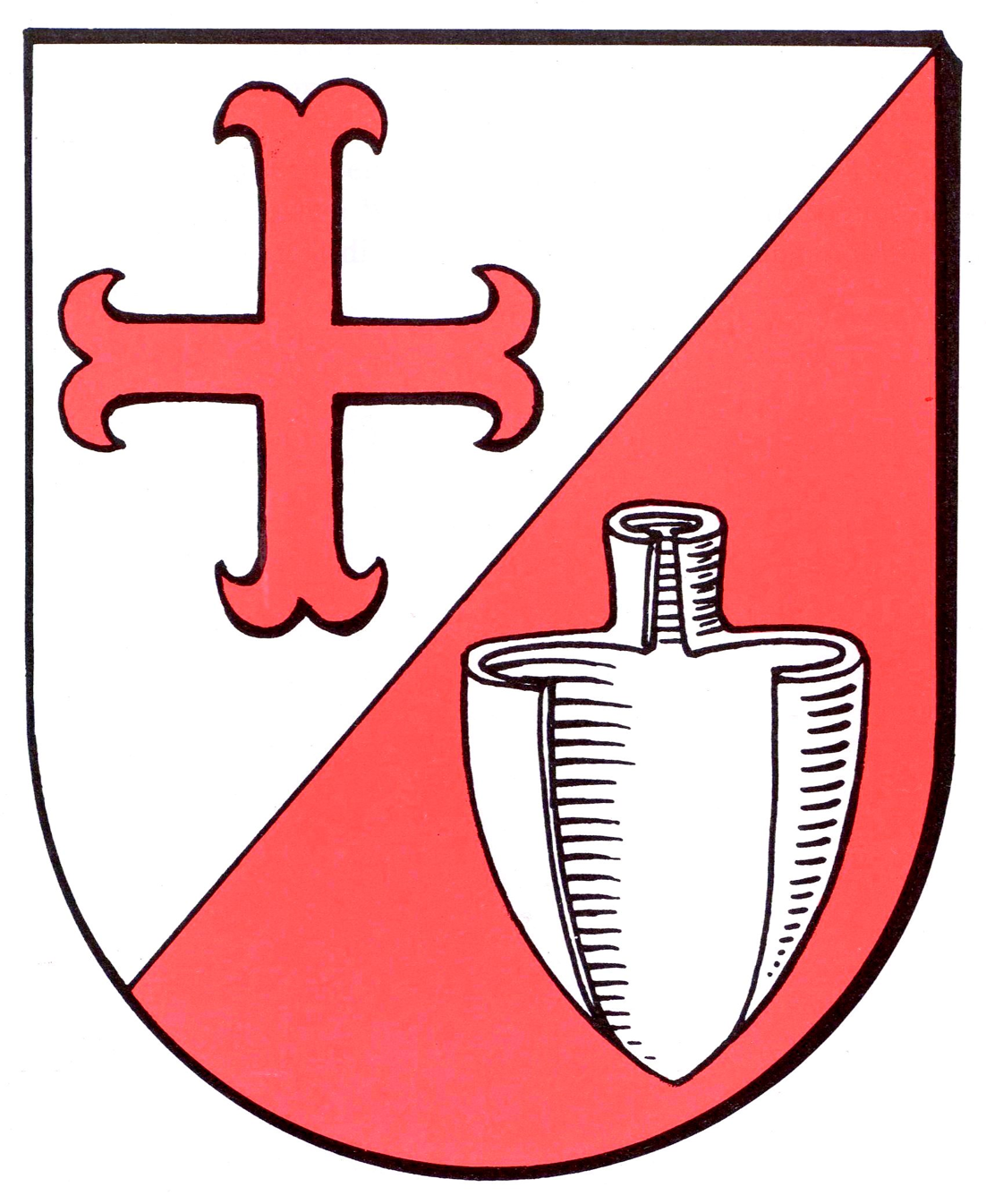
Stadt Gehrden Ortsteil Lemmie (Details)
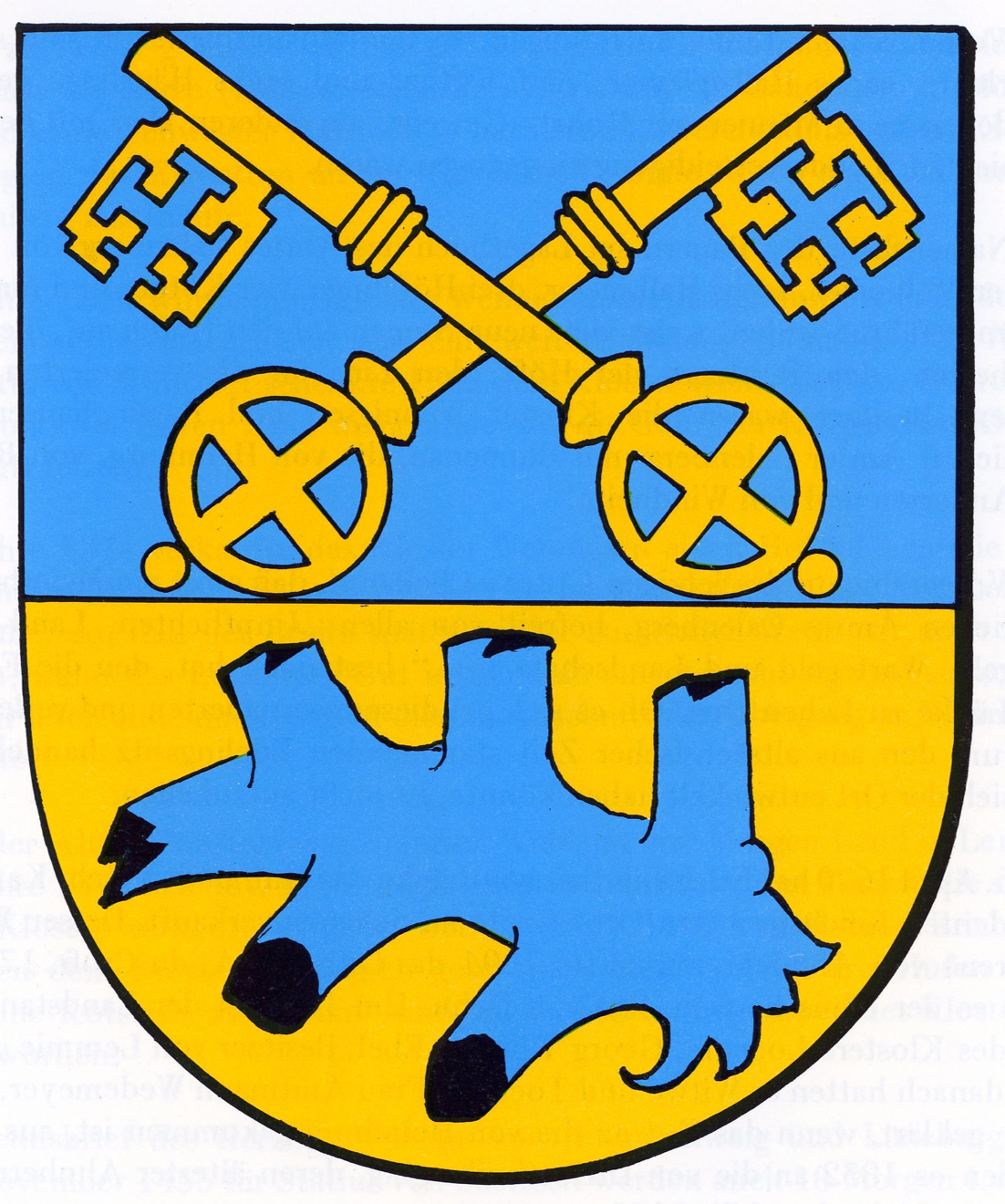
Stadt Gehrden Ortsteil Lenthe (Details)
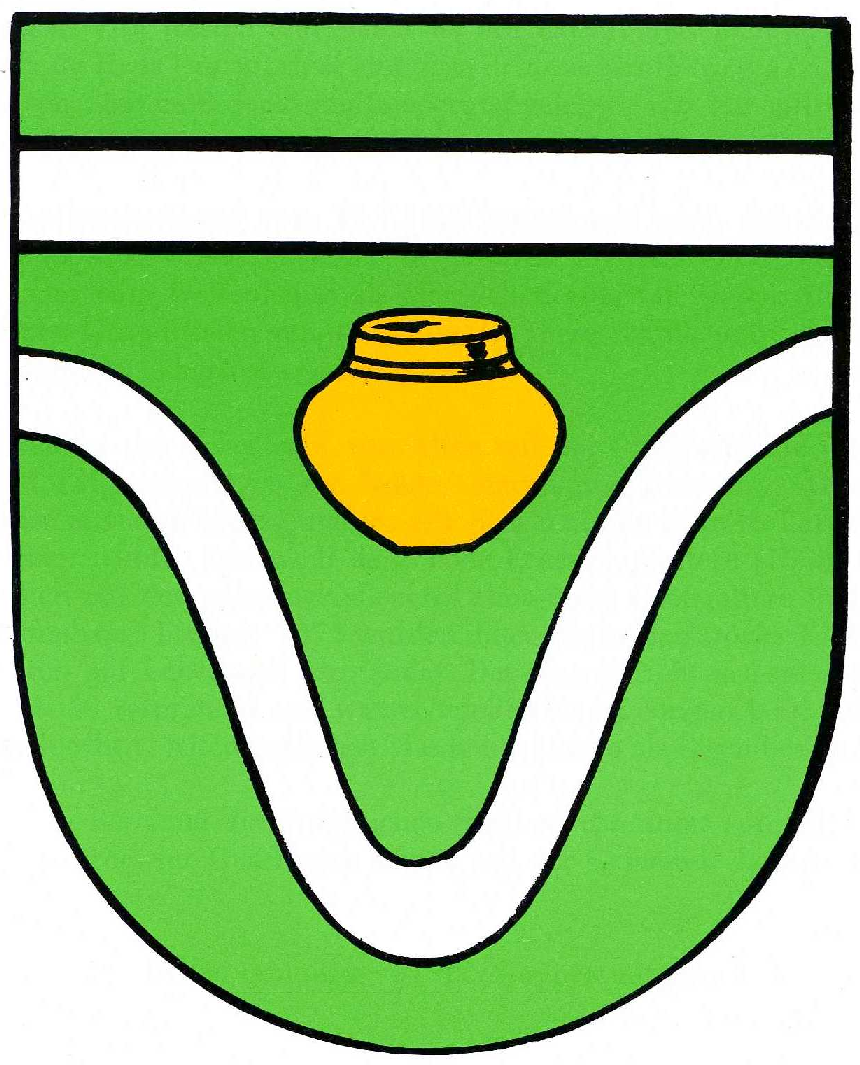
Stadt Seelze Ortsteil Letter (Details)
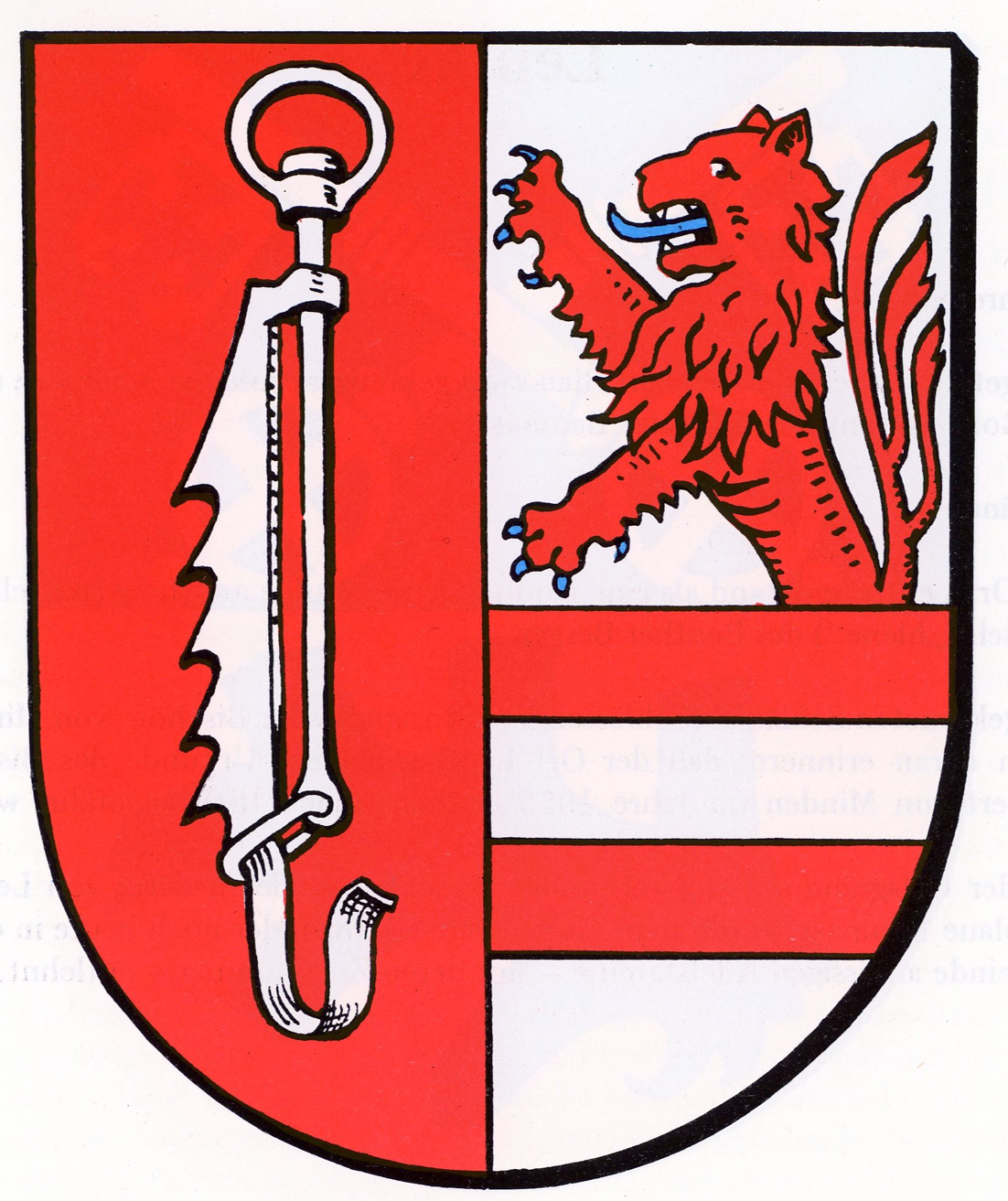
Stadt Gehrden Ortsteil Leveste (Details)
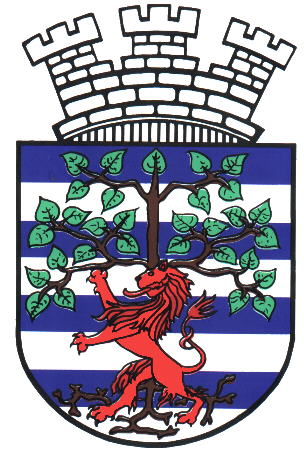
Stadt Hannover Stadtteil Linden (Details)
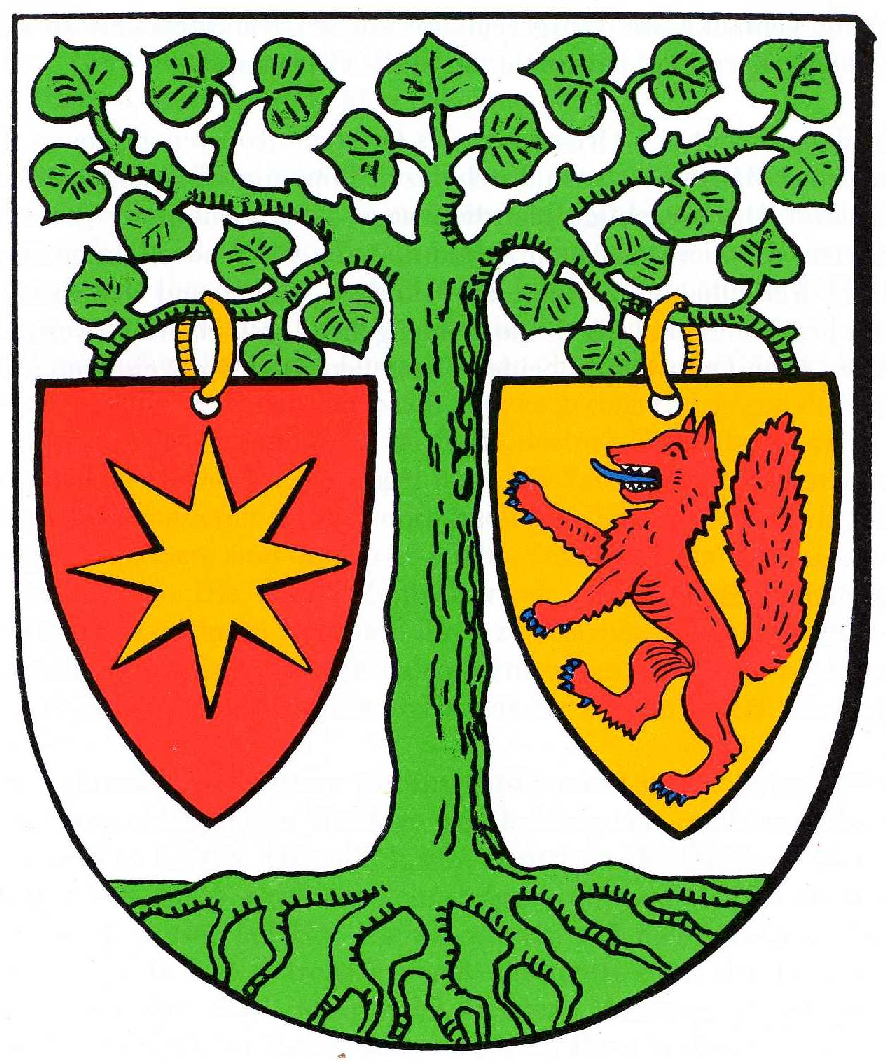
Stadt Ronnenberg Ortsteil Linderte
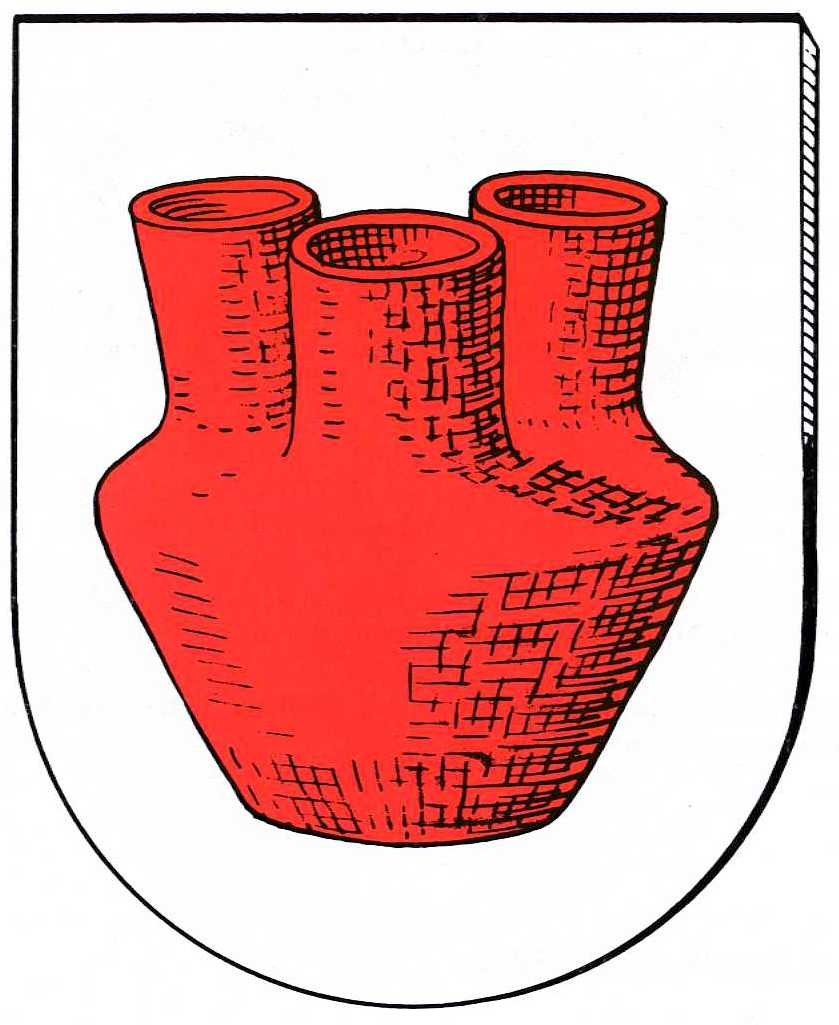
Stadt Seelze Ortsteil Lohnde (Details)
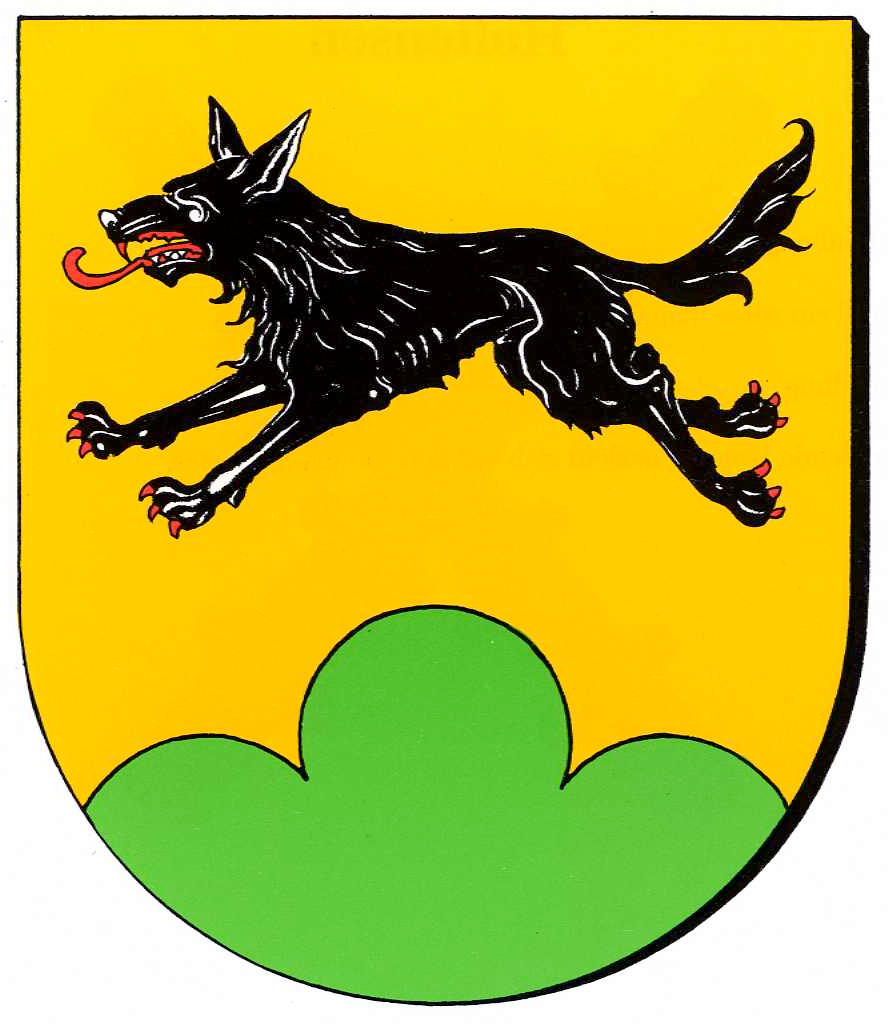
Stadt Springe Ortsteil Lüdersen (Details)
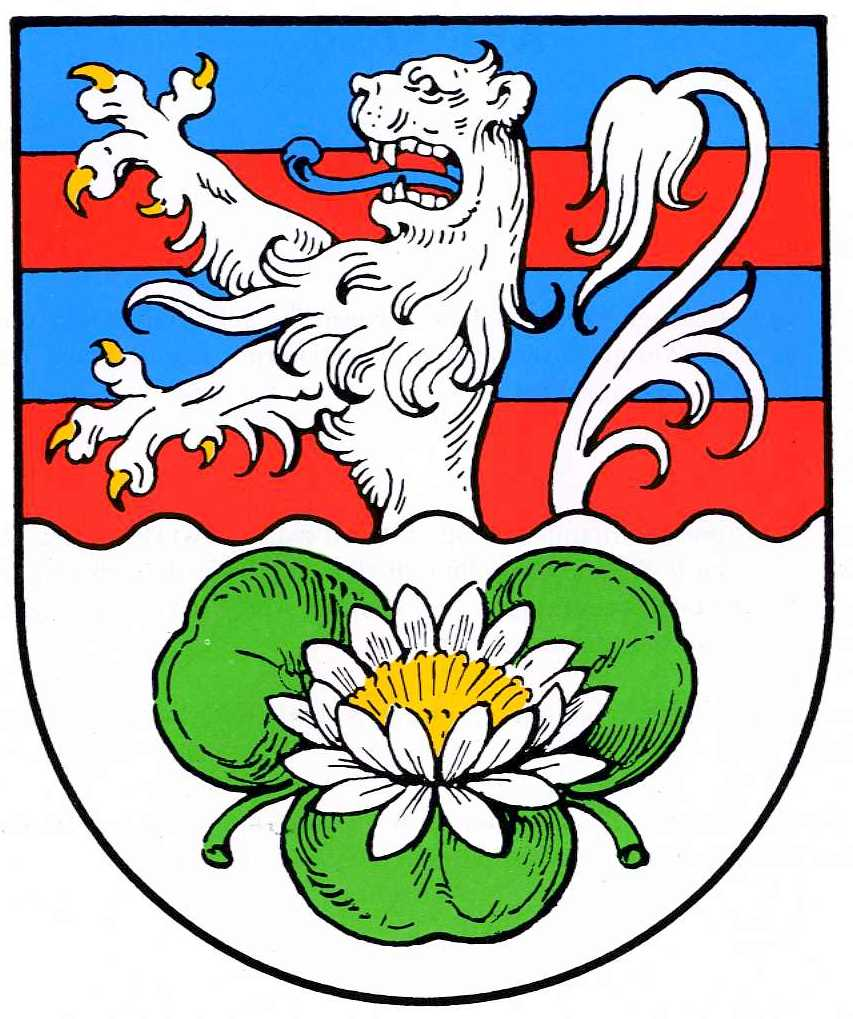
Stadt Wunstorf Ortsteil Luthe (Details)
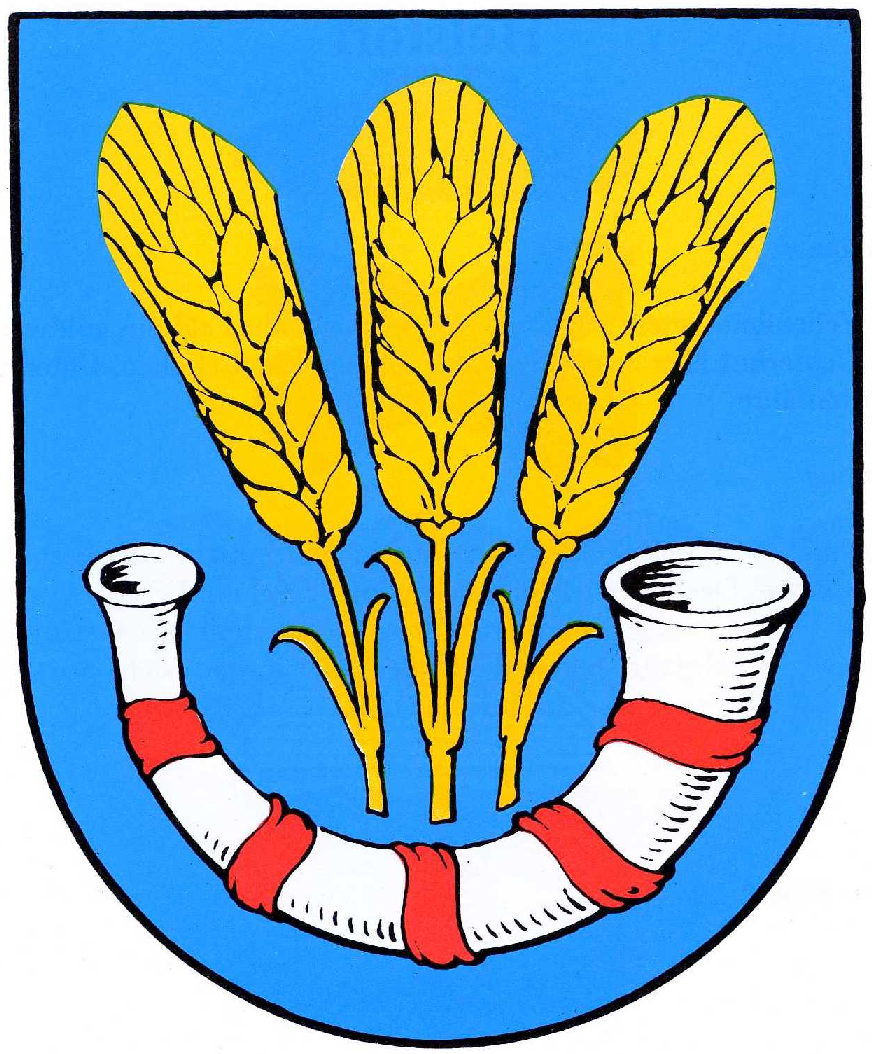
Stadt Neustadt am Rübenberge Ortsteil Mandelsloh (Details)
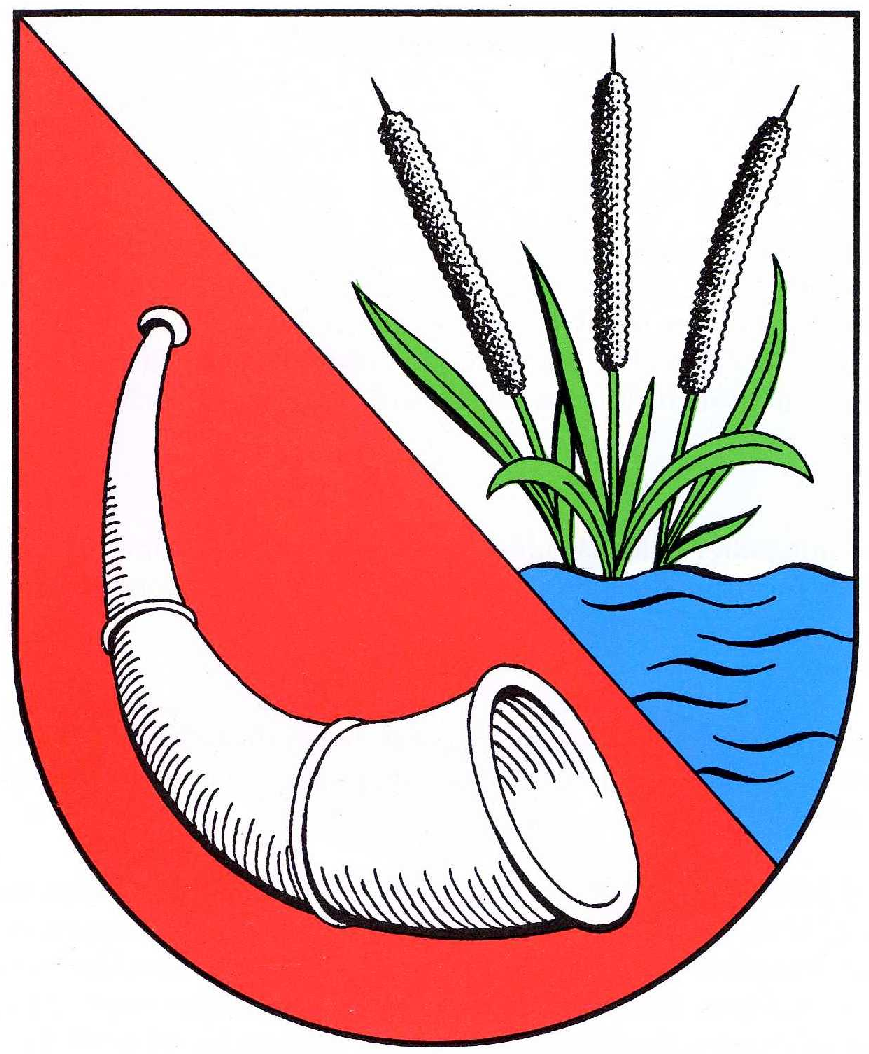
Stadt Neustadt am Rübenberge Ortsteil Mardorf (Details)
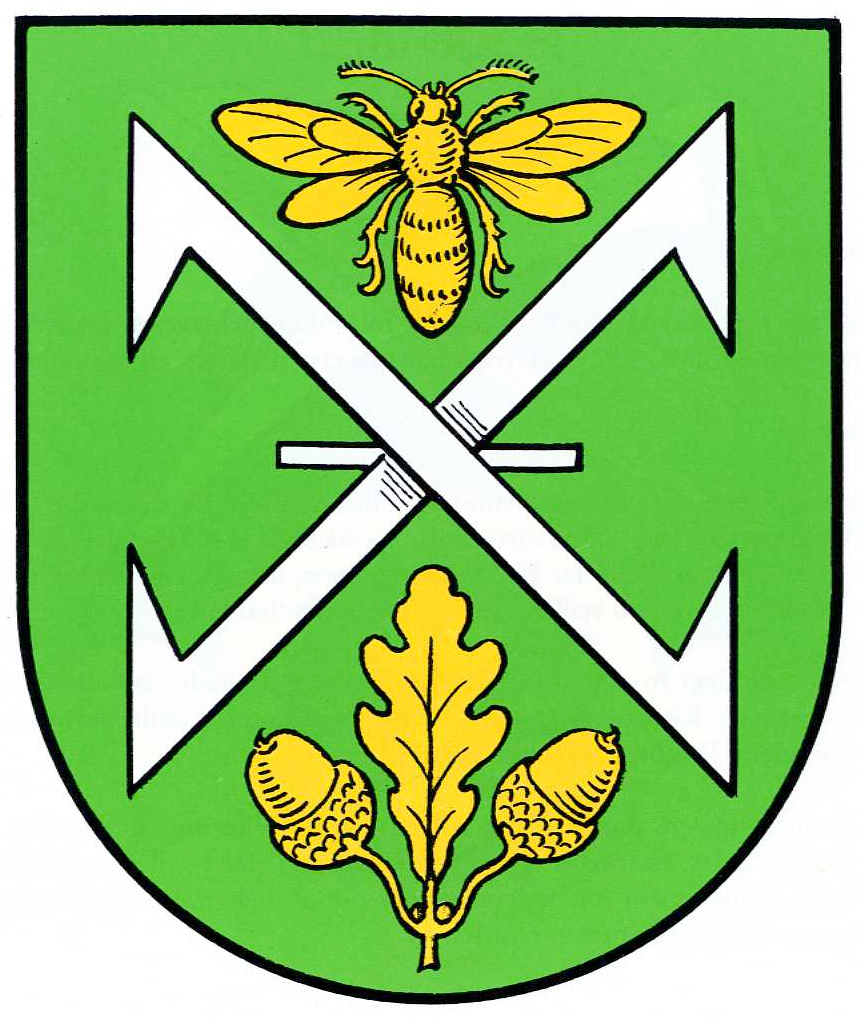
Gemeinde Wedemark Ortsteil Meitze (Details)
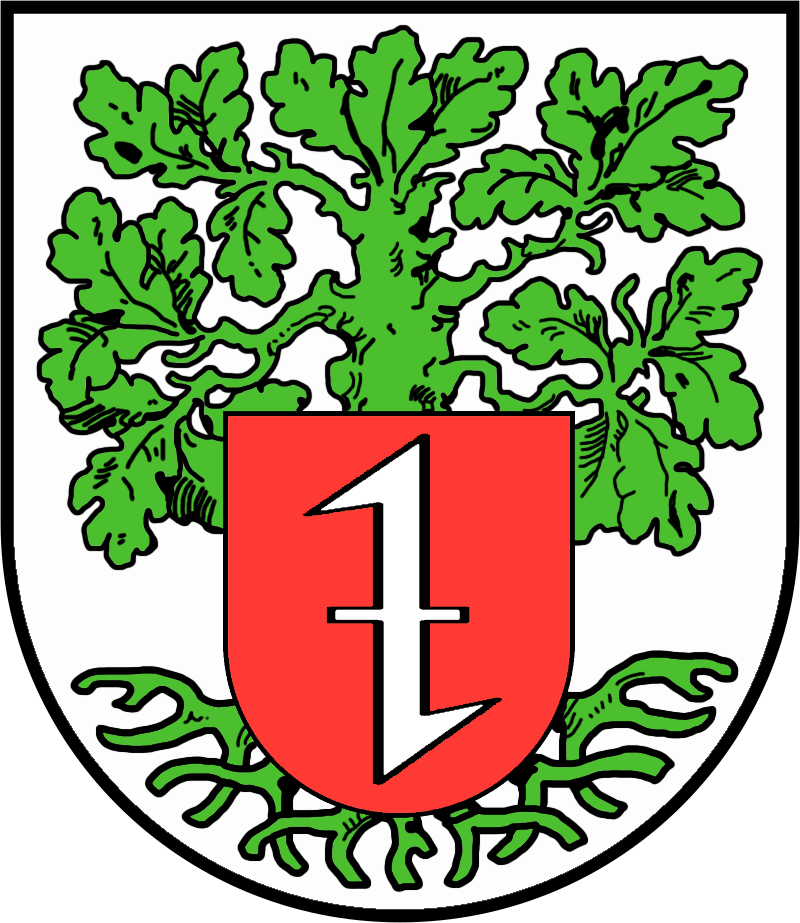
Gemeinde Wedemark Ortsteil Mellendorf (Details)
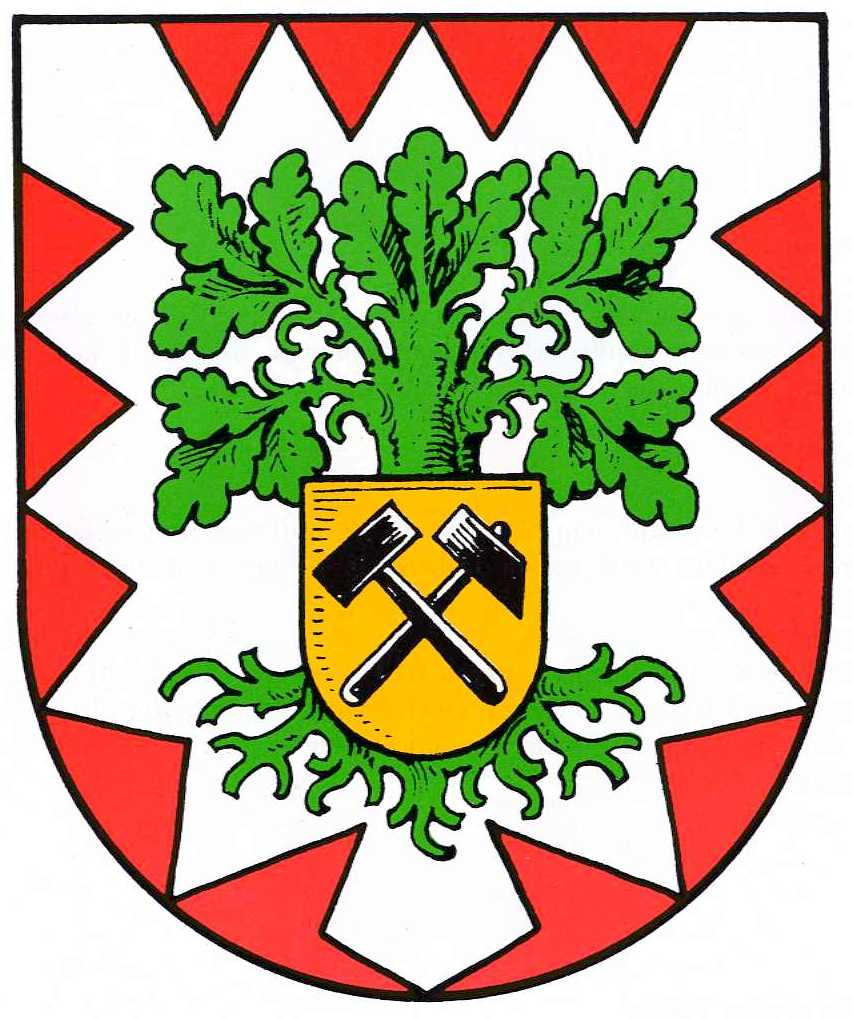
Stadt Wunstorf Ortsteil Mesmerode (Details)
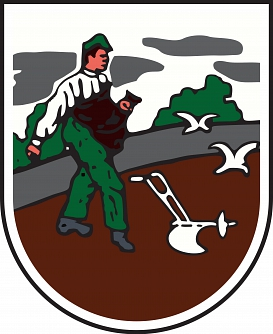
Stadt Garbsen Stadtteil Meyenfeld
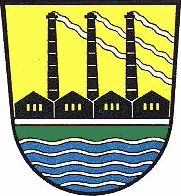
Stadt Hannover Stadtteil Misburg (Details)
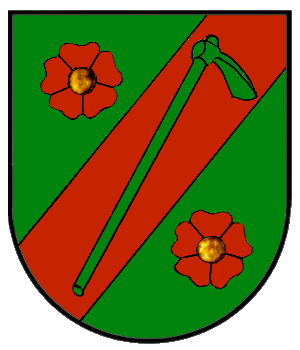
Stadt Springe Ortsteil Mittelrode
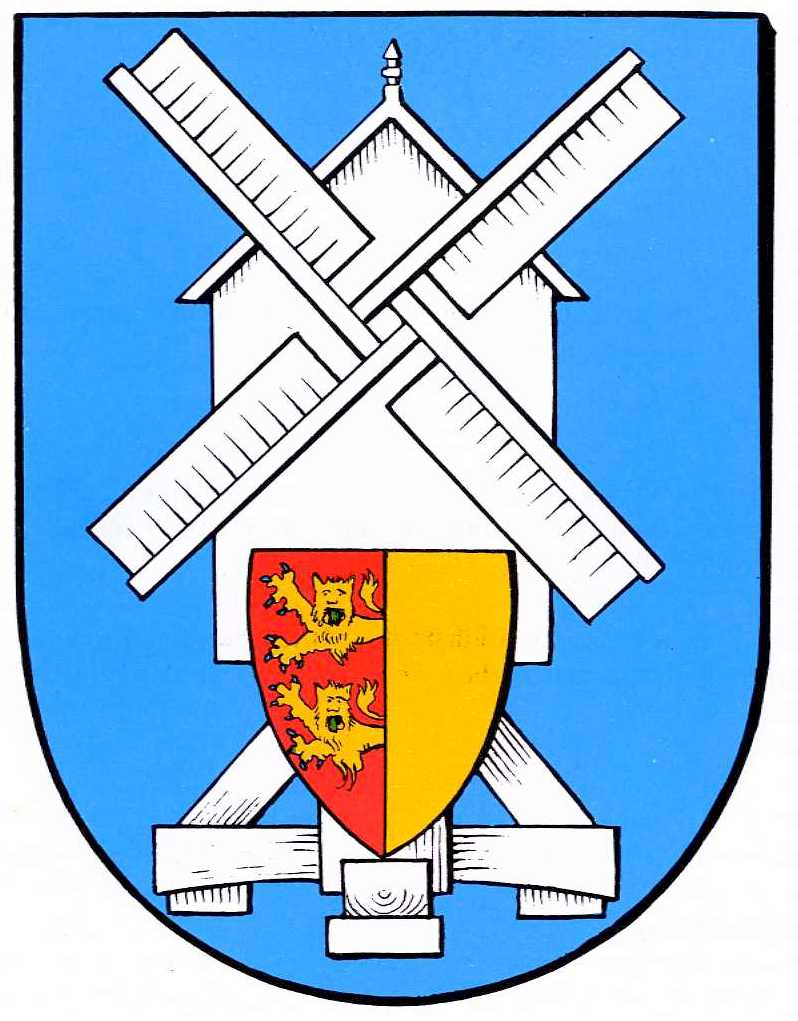
Stadt Sehnde Ortsteil Müllingen (Details)
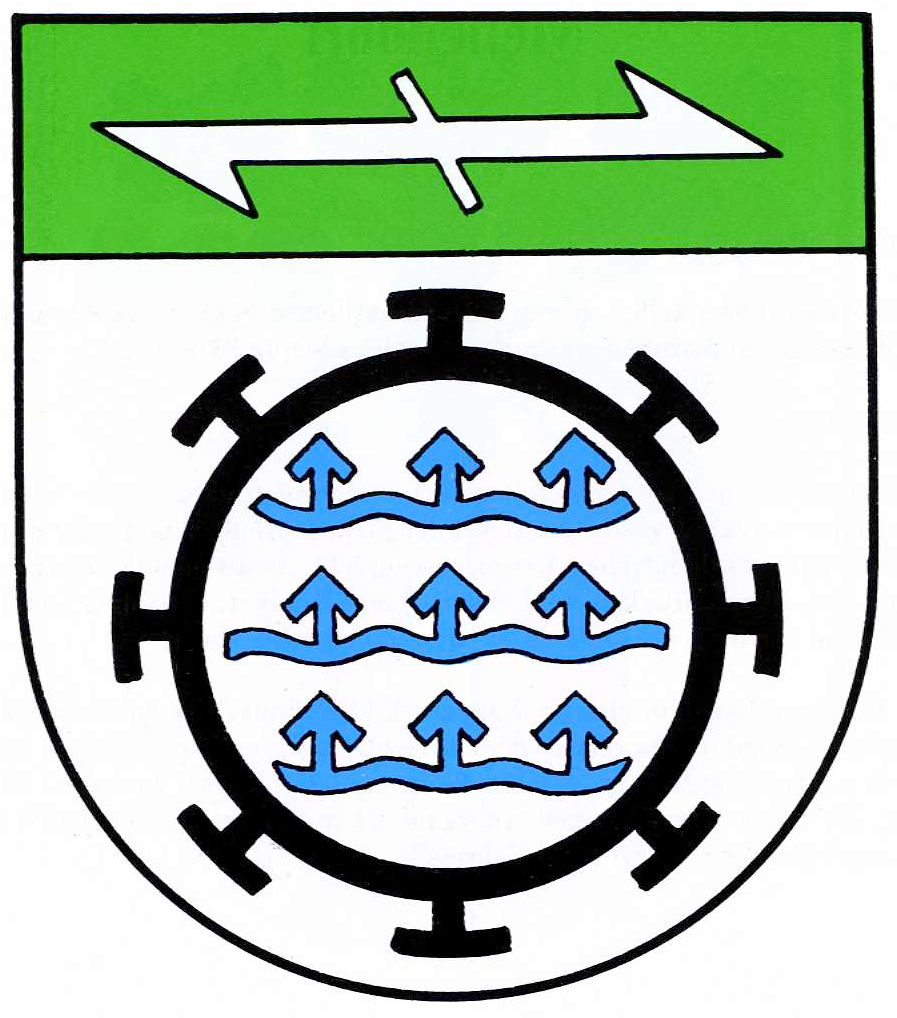
Gemeinde Wedemark Ortsteil Negenborn (Details)
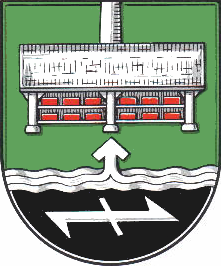
Gemeinde Isernhagen Ortsteil Neuwarmbüchen (Details)
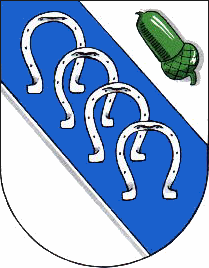
Gemeinde Isernhagen Ortsteil Niedernhägener Bauerschaft (Details)
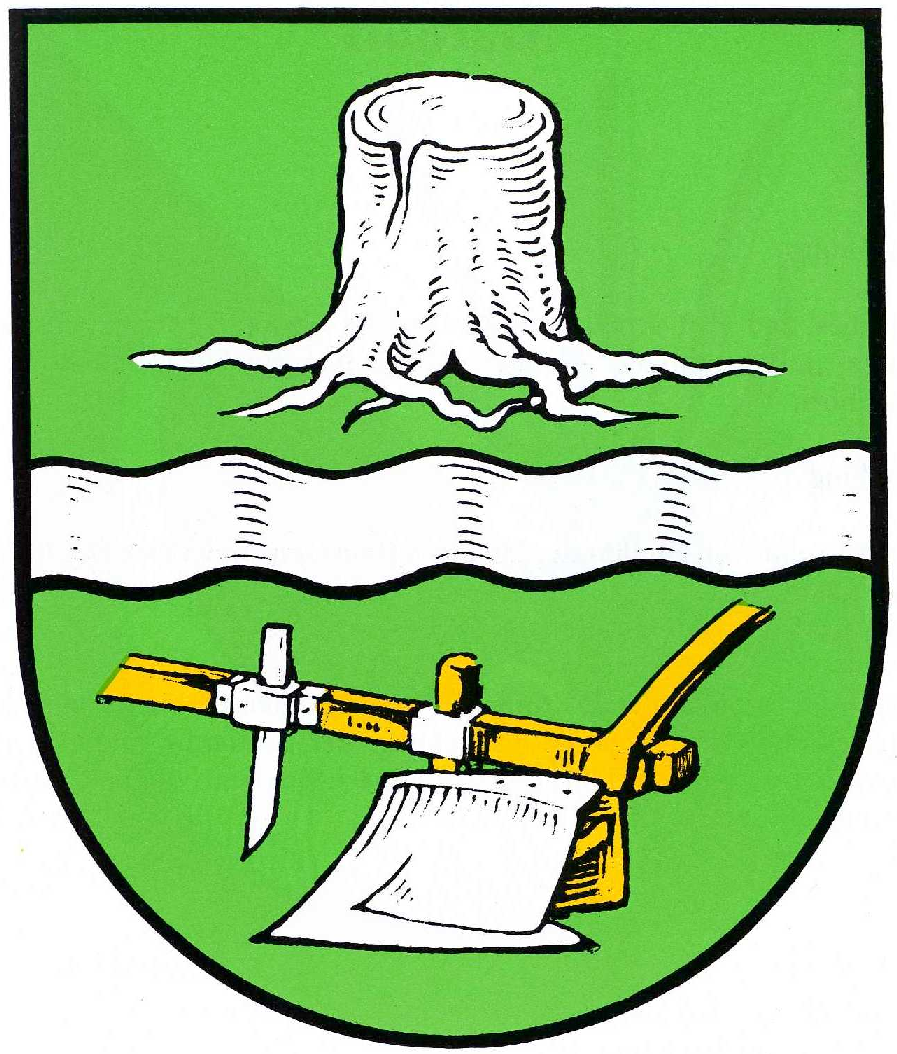
Stadt Neustadt am Rübenberge Ortsteil Niedernstöcken (Details)
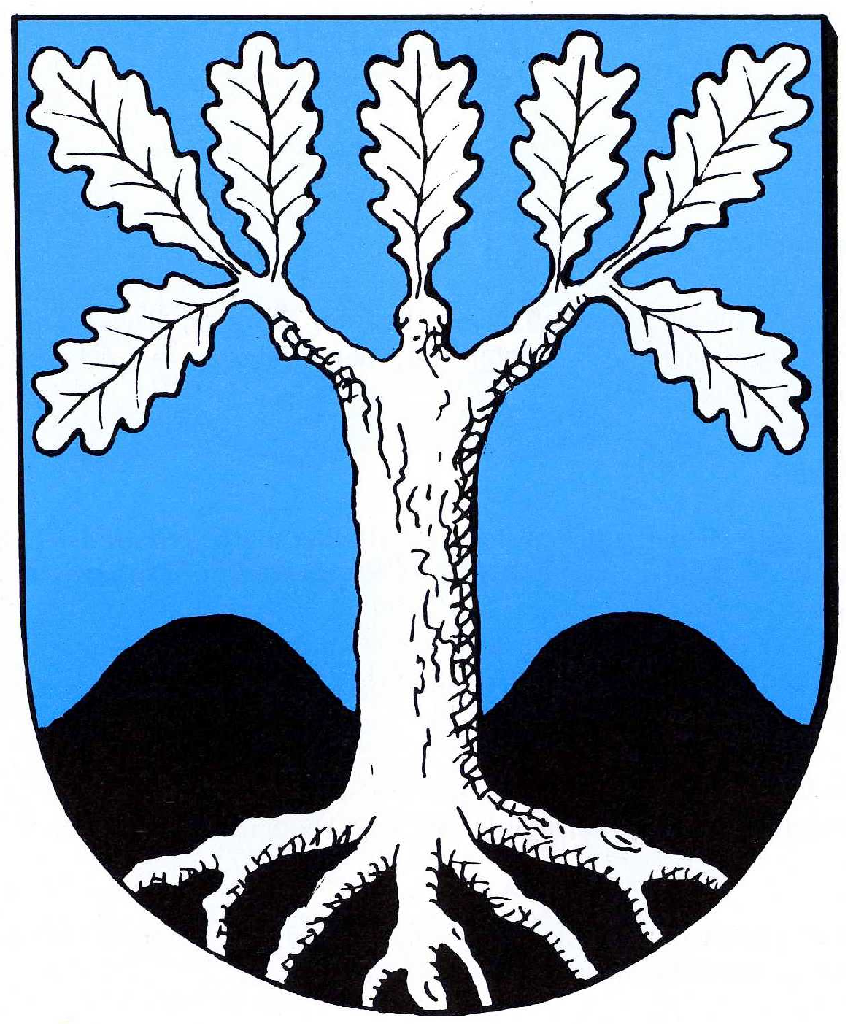
Stadt Neustadt am Rübenberge Ortsteil Nöpke (Details)
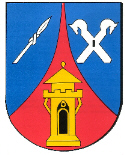
Stadt Barsinghausen Ortsteil Nordgoltern (Details)
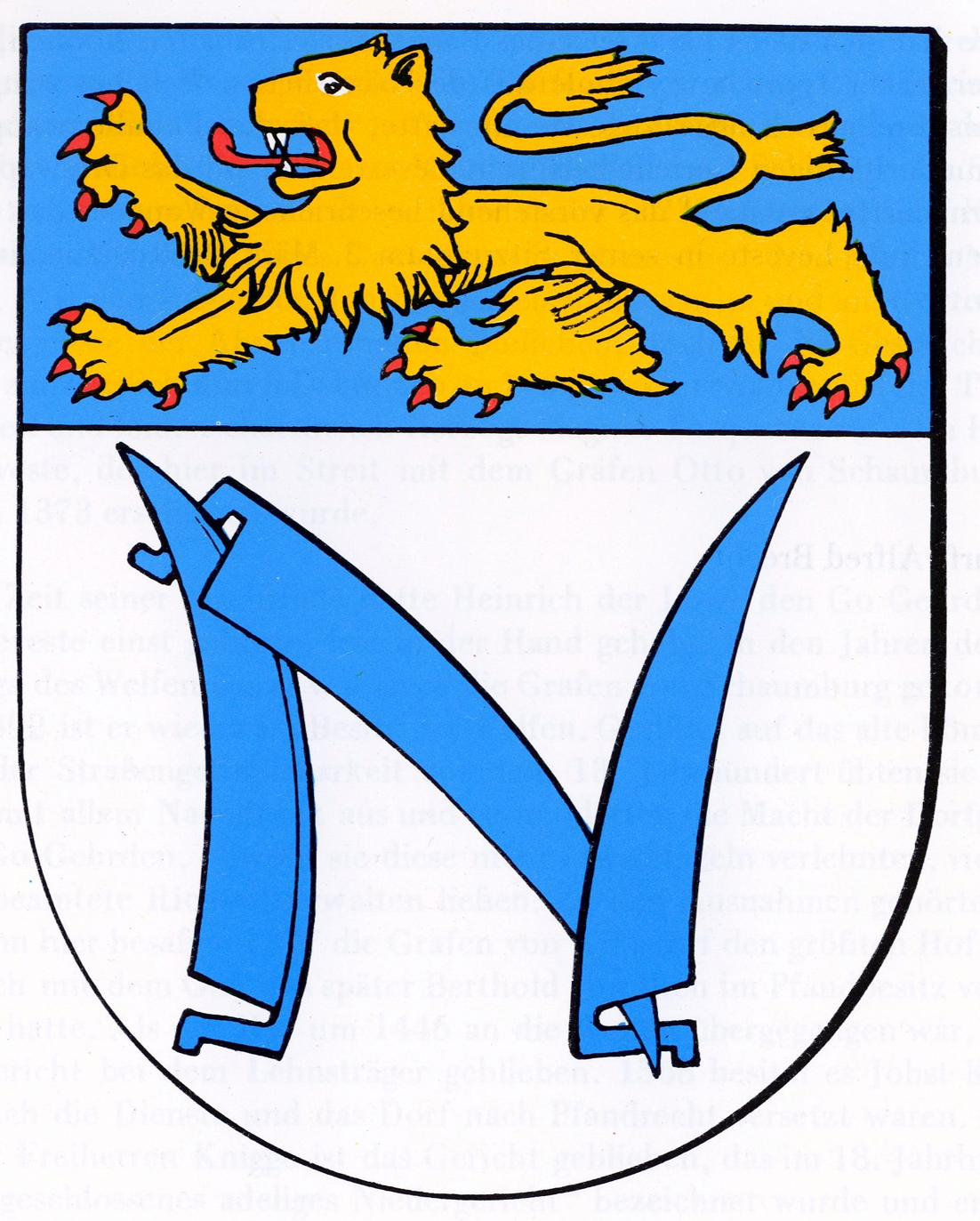
Stadt Gehrden Ortsteil Northen (Details)
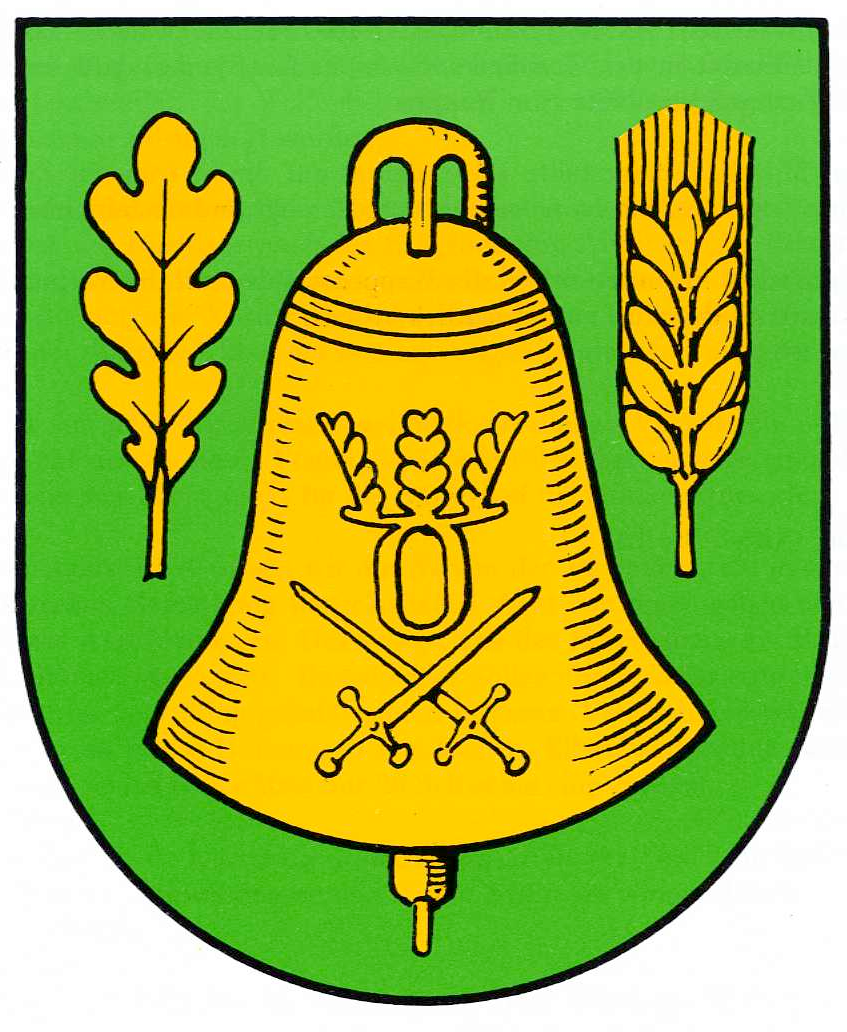
Gemeinde Uetze Ortsteil Obershagen (Details)
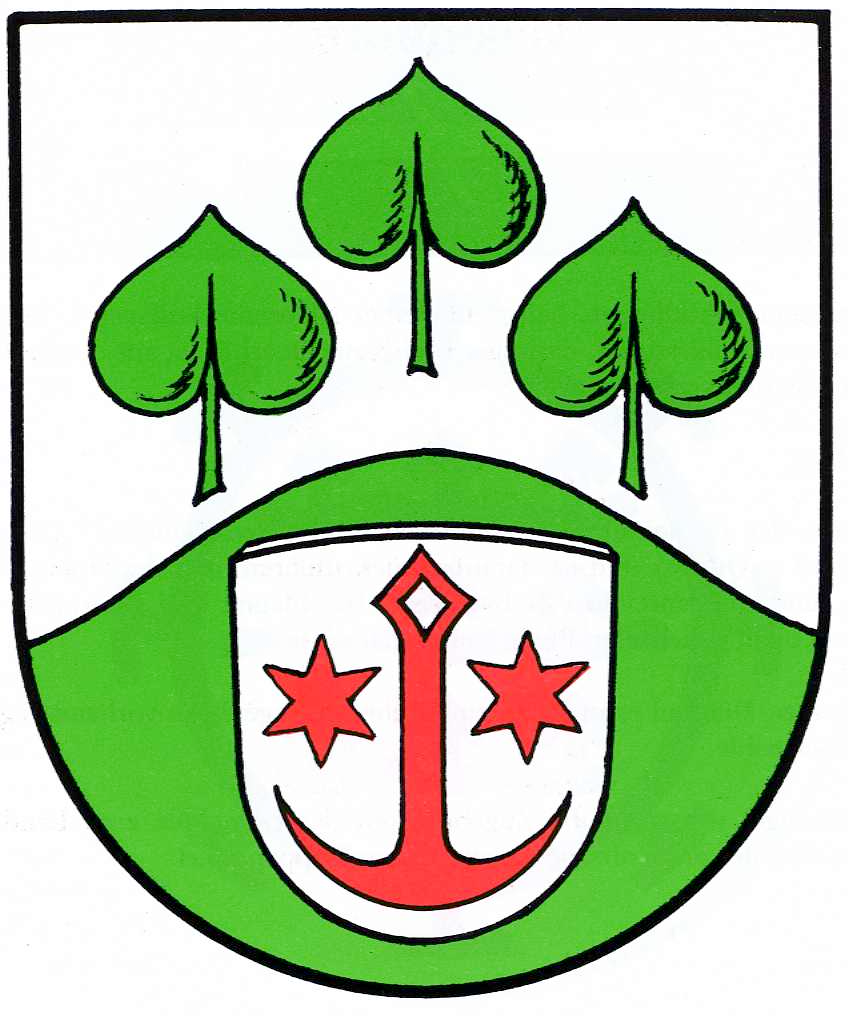
Gemeinde Wedemark Ortsteil Oegenbostel (Details)
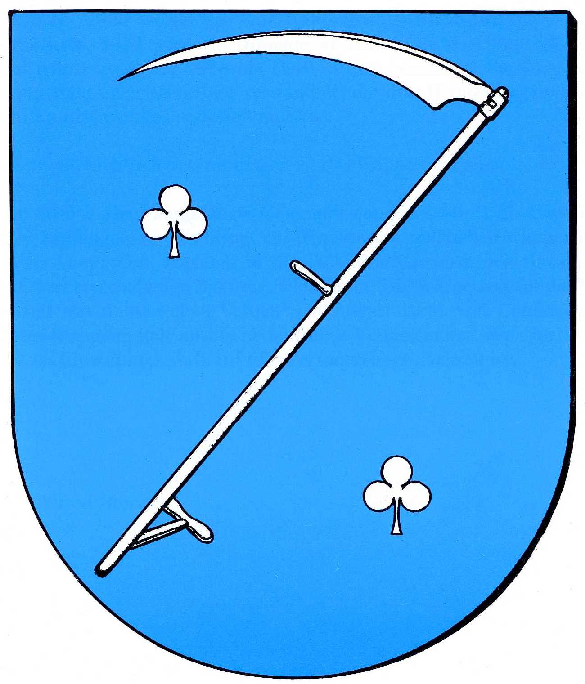
Stadt Pattensen Ortsteil Oerie (Details)
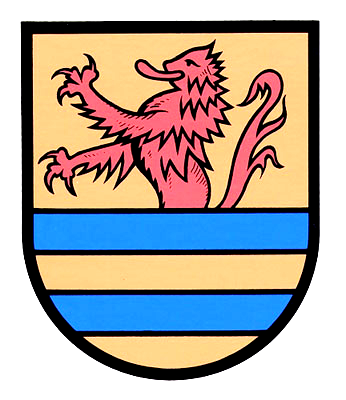
Stadt Laatzen Ortsteil Oesselse (Details)
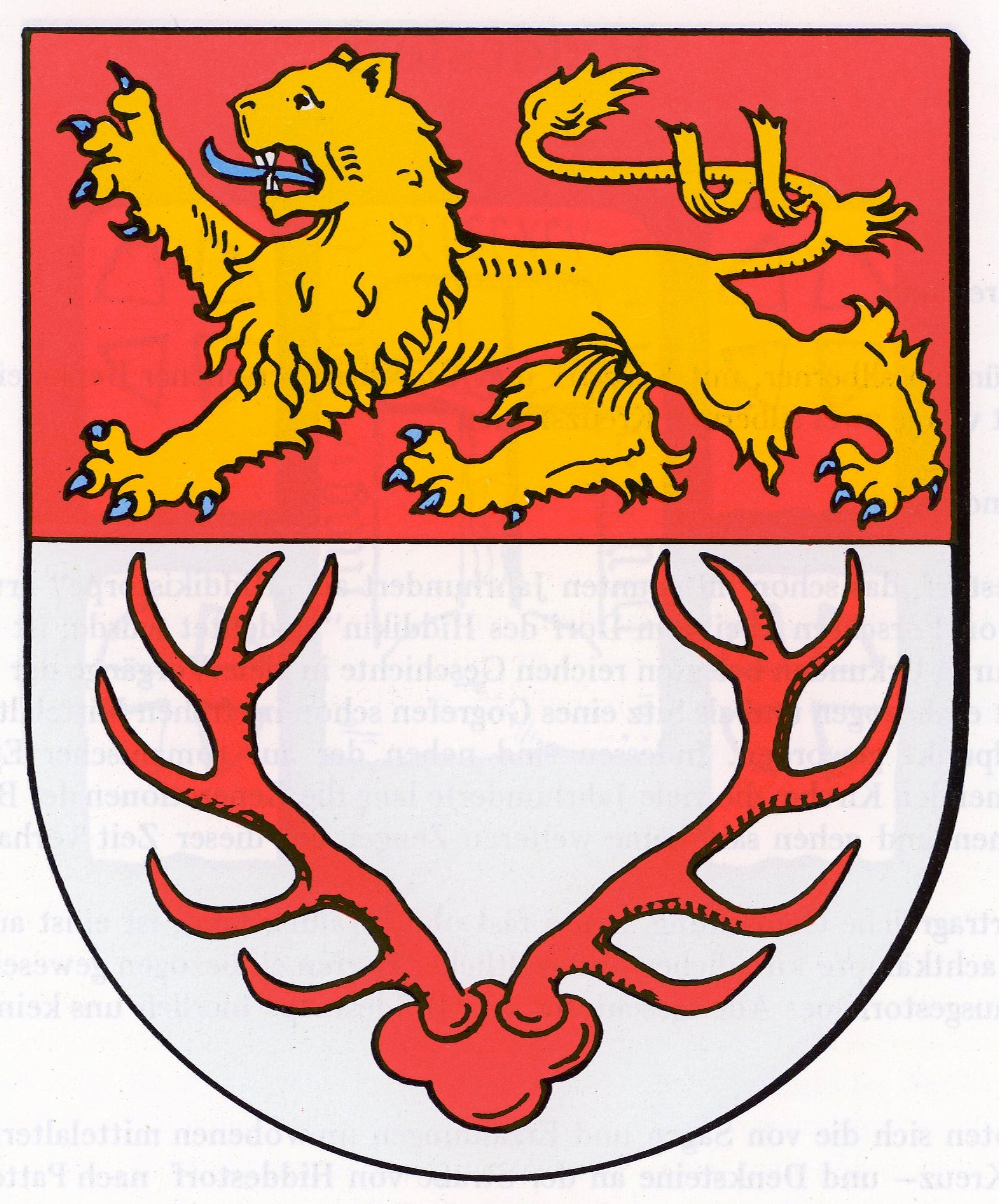
Stadt Hemmingen Ortsteil Ohlendorf (Details)
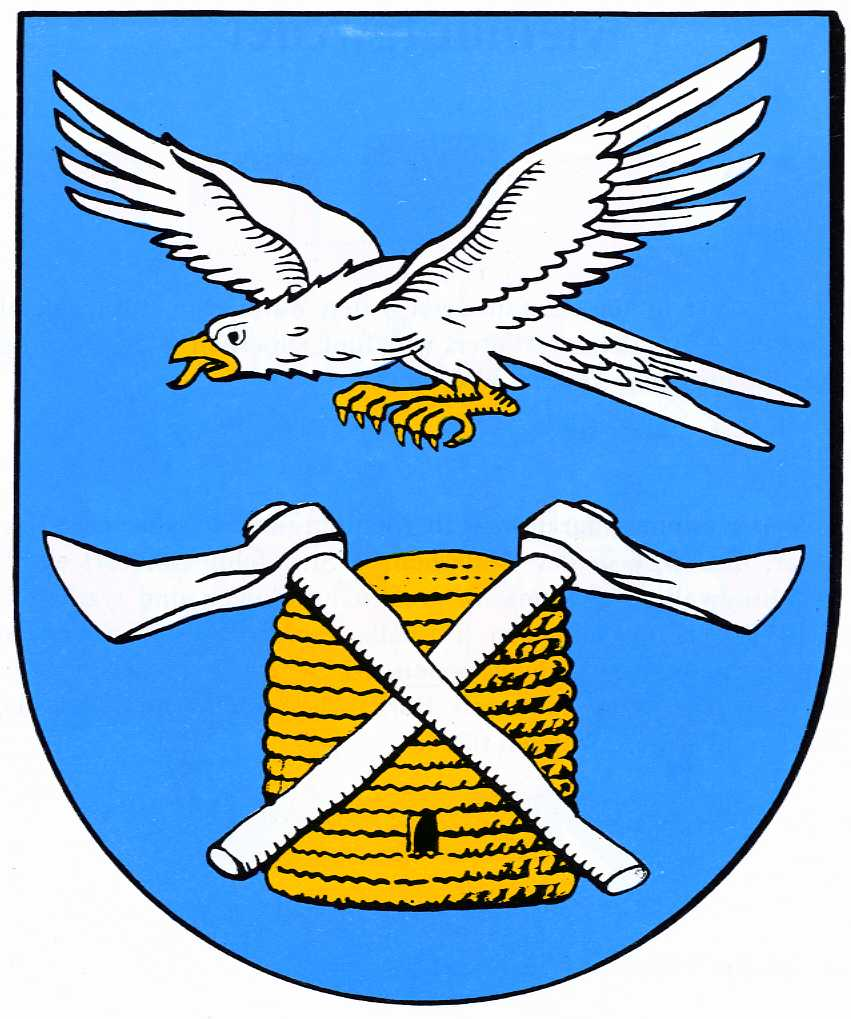
Stadt Burgwedel Ortsteil Oldhorst (Details)
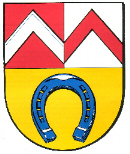
Stadt Barsinghausen Ortsteil Ostermunzel (Details)
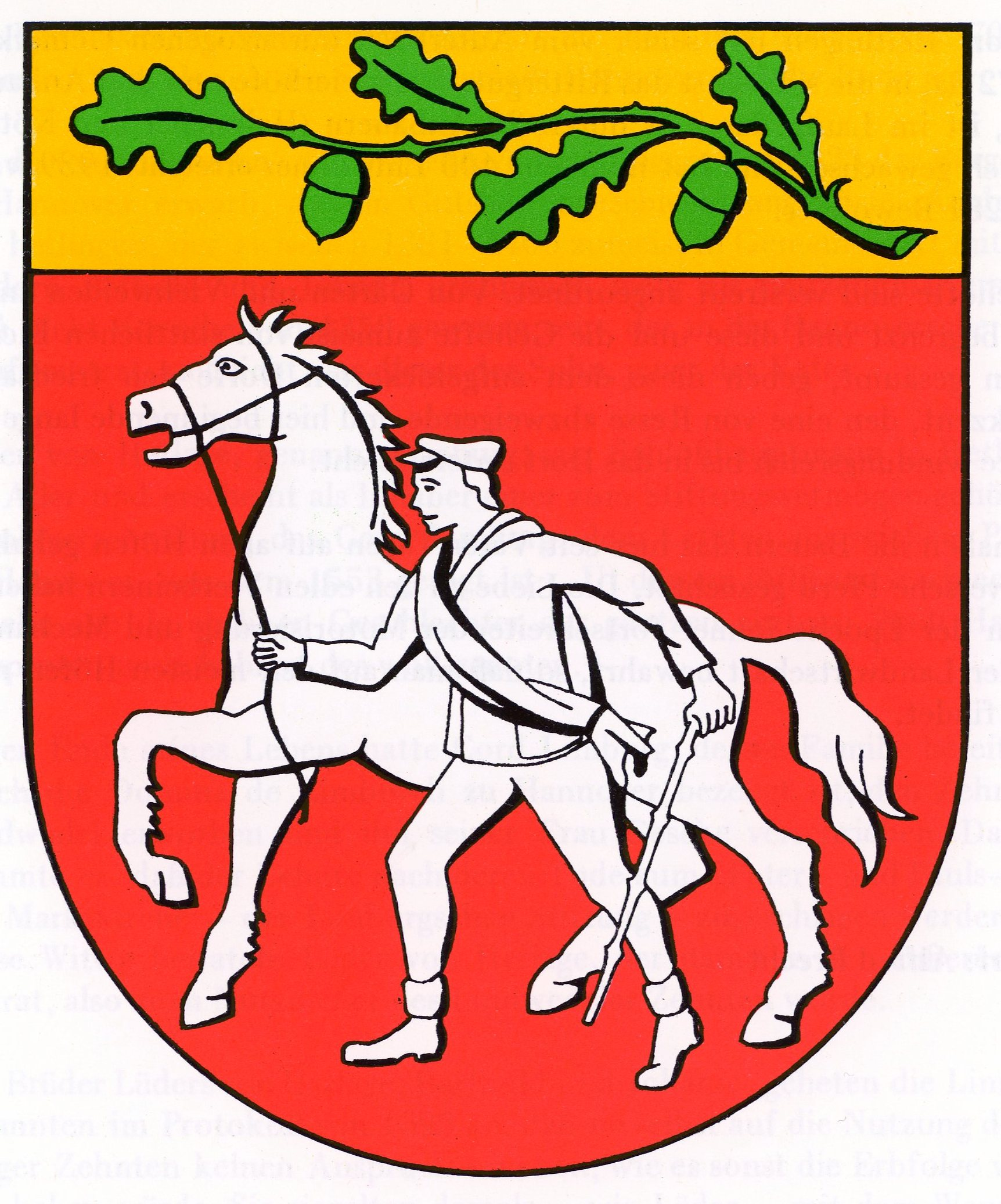
Stadt Garbsen Ortsteil Osterwald (Details)
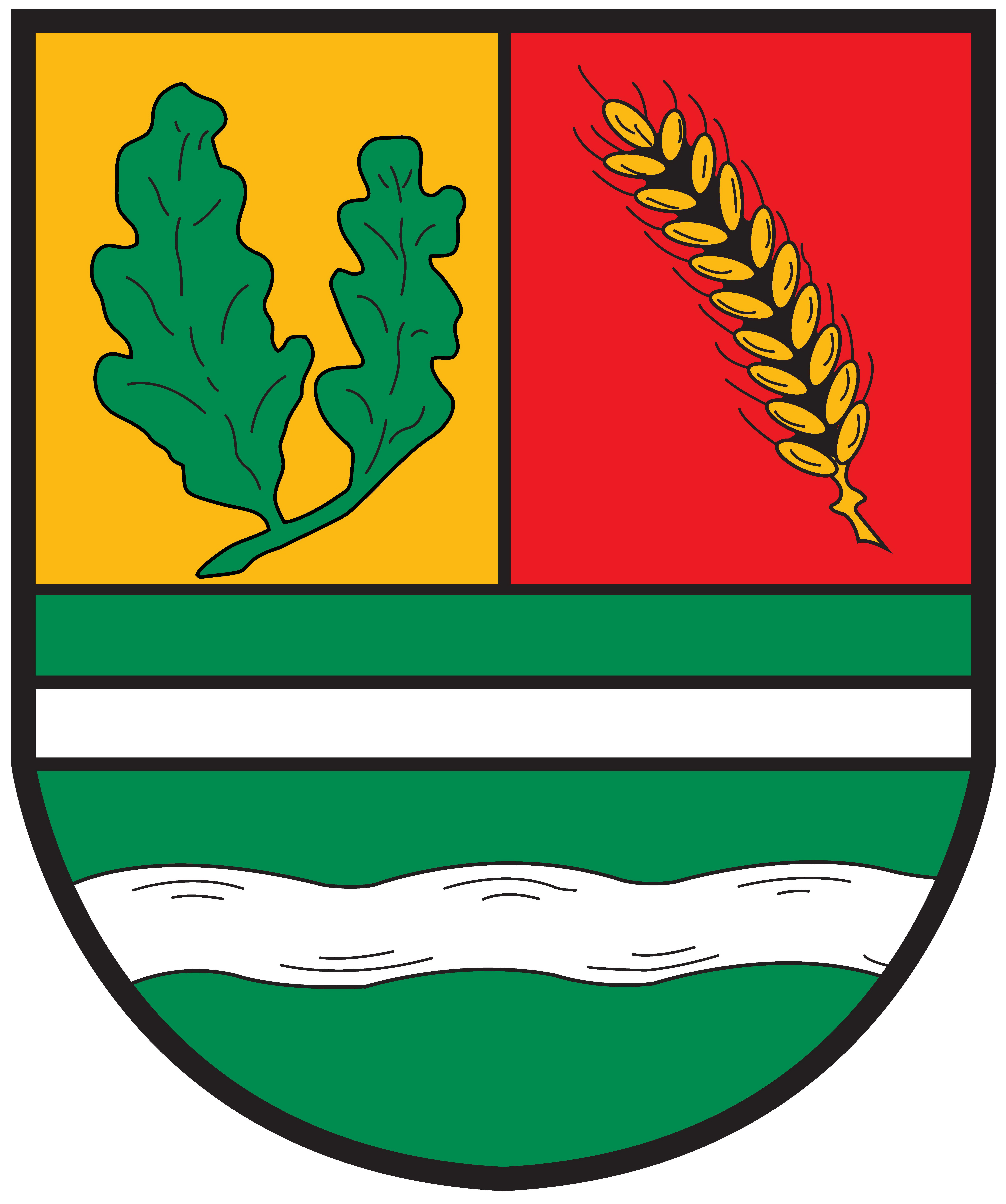
Stadt Neustadt am Rübenberge Ortsteil Otternhagen (Details)
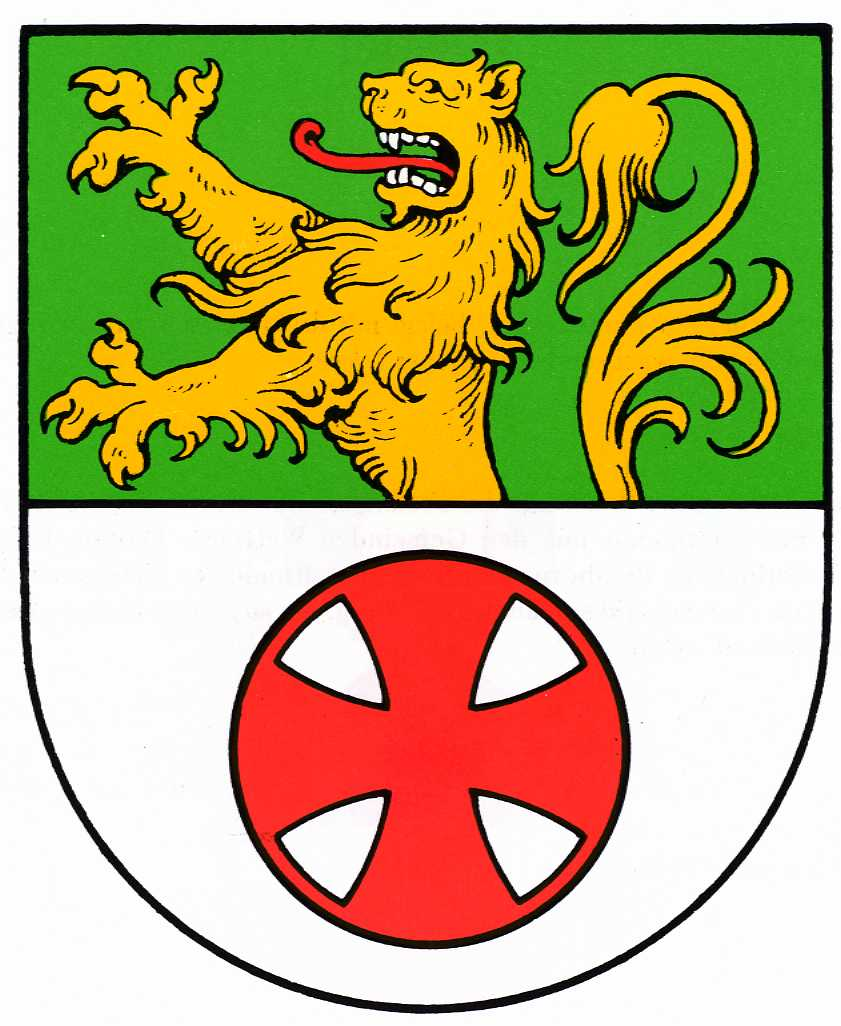
Stadt Burgdorf Ortsteil Otze (Details)
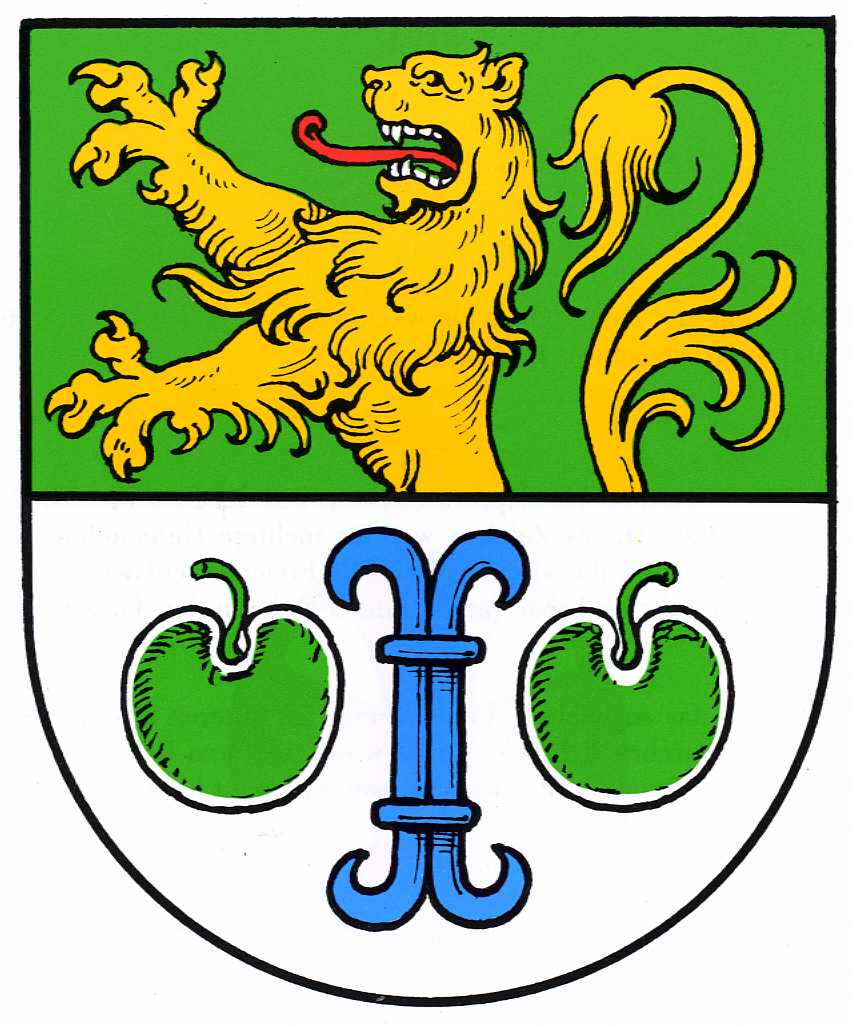
Stadt Burgdorf Ortsteil Ramlingen-Ehlershausen (Details)
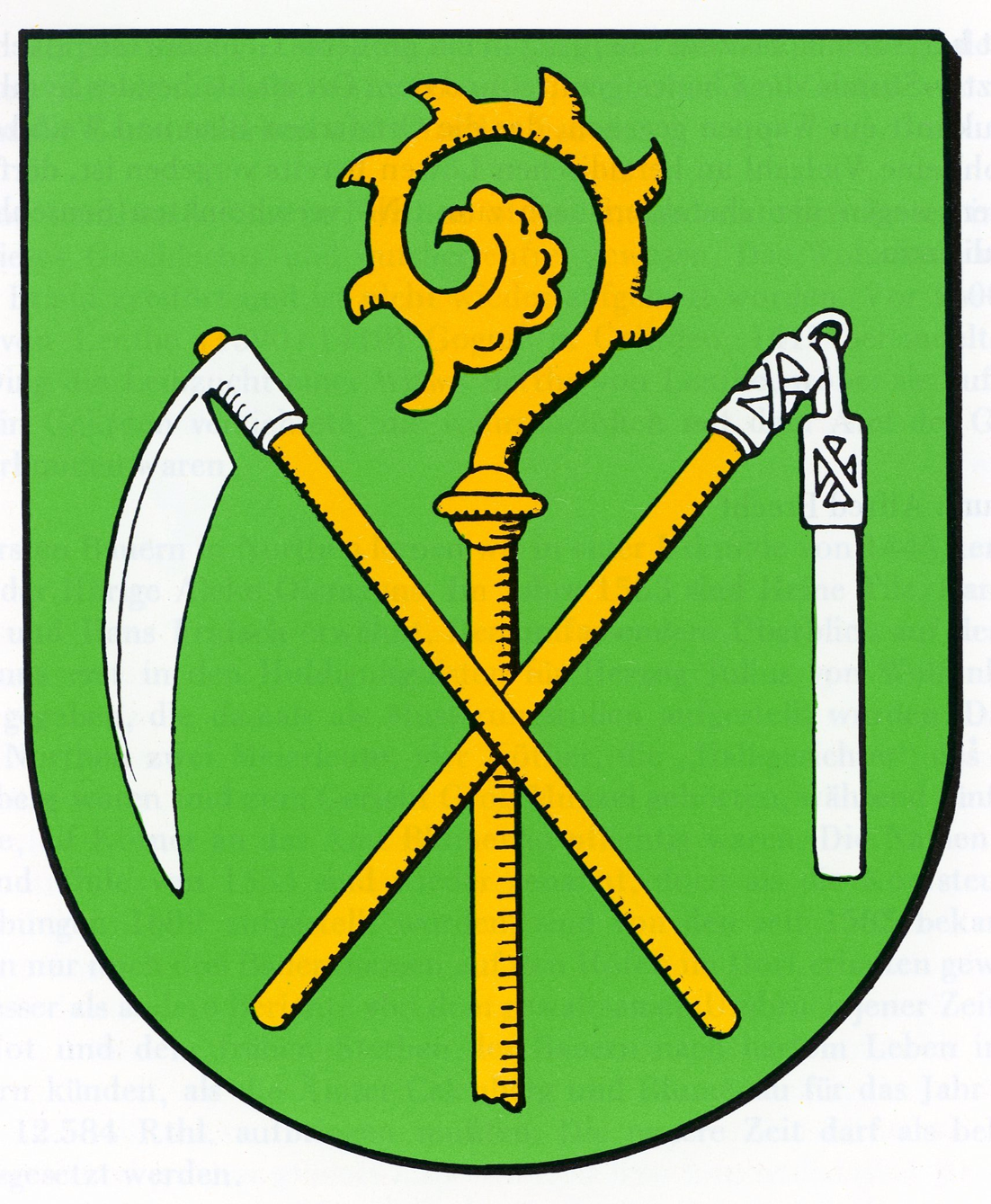
Stadt Gehrden Ortsteil Redderse (Details)
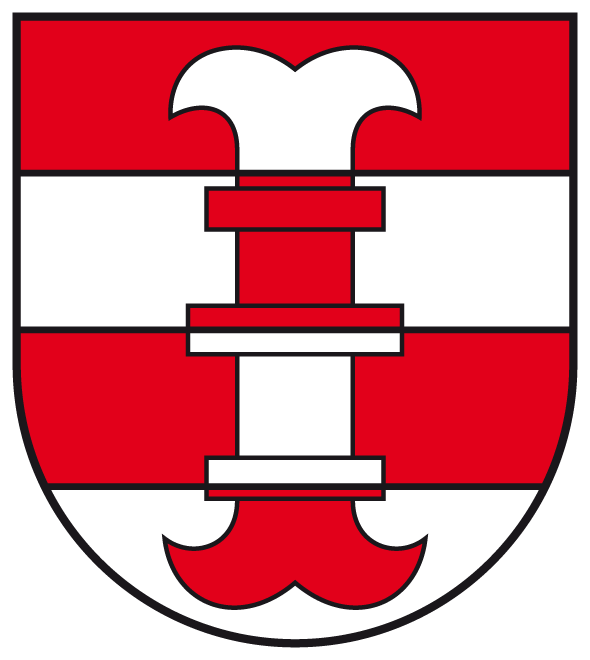
Stadt Pattensen Ortsteil Reden (Details)
Gemeinde Wedemark Ortsteil Resse (Details)
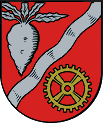
Stadt Laatzen Ortsteil Rethen (Details)
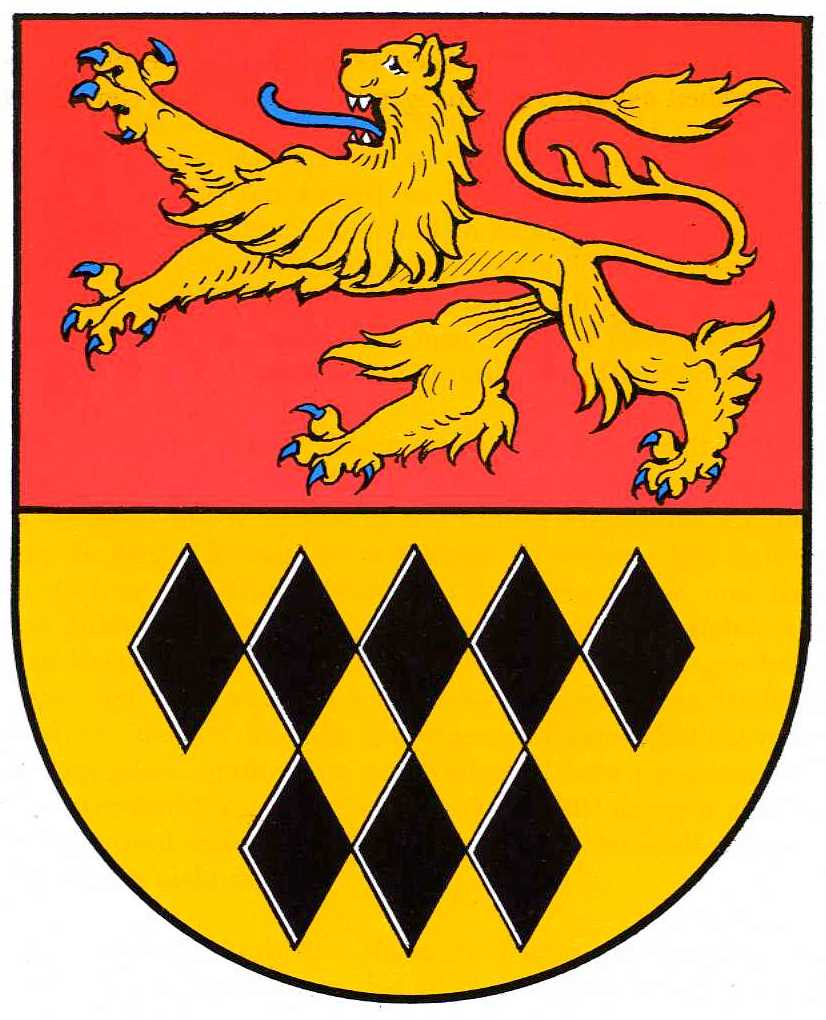
Stadt Sehnde Ortsteil Rethmar (Details)
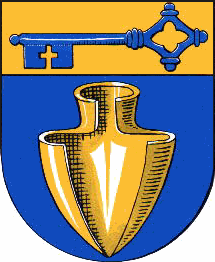
Stadt Lehrte Ortsteil Röddensen (Details)
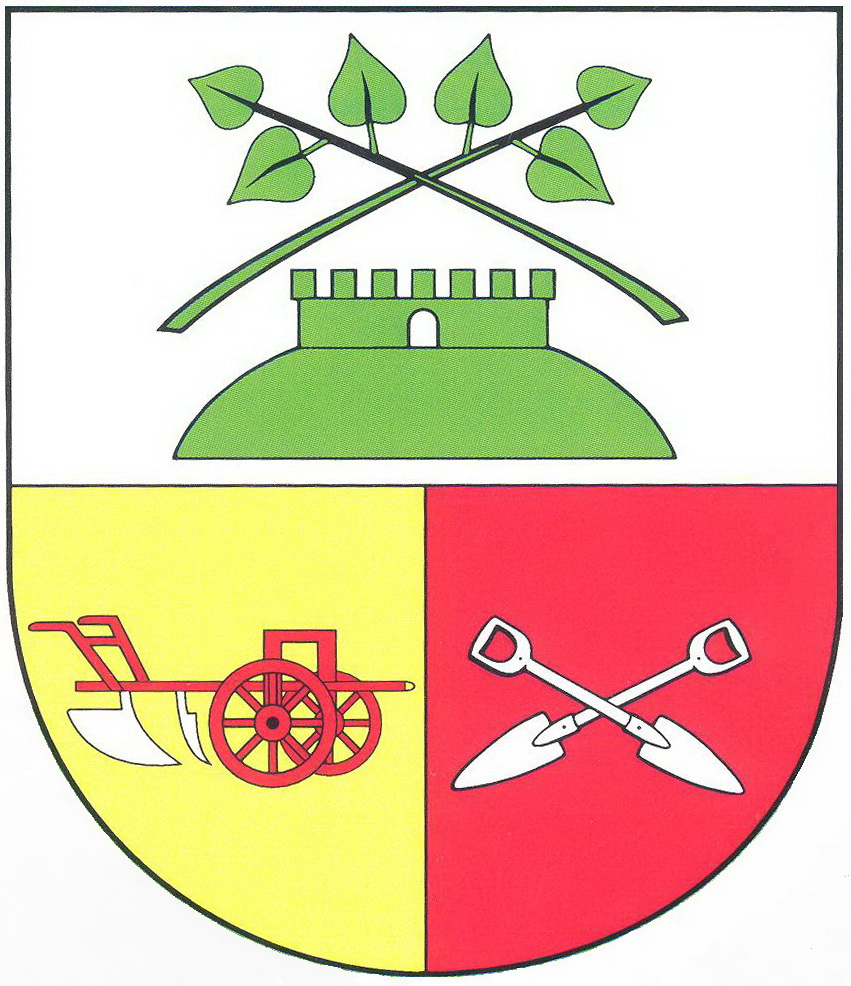
Stadt Neustadt am Rübenberge Stadtteil Scharrel (Details)
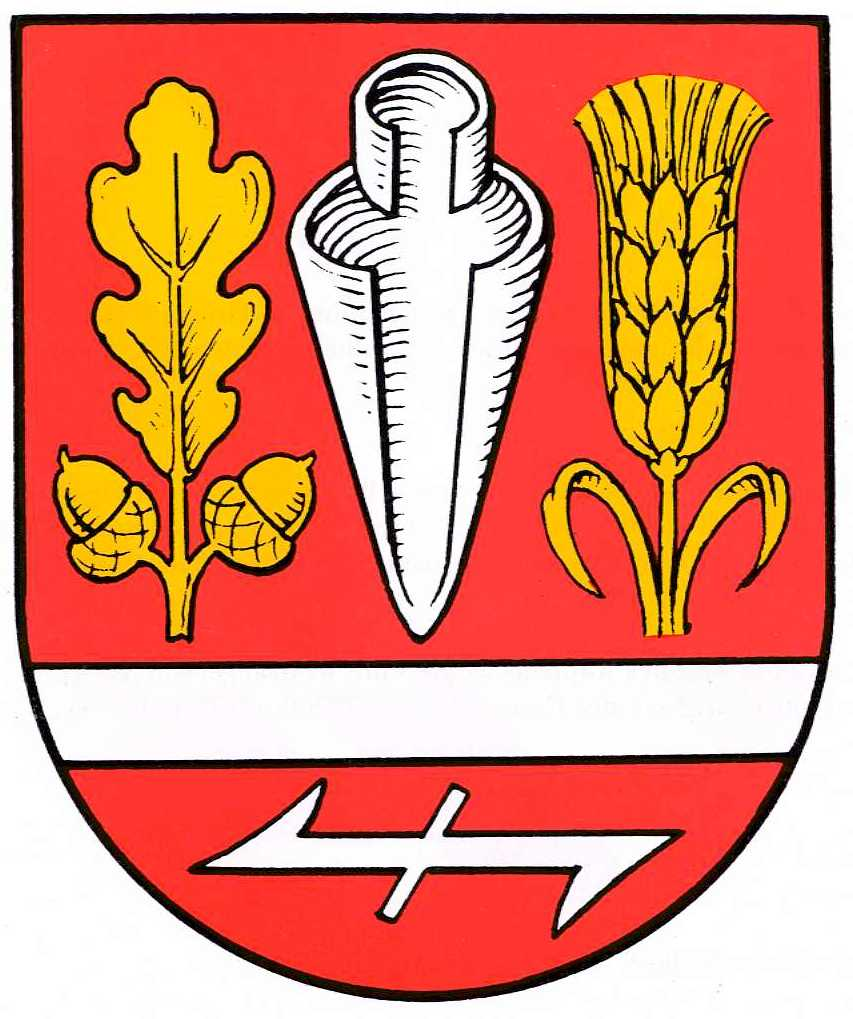
Gemeinde Wedemark Ortsteil Scherenbostel (Details)
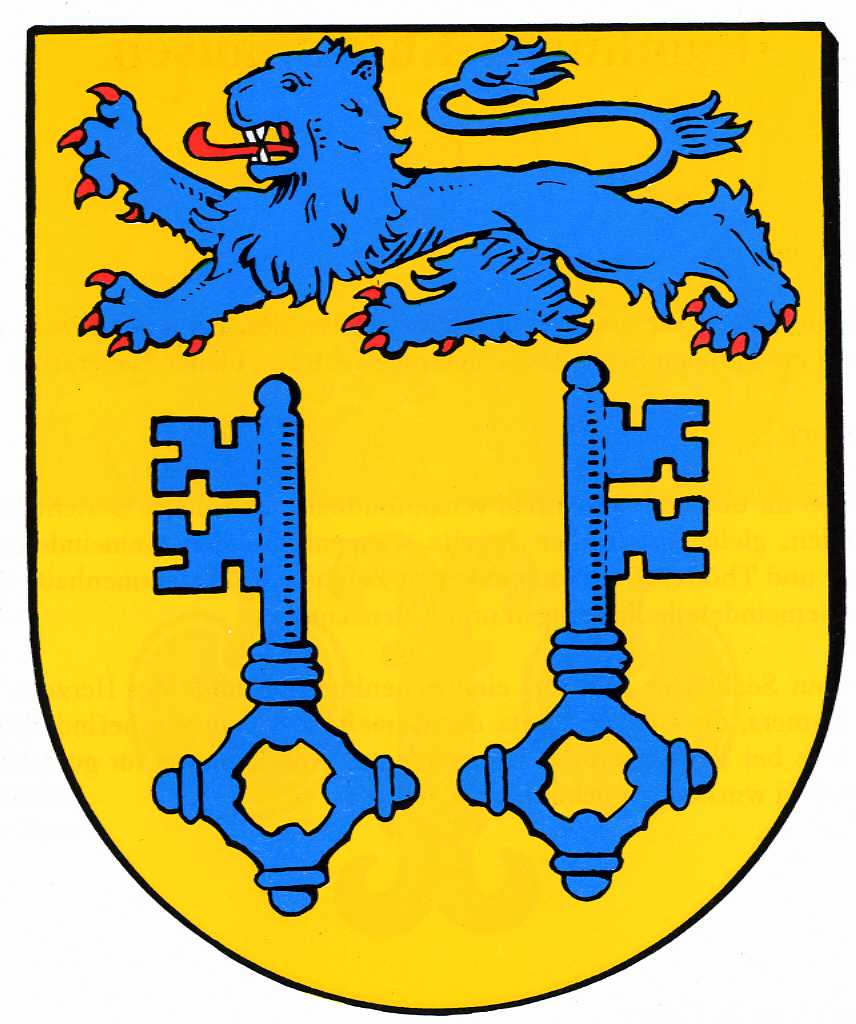
Stadt Burgdorf Ortsteil Schillerslage (Details)
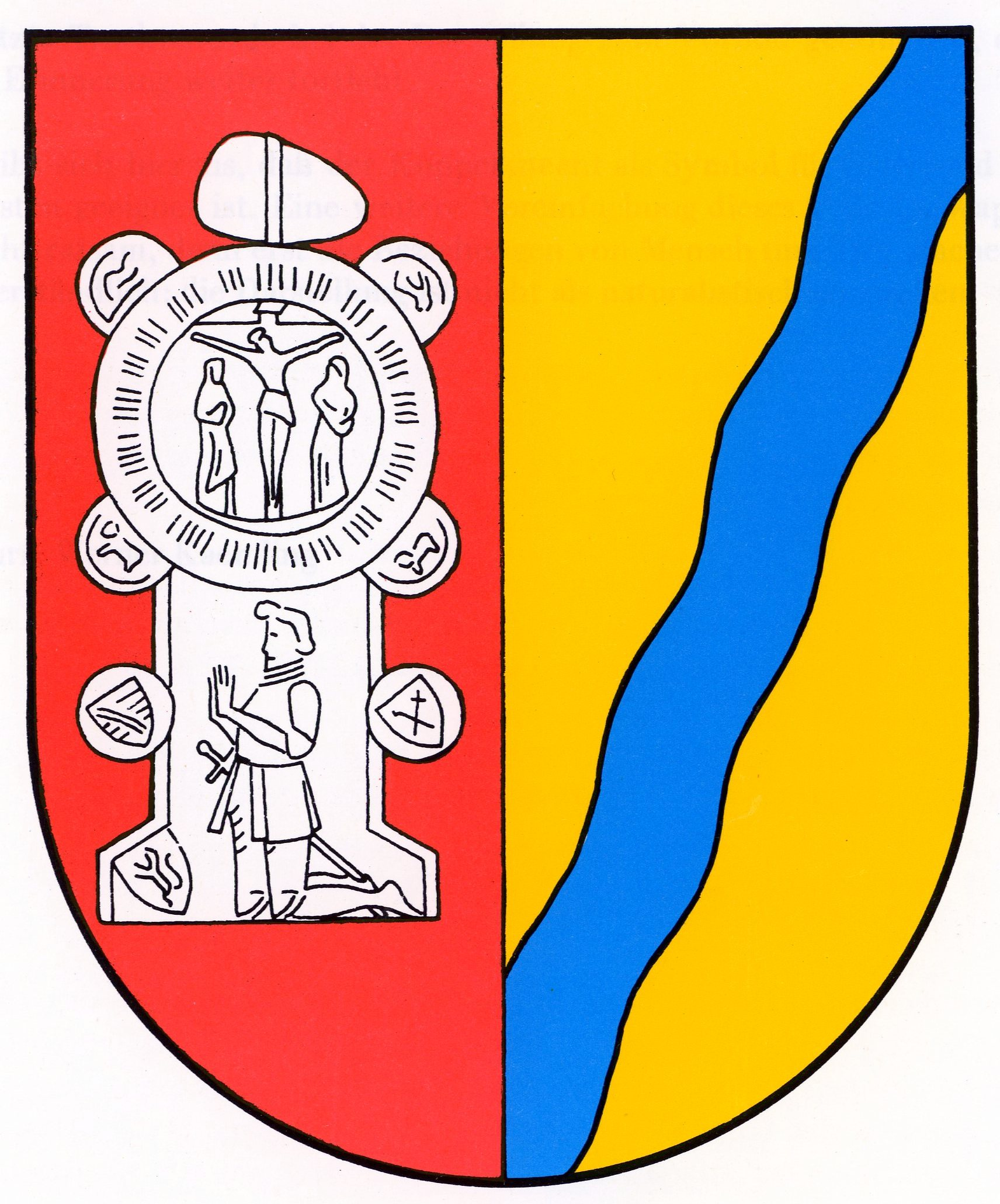
Stadt Garbsen Ortsteil Schloß Ricklingen (Details)
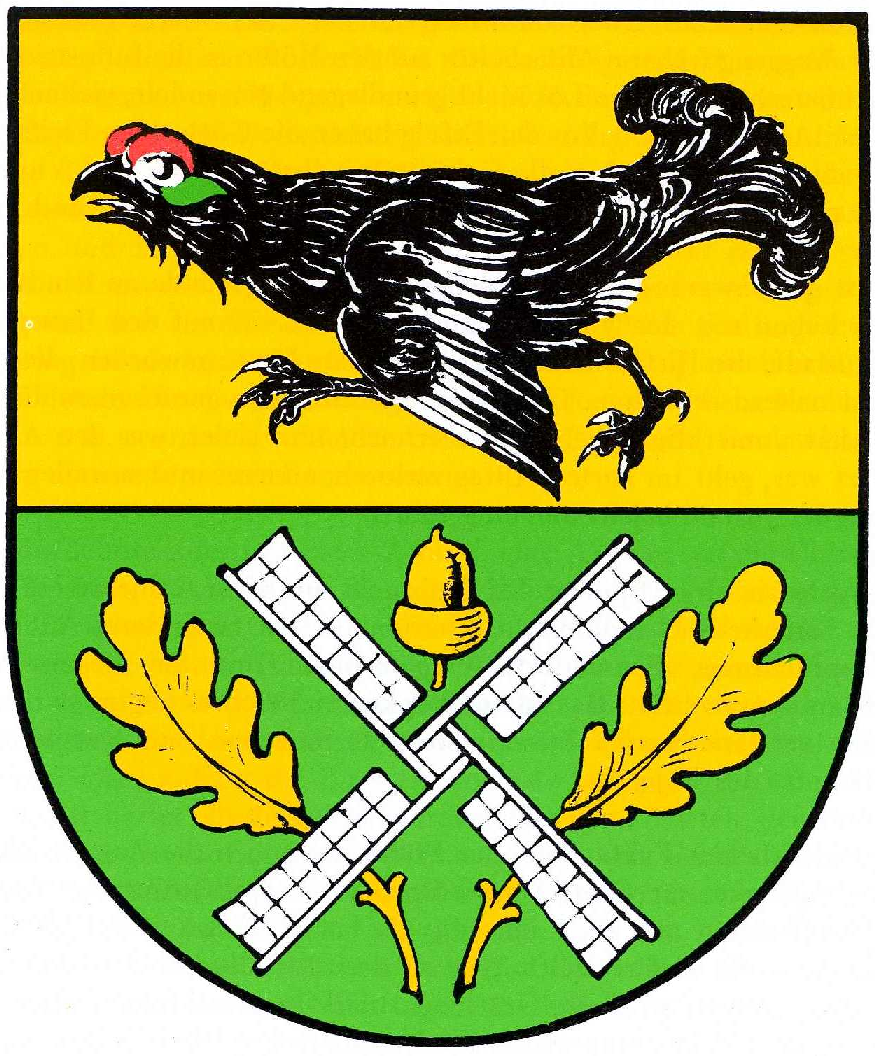
Stadt Neustadt am Rübenberge Ortsteil Schneeren (Details)
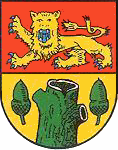
Stadt Langenhagen Ortsteil Schulenburg (Details)
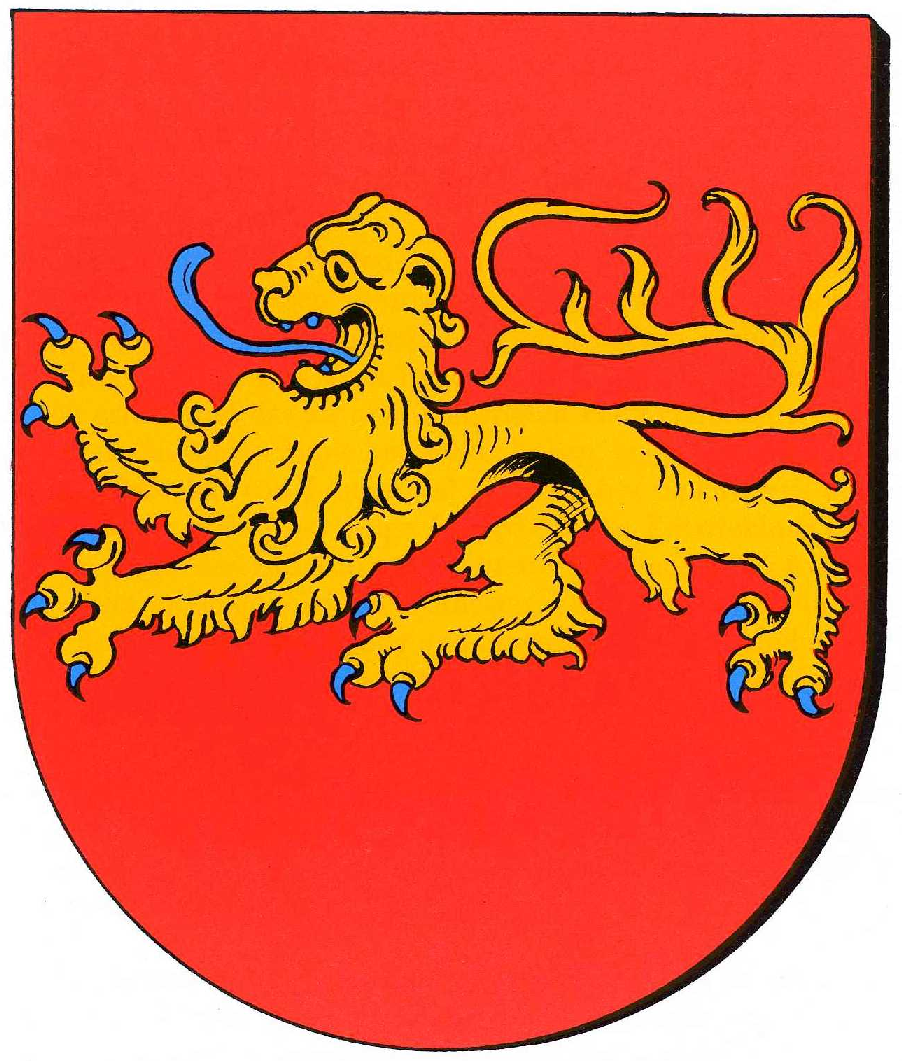
Stadt Pattensen Ortsteil Schulenburg
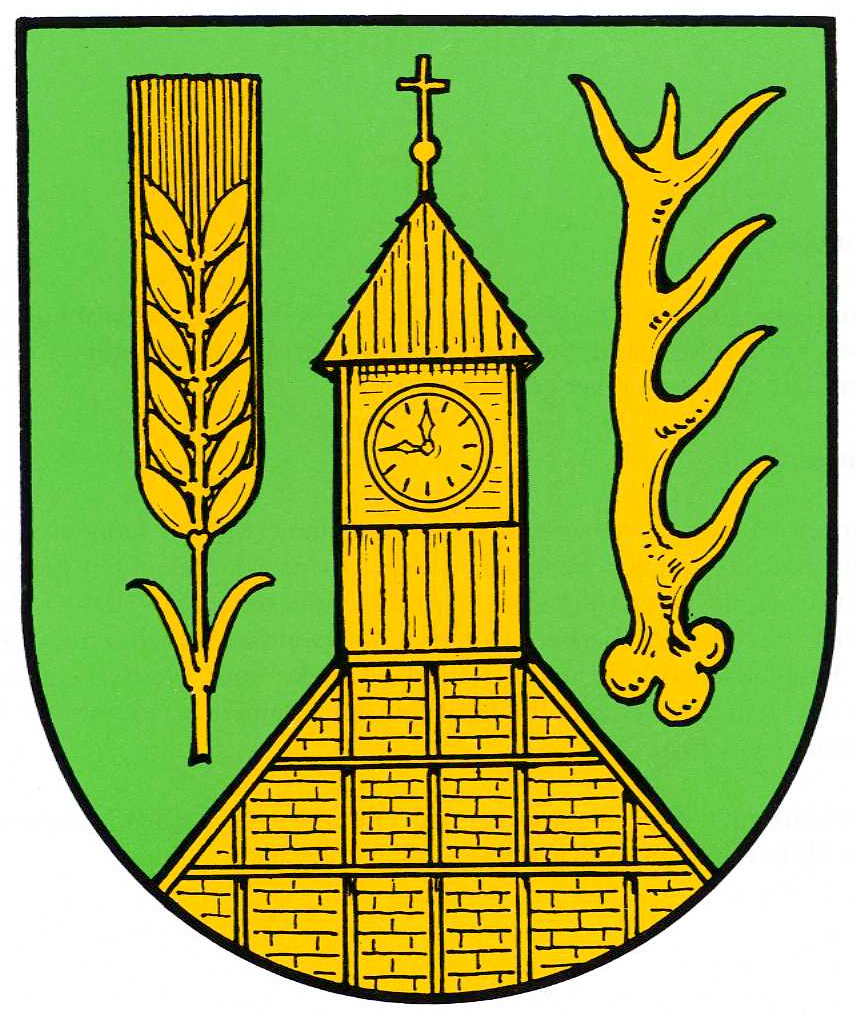
Gemeinde Uetze Ortsteil Schwüblingsen (Details)
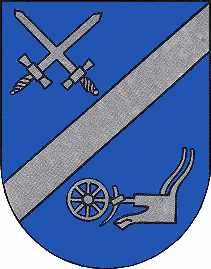
Stadt Lehrte Ortsteil Sievershausen (Details)
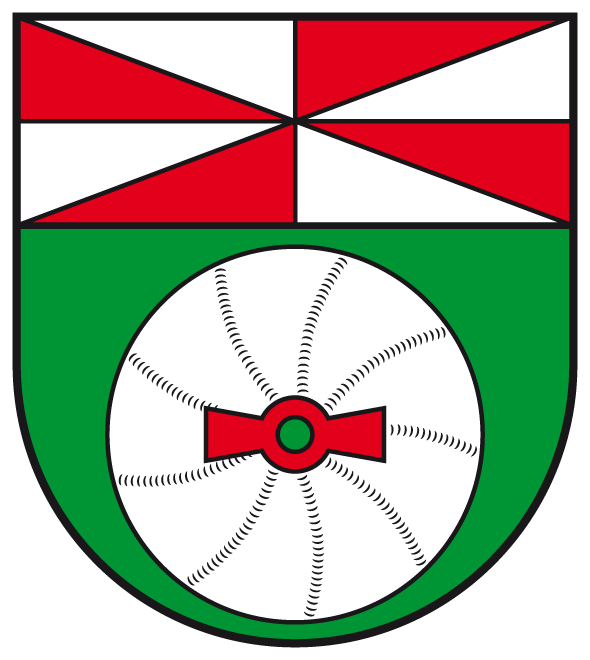
Stadt Burgdorf Ortsteil Sorgensen (Details)
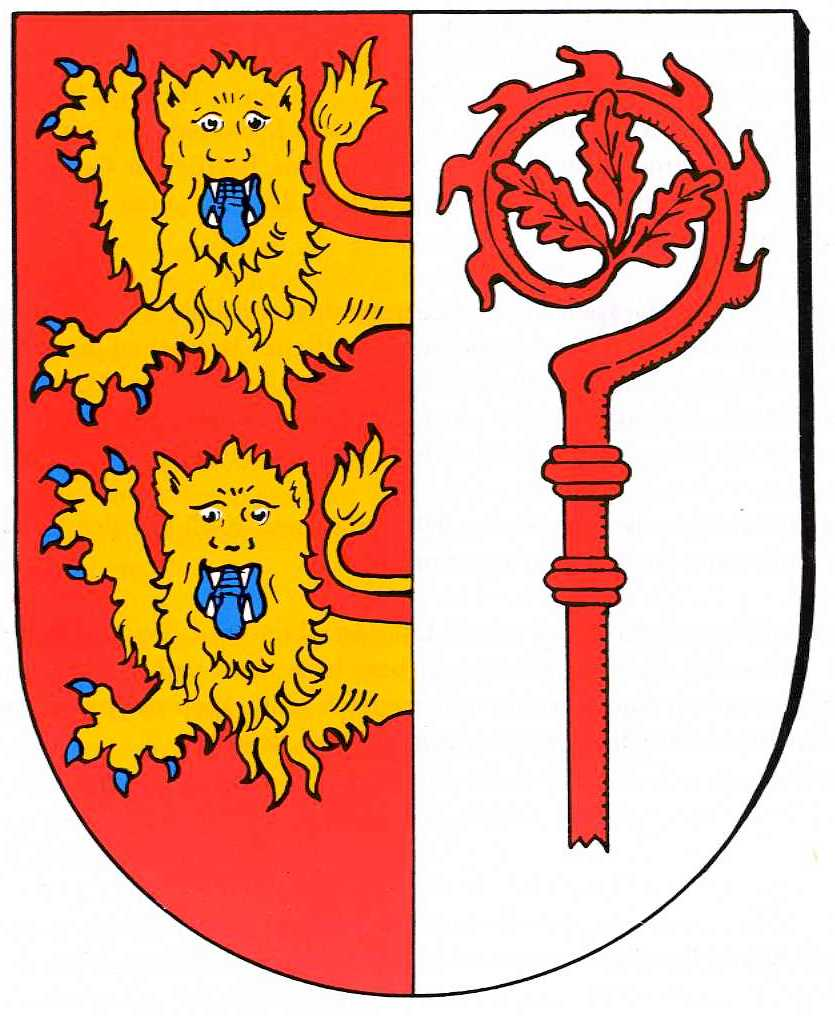
Gemeinde Wennigsen (Deister) Ortsteil Sorsum (Details)
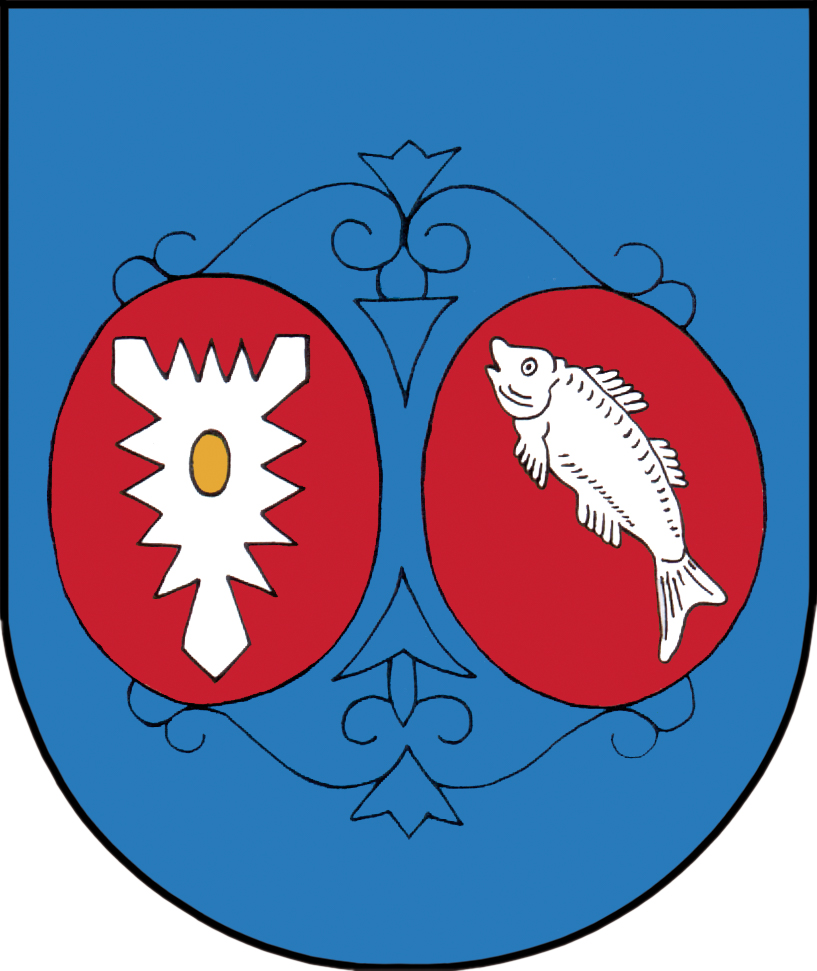
Stadt Wunstorf Ortschaft Steinhude (Details)
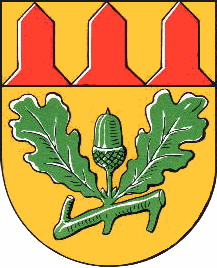
Stadt Lehrte Ortsteil Steinwedel (Details)
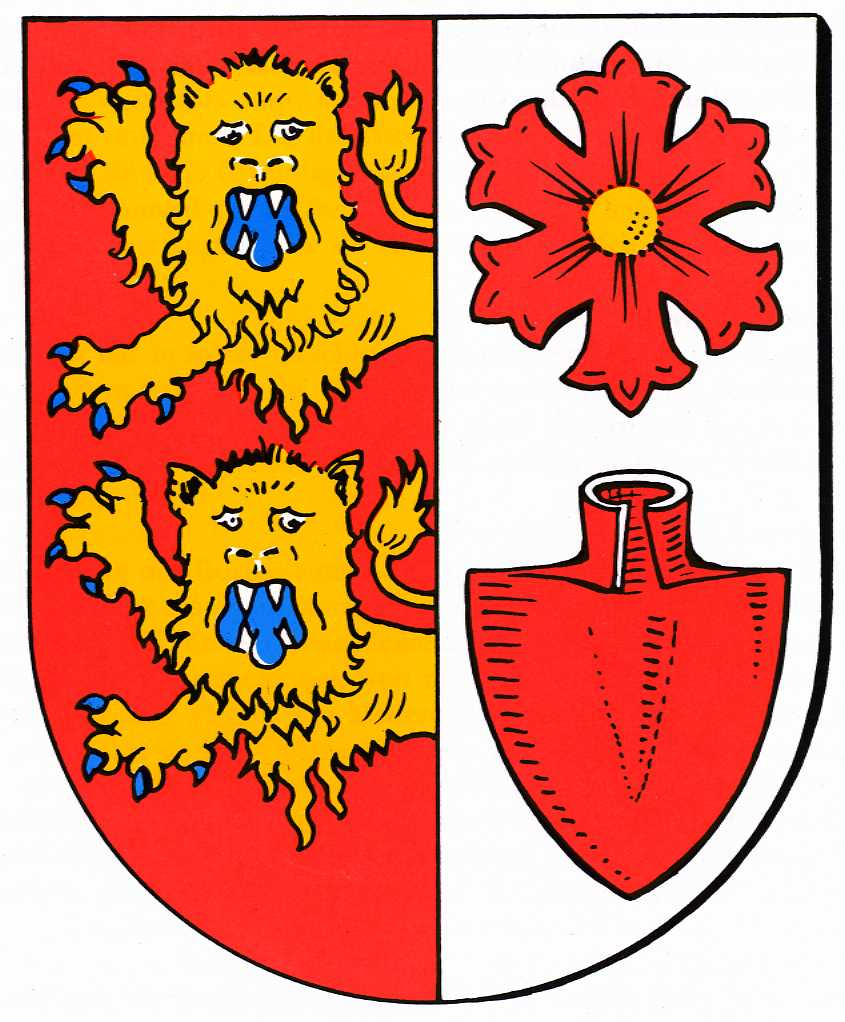
Stadt Barsinghausen Ortsteil Stemmen (Details)
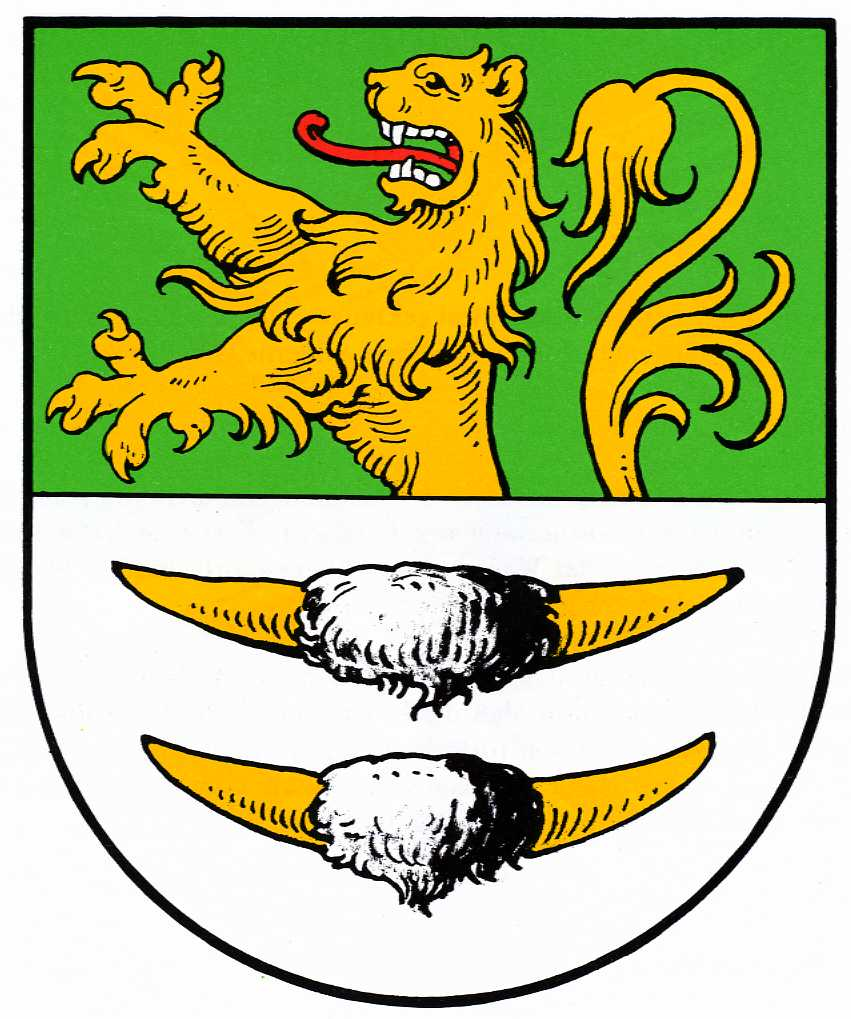
Stadt Burgwedel Ortsteil Thönse (Details)
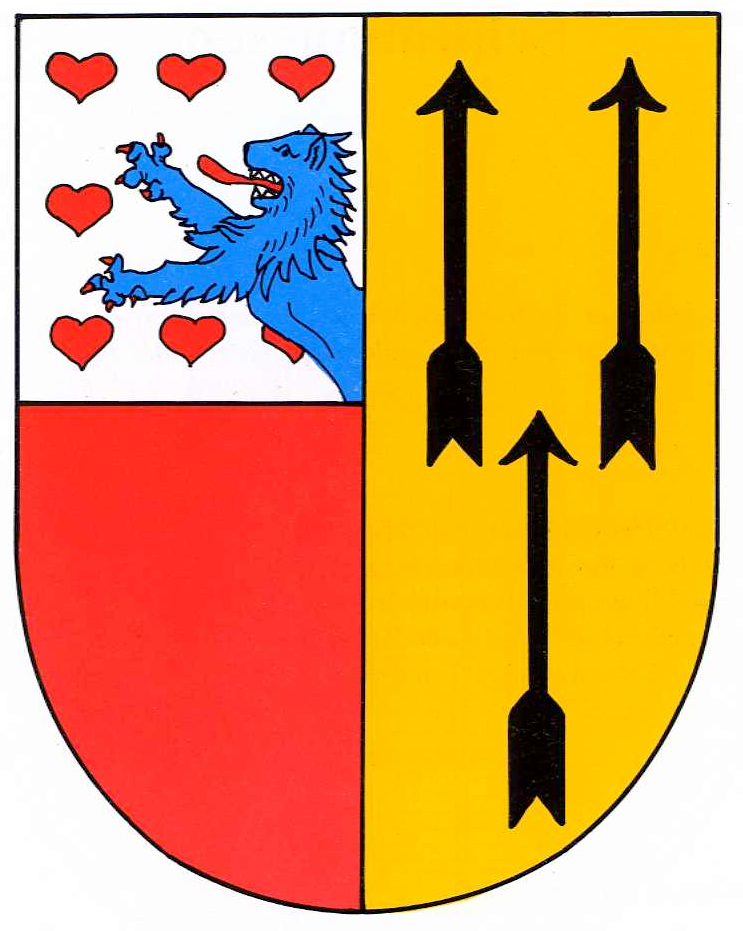
Gemeinde Uetze Ortsteil Uetze (Details)
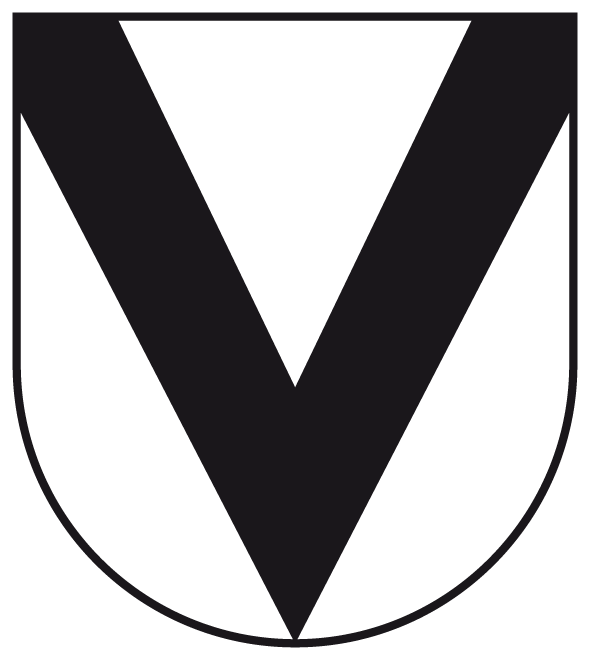
Stadt Pattensen Ortsteil Vardegötzen (Details)
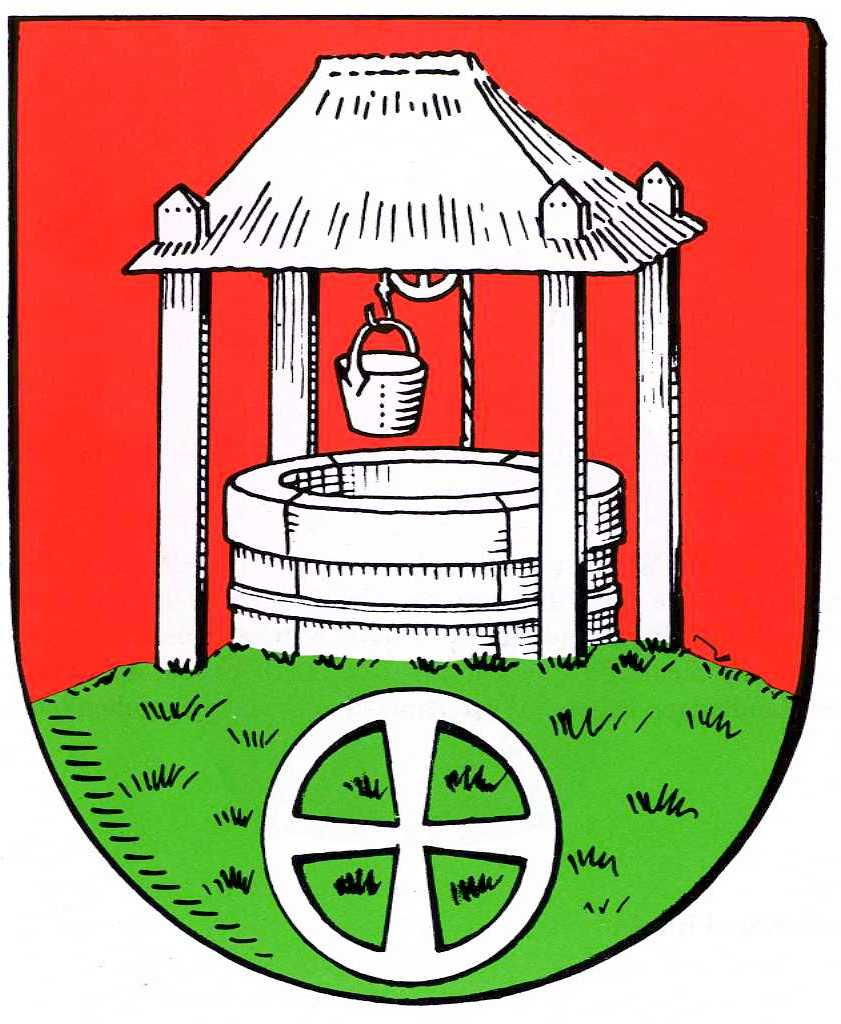
Stadt Seelze Stadtteil Velber (Details)
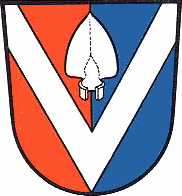
Stadt Hannover Stadtteil Vinnhorst (Details)
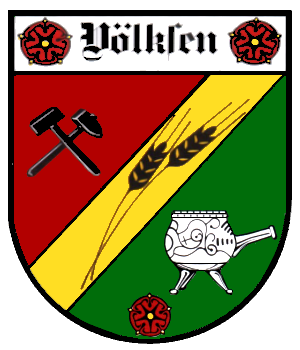
Stadt Springe Ortsteil Völksen
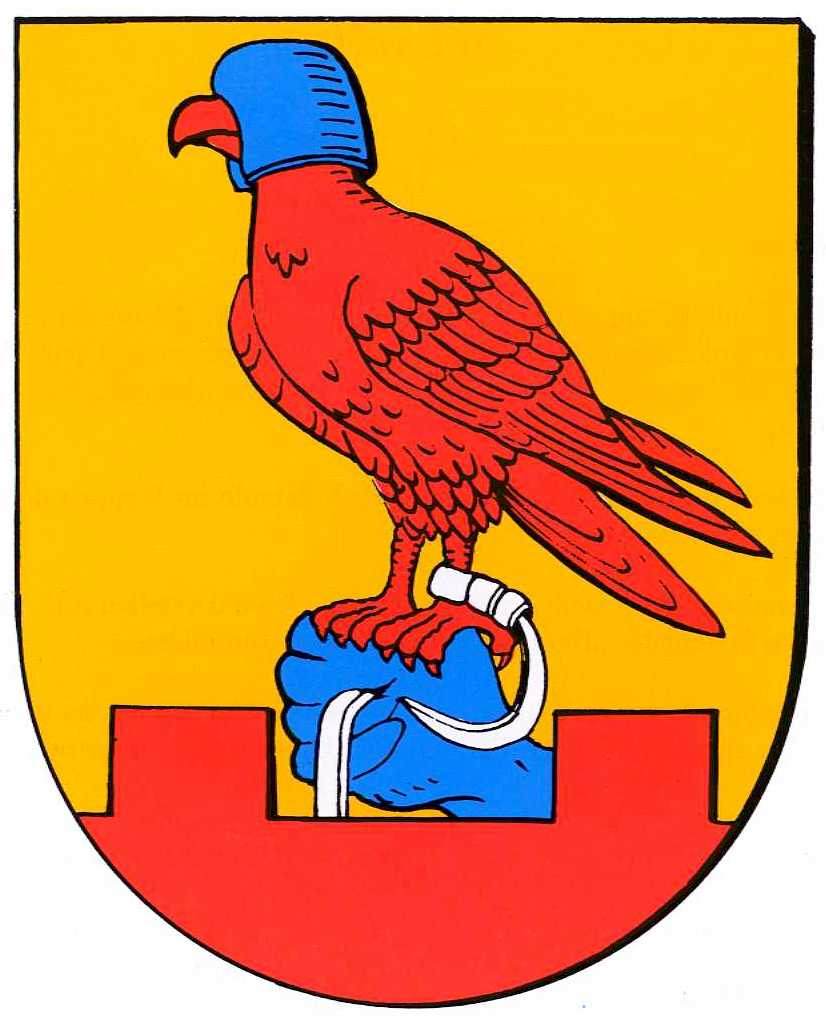
Stadt Sehnde Ortsteil Wassel
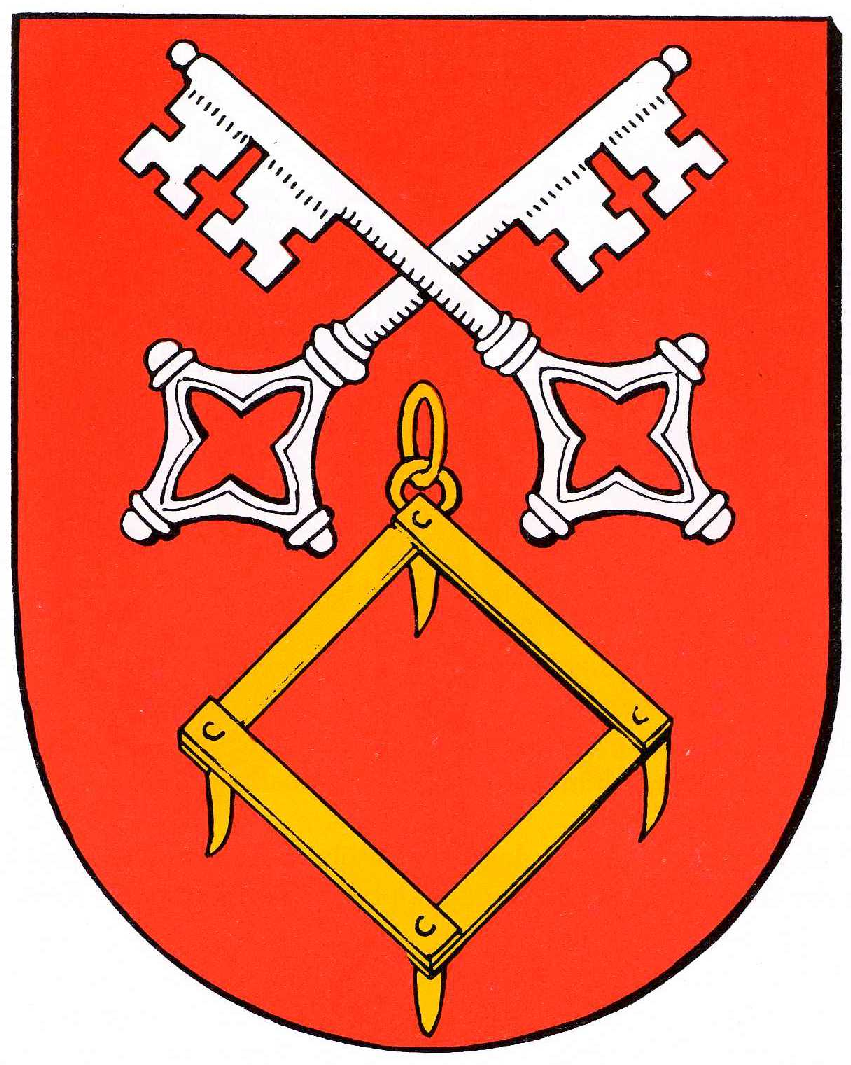
Stadt Ronnenberg Ortsteil Weetzen
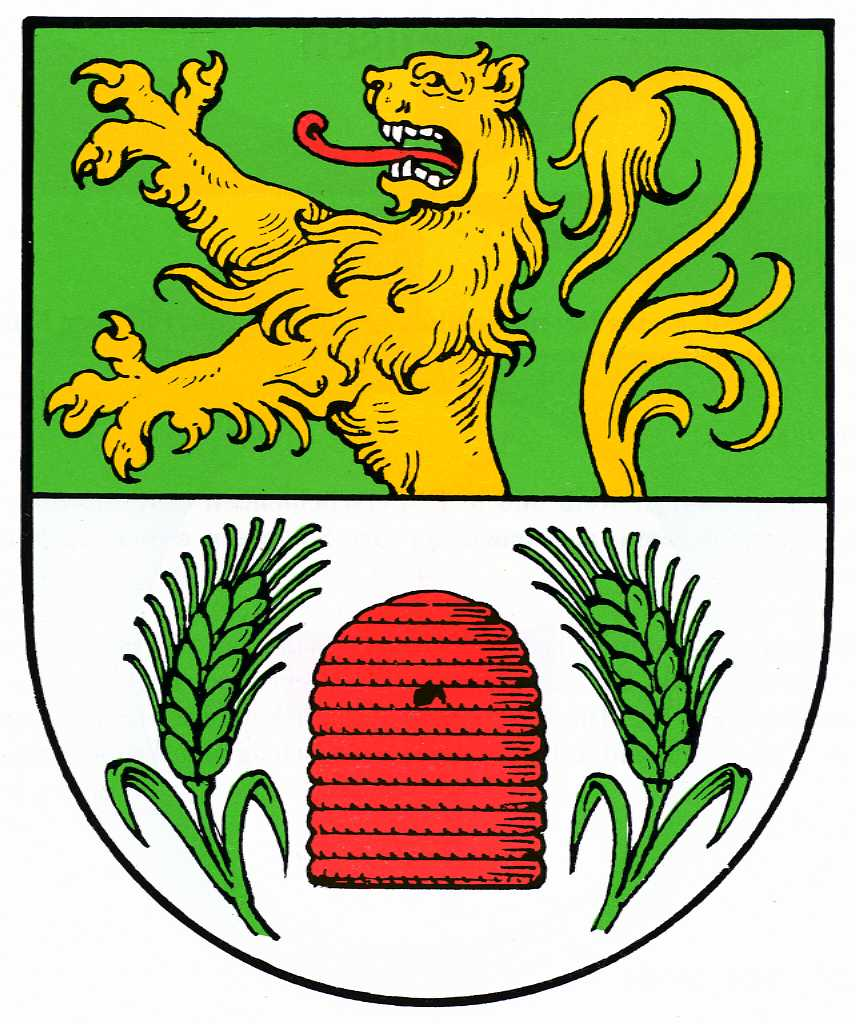
Stadt Burgdorf Ortsteil Weferlingsen (Details)
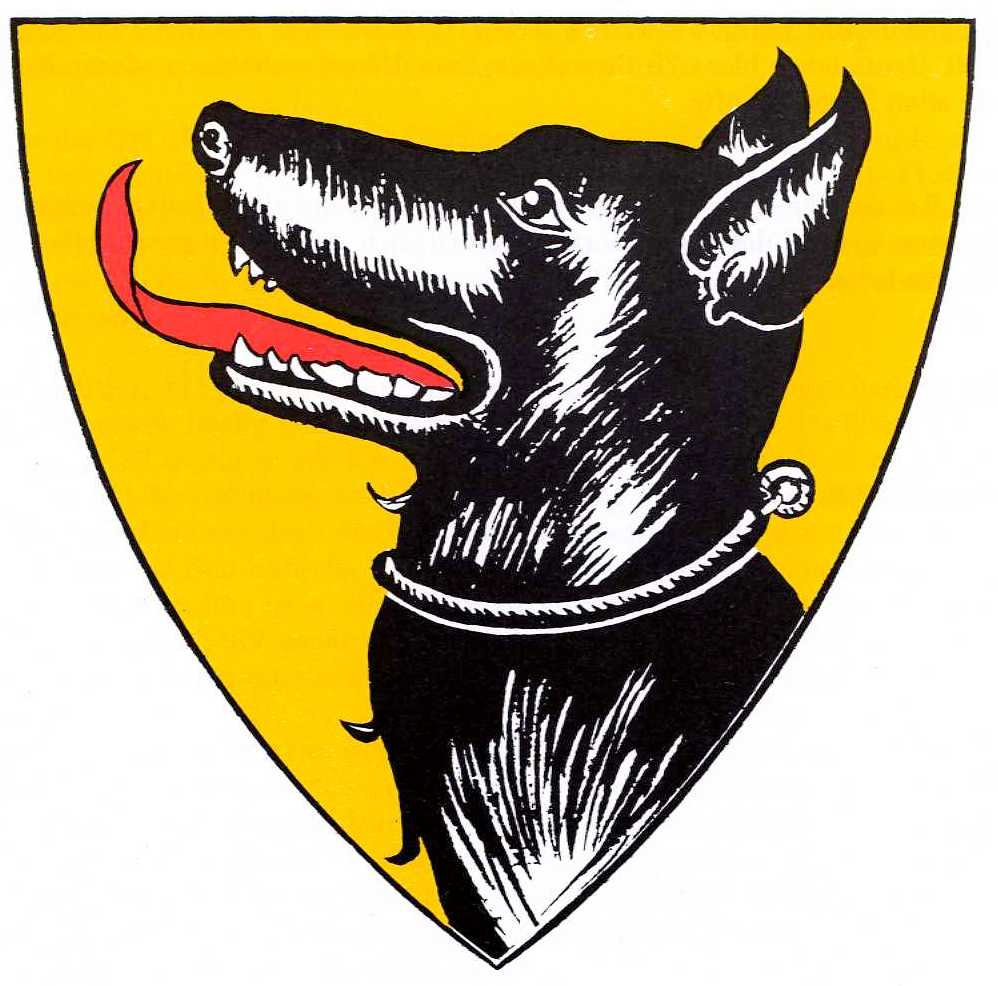
Stadt Sehnde Ortsteil Wehmingen
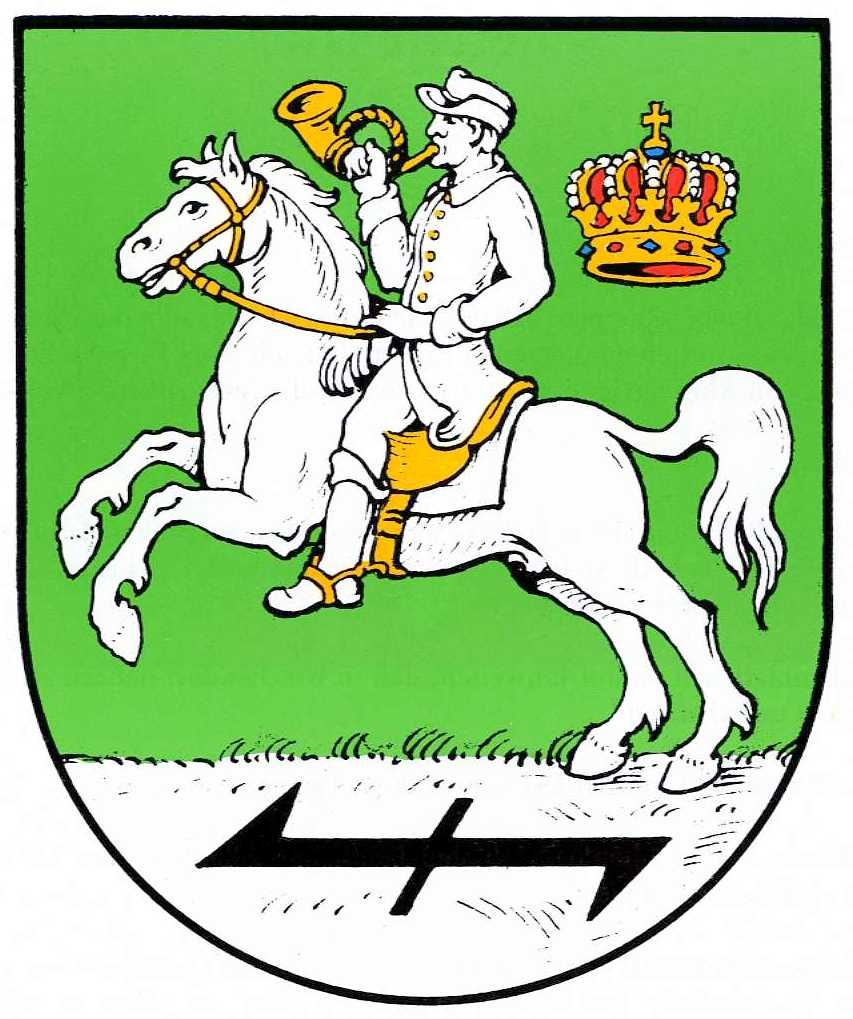
Gemeinde Wedemark Ortsteil Wennebostel (Details)
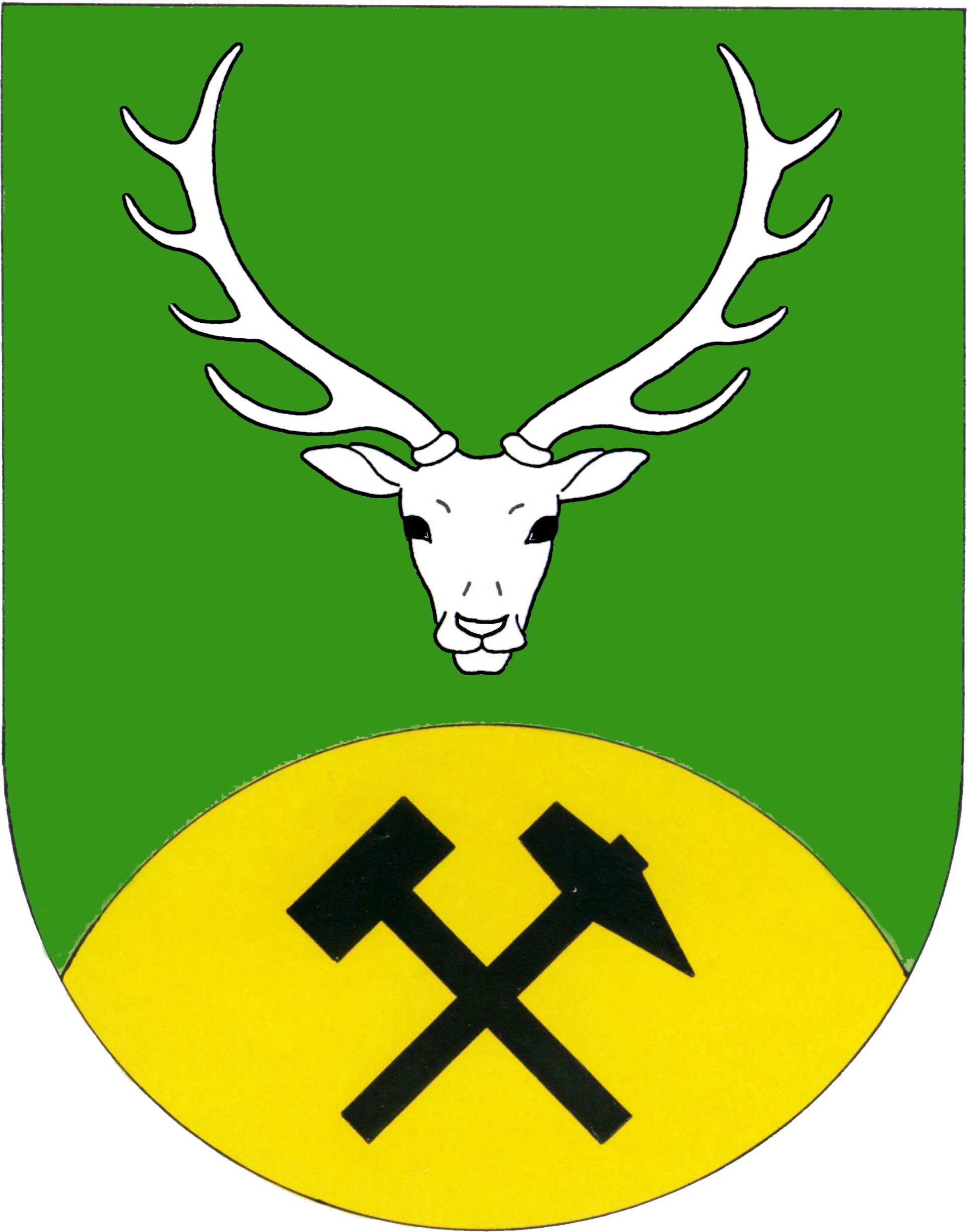
Gemeinde Wennigsen (Deister) Ortsteil Wennigser Mark (Details)
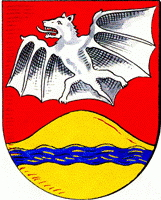
Stadt Hannover Bezirk Ricklingen Stadtteil Wettbergen (Details)
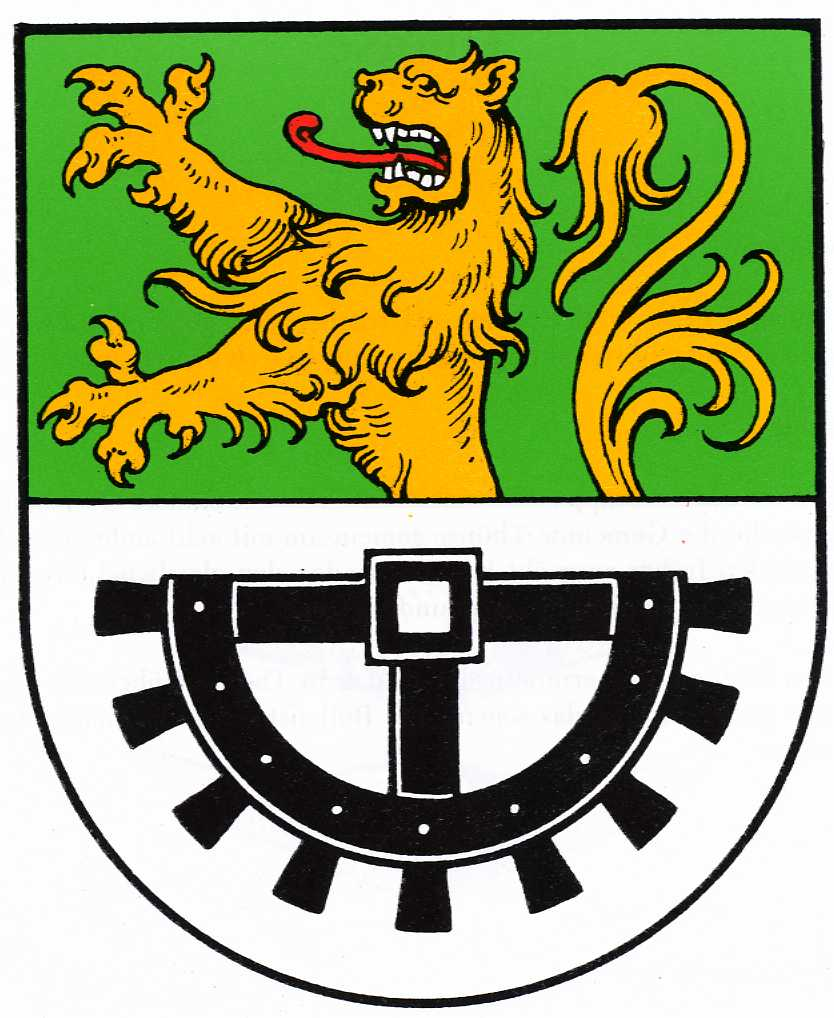
Stadt Burgwedel Ortsteil Wettmar (Details)
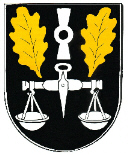
Stadt Barsinghausen Ortsteil Wichtringhausen (Details)
Stadt Hemmingen Ortsteil Wilkenburg (Details)
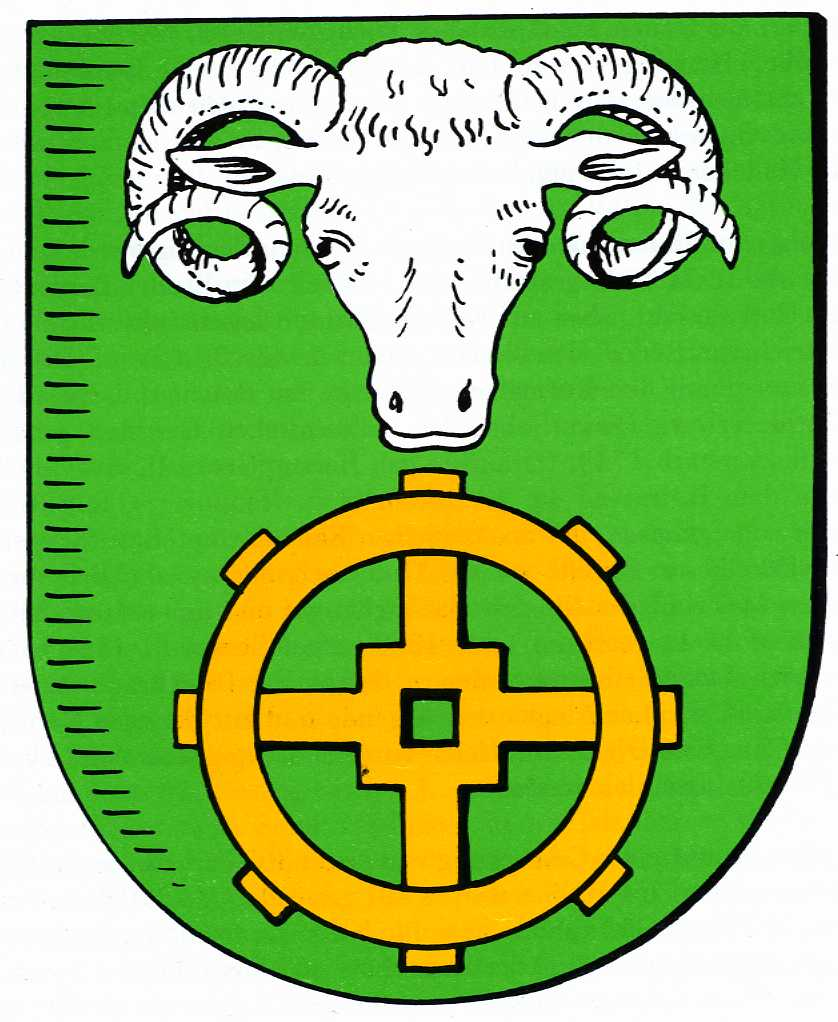
Stadt Barsinghausen Ortsteil Winninghausen (Details)
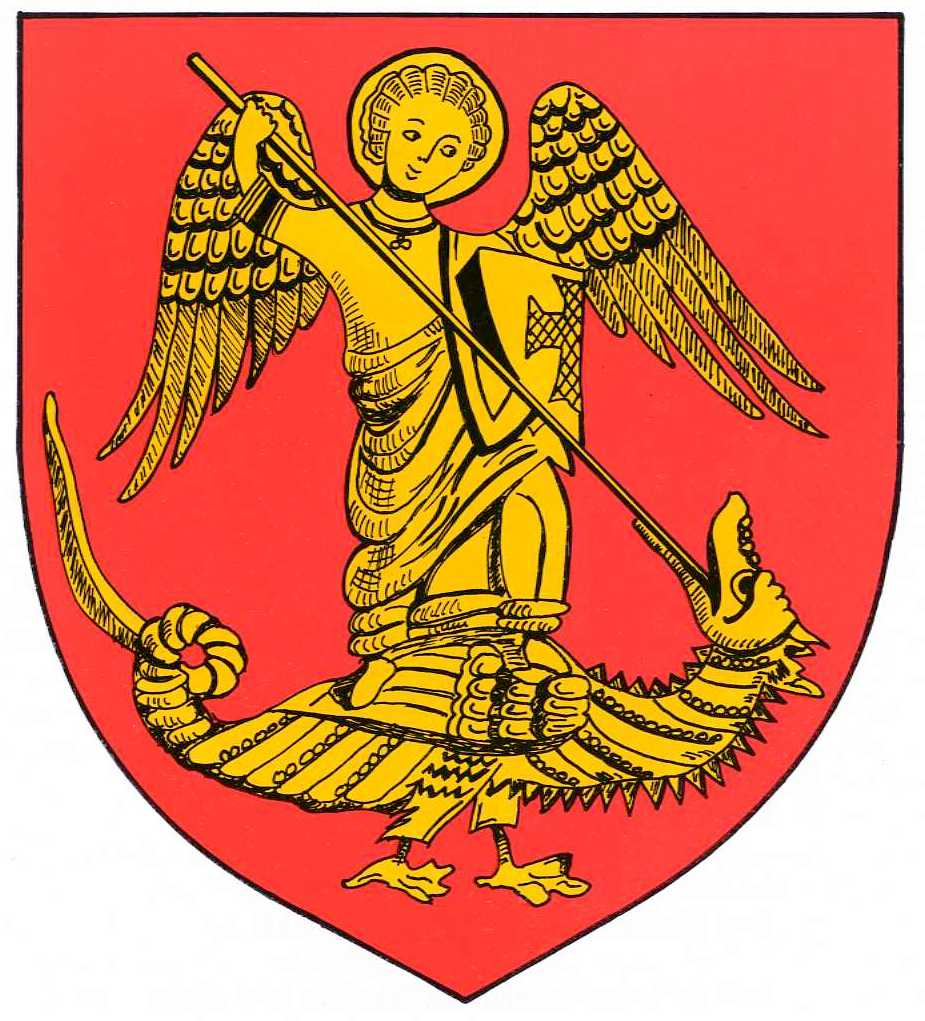
Stadt Sehnde Ortsteil Wirringen

## Historische Wappen

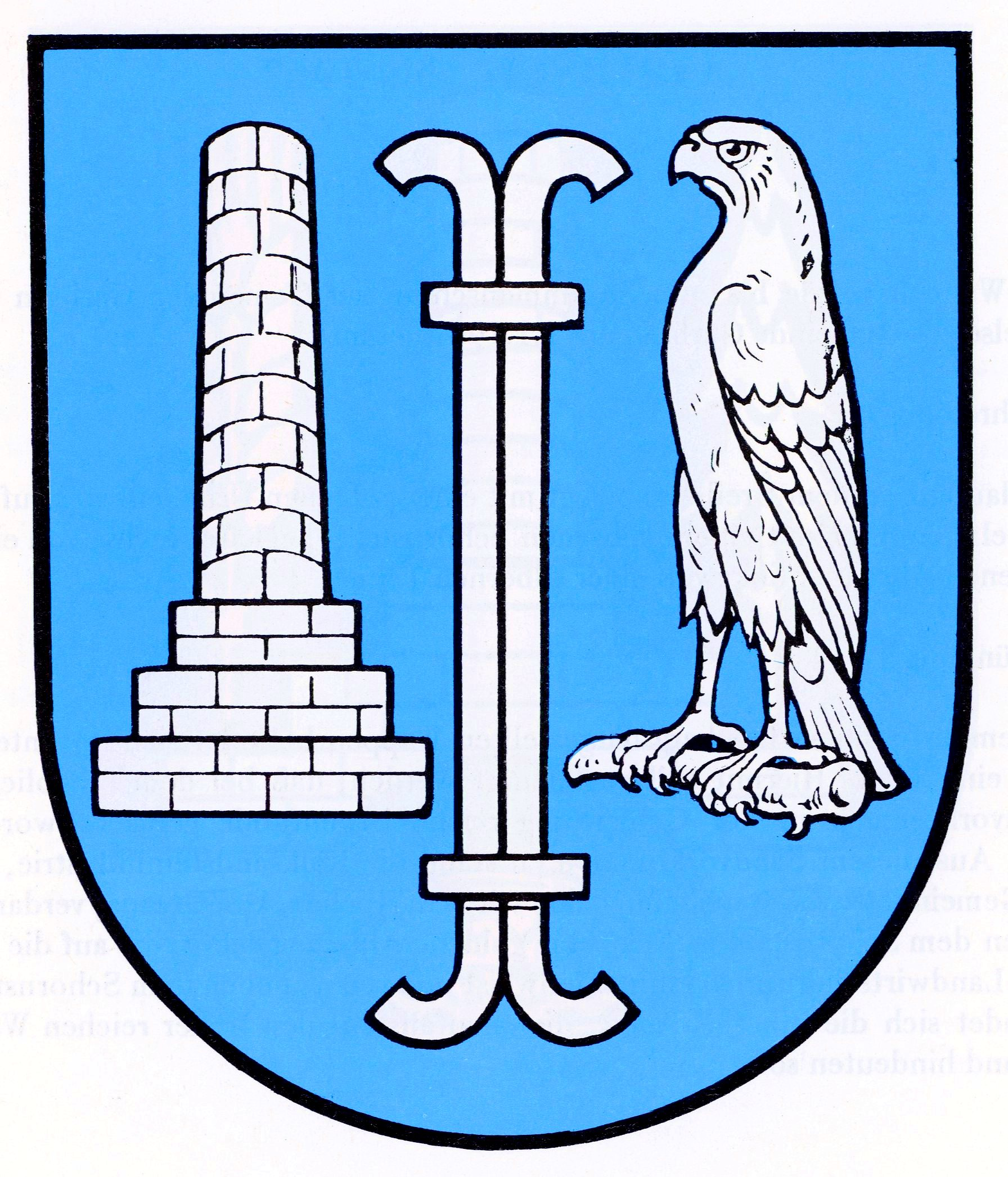
Stadt Garbsen (1966–1974) (Details)
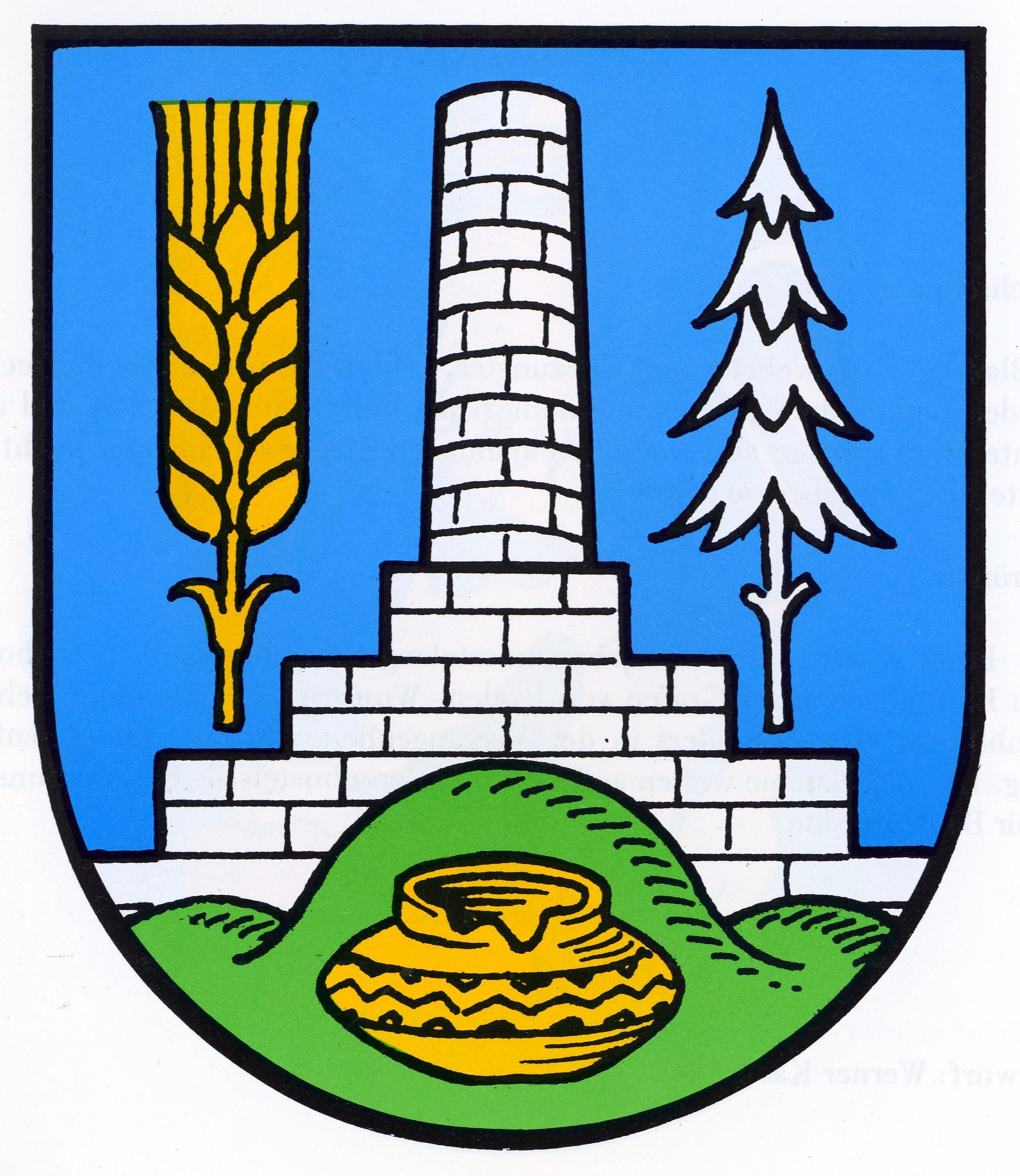
Stadt Garbsen (1955–1966) (Details)
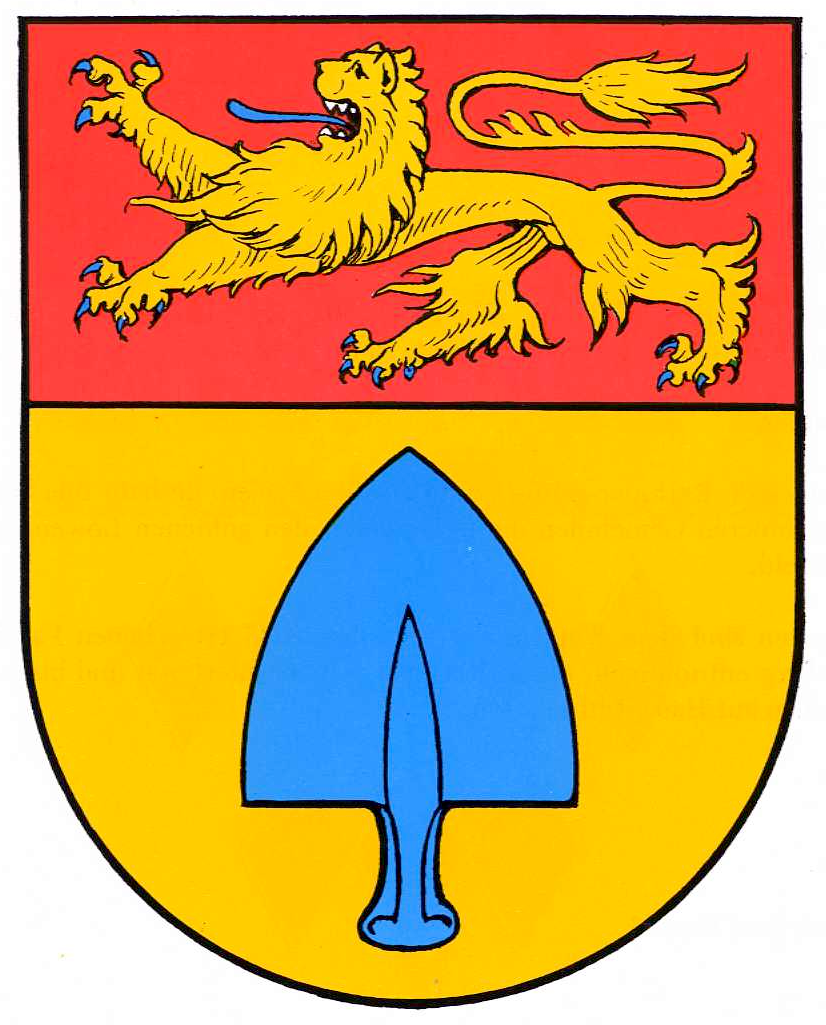
Gemeinde Sehnde (bis 1973)
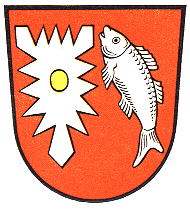
Altes Wappen von Steinhude (Details)